# 1996
Portal Geschichte | Portal Biografien | Aktuelle Ereignisse | Jahreskalender | Tagesartikel

◄ |
19. Jahrhundert |
20. Jahrhundert
| 21. Jahrhundert

◄ |
1960er |
1970er |
1980er |
1990er
| 2000er | 2010er | 2020er | ►

◄◄ |
◄ |
1992 |
1993 |
1994 |
1995 |
1996
| 1997 | 1998 | 1999 | 2000 | ► | ►►
 Jan.
| Feb.
| Mär.
| Apr.
| Mai
| Jun.
| Jul.
| Aug.
| Sep.
| Okt.
| Nov.
| Dez.
Staatsoberhäupter · Wahlen · Nekrolog  · Literaturjahr · Musikjahr · Filmjahr · Rundfunkjahr · Sportjahr
| Januar | Januar | Januar | Januar | Januar | Januar | Januar | Januar |
| Kw     | Mo     | Di     | Mi     | Do     | Fr     | Sa     | So     |
| ------ | ------ | ------ | ------ | ------ | ------ | ------ | ------ |
| 1      | 1      | 2      | 3      | 4      | 5      | 6      | 7      |
| 2      | 8      | 9      | 10     | 11     | 12     | 13     | 14     |
| 3      | 15     | 16     | 17     | 18     | 19     | 20     | 21     |
| 4      | 22     | 23     | 24     | 25     | 26     | 27     | 28     |
| 5      | 29     | 30     | 31     |        |        |        |        |

| Februar | Februar | Februar | Februar | Februar | Februar | Februar | Februar |
| Kw      | Mo      | Di      | Mi      | Do      | Fr      | Sa      | So      |
| ------- | ------- | ------- | ------- | ------- | ------- | ------- | ------- |
| 5       |         |         |         | 1       | 2       | 3       | 4       |
| 6       | 5       | 6       | 7       | 8       | 9       | 10      | 11      |
| 7       | 12      | 13      | 14      | 15      | 16      | 17      | 18      |
| 8       | 19      | 20      | 21      | 22      | 23      | 24      | 25      |
| 9       | 26      | 27      | 28      | 29      |         |         |         |

| März | März | März | März | März | März | März | März |
| Kw   | Mo   | Di   | Mi   | Do   | Fr   | Sa   | So   |
| ---- | ---- | ---- | ---- | ---- | ---- | ---- | ---- |
| 9    |      |      |      |      | 1    | 2    | 3    |
| 10   | 4    | 5    | 6    | 7    | 8    | 9    | 10   |
| 11   | 11   | 12   | 13   | 14   | 15   | 16   | 17   |
| 12   | 18   | 19   | 20   | 21   | 22   | 23   | 24   |
| 13   | 25   | 26   | 27   | 28   | 29   | 30   | 31   |

| April | April | April | April | April | April | April | April |
| Kw    | Mo    | Di    | Mi    | Do    | Fr    | Sa    | So    |
| ----- | ----- | ----- | ----- | ----- | ----- | ----- | ----- |
| 14    | 1     | 2     | 3     | 4     | 5     | 6     | 7     |
| 15    | 8     | 9     | 10    | 11    | 12    | 13    | 14    |
| 16    | 15    | 16    | 17    | 18    | 19    | 20    | 21    |
| 17    | 22    | 23    | 24    | 25    | 26    | 27    | 28    |
| 18    | 29    | 30    |       |       |       |       |       |

| Mai | Mai | Mai | Mai | Mai | Mai | Mai | Mai |
| Kw  | Mo  | Di  | Mi  | Do  | Fr  | Sa  | So  |
| --- | --- | --- | --- | --- | --- | --- | --- |
| 18  |     |     | 1   | 2   | 3   | 4   | 5   |
| 19  | 6   | 7   | 8   | 9   | 10  | 11  | 12  |
| 20  | 13  | 14  | 15  | 16  | 17  | 18  | 19  |
| 21  | 20  | 21  | 22  | 23  | 24  | 25  | 26  |
| 22  | 27  | 28  | 29  | 30  | 31  |     |     |

| Juni | Juni | Juni | Juni | Juni | Juni | Juni | Juni |
| Kw   | Mo   | Di   | Mi   | Do   | Fr   | Sa   | So   |
| ---- | ---- | ---- | ---- | ---- | ---- | ---- | ---- |
| 22   |      |      |      |      |      | 1    | 2    |
| 23   | 3    | 4    | 5    | 6    | 7    | 8    | 9    |
| 24   | 10   | 11   | 12   | 13   | 14   | 15   | 16   |
| 25   | 17   | 18   | 19   | 20   | 21   | 22   | 23   |
| 26   | 24   | 25   | 26   | 27   | 28   | 29   | 30   |

| Juli | Juli | Juli | Juli | Juli | Juli | Juli | Juli |
| Kw   | Mo   | Di   | Mi   | Do   | Fr   | Sa   | So   |
| ---- | ---- | ---- | ---- | ---- | ---- | ---- | ---- |
| 27   | 1    | 2    | 3    | 4    | 5    | 6    | 7    |
| 28   | 8    | 9    | 10   | 11   | 12   | 13   | 14   |
| 29   | 15   | 16   | 17   | 18   | 19   | 20   | 21   |
| 30   | 22   | 23   | 24   | 25   | 26   | 27   | 28   |
| 31   | 29   | 30   | 31   |      |      |      |      |

| August | August | August | August | August | August | August | August |
| Kw     | Mo     | Di     | Mi     | Do     | Fr     | Sa     | So     |
| ------ | ------ | ------ | ------ | ------ | ------ | ------ | ------ |
| 31     |        |        |        | 1      | 2      | 3      | 4      |
| 32     | 5      | 6      | 7      | 8      | 9      | 10     | 11     |
| 33     | 12     | 13     | 14     | 15     | 16     | 17     | 18     |
| 34     | 19     | 20     | 21     | 22     | 23     | 24     | 25     |
| 35     | 26     | 27     | 28     | 29     | 30     | 31     |        |

| September | September | September | September | September | September | September | September |
| Kw        | Mo        | Di        | Mi        | Do        | Fr        | Sa        | So        |
| --------- | --------- | --------- | --------- | --------- | --------- | --------- | --------- |
| 35        |           |           |           |           |           |           | 1         |
| 36        | 2         | 3         | 4         | 5         | 6         | 7         | 8         |
| 37        | 9         | 10        | 11        | 12        | 13        | 14        | 15        |
| 38        | 16        | 17        | 18        | 19        | 20        | 21        | 22        |
| 39        | 23        | 24        | 25        | 26        | 27        | 28        | 29        |
| 40        | 30        |           |           |           |           |           |           |

| Oktober | Oktober | Oktober | Oktober | Oktober | Oktober | Oktober | Oktober |
| Kw      | Mo      | Di      | Mi      | Do      | Fr      | Sa      | So      |
| ------- | ------- | ------- | ------- | ------- | ------- | ------- | ------- |
| 40      |         | 1       | 2       | 3       | 4       | 5       | 6       |
| 41      | 7       | 8       | 9       | 10      | 11      | 12      | 13      |
| 42      | 14      | 15      | 16      | 17      | 18      | 19      | 20      |
| 43      | 21      | 22      | 23      | 24      | 25      | 26      | 27      |
| 44      | 28      | 29      | 30      | 31      |         |         |         |

| November | November | November | November | November | November | November | November |
| Kw       | Mo       | Di       | Mi       | Do       | Fr       | Sa       | So       |
| -------- | -------- | -------- | -------- | -------- | -------- | -------- | -------- |
| 44       |          |          |          |          | 1        | 2        | 3        |
| 45       | 4        | 5        | 6        | 7        | 8        | 9        | 10       |
| 46       | 11       | 12       | 13       | 14       | 15       | 16       | 17       |
| 47       | 18       | 19       | 20       | 21       | 22       | 23       | 24       |
| 48       | 25       | 26       | 27       | 28       | 29       | 30       |          |

| Dezember | Dezember | Dezember | Dezember | Dezember | Dezember | Dezember | Dezember |
| Kw       | Mo       | Di       | Mi       | Do       | Fr       | Sa       | So       |
| -------- | -------- | -------- | -------- | -------- | -------- | -------- | -------- |
| 48       |          |          |          |          |          |          | 1        |
| 49       | 2        | 3        | 4        | 5        | 6        | 7        | 8        |
| 50       | 9        | 10       | 11       | 12       | 13       | 14       | 15       |
| 51       | 16       | 17       | 18       | 19       | 20       | 21       | 22       |
| 52       | 23       | 24       | 25       | 26       | 27       | 28       | 29       |
| 1        | 30       | 31       |          |          |          |          |          |

| Januar | Januar | Januar | Januar | Januar | Januar | Januar | Januar |
| Kw     | Mo     | Di     | Mi     | Do     | Fr     | Sa     | So     |
| ------ | ------ | ------ | ------ | ------ | ------ | ------ | ------ |
| 1      | 1      | 2      | 3      | 4      | 5      | 6      | 7      |
| 2      | 8      | 9      | 10     | 11     | 12     | 13     | 14     |
| 3      | 15     | 16     | 17     | 18     | 19     | 20     | 21     |
| 4      | 22     | 23     | 24     | 25     | 26     | 27     | 28     |
| 5      | 29     | 30     | 31     |        |        |        |        |

| Februar | Februar | Februar | Februar | Februar | Februar | Februar | Februar |
| Kw      | Mo      | Di      | Mi      | Do      | Fr      | Sa      | So      |
| ------- | ------- | ------- | ------- | ------- | ------- | ------- | ------- |
| 5       |         |         |         | 1       | 2       | 3       | 4       |
| 6       | 5       | 6       | 7       | 8       | 9       | 10      | 11      |
| 7       | 12      | 13      | 14      | 15      | 16      | 17      | 18      |
| 8       | 19      | 20      | 21      | 22      | 23      | 24      | 25      |
| 9       | 26      | 27      | 28      | 29      |         |         |         |

| März | März | März | März | März | März | März | März |
| Kw   | Mo   | Di   | Mi   | Do   | Fr   | Sa   | So   |
| ---- | ---- | ---- | ---- | ---- | ---- | ---- | ---- |
| 9    |      |      |      |      | 1    | 2    | 3    |
| 10   | 4    | 5    | 6    | 7    | 8    | 9    | 10   |
| 11   | 11   | 12   | 13   | 14   | 15   | 16   | 17   |
| 12   | 18   | 19   | 20   | 21   | 22   | 23   | 24   |
| 13   | 25   | 26   | 27   | 28   | 29   | 30   | 31   |

| April | April | April | April | April | April | April | April |
| Kw    | Mo    | Di    | Mi    | Do    | Fr    | Sa    | So    |
| ----- | ----- | ----- | ----- | ----- | ----- | ----- | ----- |
| 14    | 1     | 2     | 3     | 4     | 5     | 6     | 7     |
| 15    | 8     | 9     | 10    | 11    | 12    | 13    | 14    |
| 16    | 15    | 16    | 17    | 18    | 19    | 20    | 21    |
| 17    | 22    | 23    | 24    | 25    | 26    | 27    | 28    |
| 18    | 29    | 30    |       |       |       |       |       |

| Mai | Mai | Mai | Mai | Mai | Mai | Mai | Mai |
| Kw  | Mo  | Di  | Mi  | Do  | Fr  | Sa  | So  |
| --- | --- | --- | --- | --- | --- | --- | --- |
| 18  |     |     | 1   | 2   | 3   | 4   | 5   |
| 19  | 6   | 7   | 8   | 9   | 10  | 11  | 12  |
| 20  | 13  | 14  | 15  | 16  | 17  | 18  | 19  |
| 21  | 20  | 21  | 22  | 23  | 24  | 25  | 26  |
| 22  | 27  | 28  | 29  | 30  | 31  |     |     |

| Juni | Juni | Juni | Juni | Juni | Juni | Juni | Juni |
| Kw   | Mo   | Di   | Mi   | Do   | Fr   | Sa   | So   |
| ---- | ---- | ---- | ---- | ---- | ---- | ---- | ---- |
| 22   |      |      |      |      |      | 1    | 2    |
| 23   | 3    | 4    | 5    | 6    | 7    | 8    | 9    |
| 24   | 10   | 11   | 12   | 13   | 14   | 15   | 16   |
| 25   | 17   | 18   | 19   | 20   | 21   | 22   | 23   |
| 26   | 24   | 25   | 26   | 27   | 28   | 29   | 30   |

| Juli | Juli | Juli | Juli | Juli | Juli | Juli | Juli |
| Kw   | Mo   | Di   | Mi   | Do   | Fr   | Sa   | So   |
| ---- | ---- | ---- | ---- | ---- | ---- | ---- | ---- |
| 27   | 1    | 2    | 3    | 4    | 5    | 6    | 7    |
| 28   | 8    | 9    | 10   | 11   | 12   | 13   | 14   |
| 29   | 15   | 16   | 17   | 18   | 19   | 20   | 21   |
| 30   | 22   | 23   | 24   | 25   | 26   | 27   | 28   |
| 31   | 29   | 30   | 31   |      |      |      |      |

| August | August | August | August | August | August | August | August |
| Kw     | Mo     | Di     | Mi     | Do     | Fr     | Sa     | So     |
| ------ | ------ | ------ | ------ | ------ | ------ | ------ | ------ |
| 31     |        |        |        | 1      | 2      | 3      | 4      |
| 32     | 5      | 6      | 7      | 8      | 9      | 10     | 11     |
| 33     | 12     | 13     | 14     | 15     | 16     | 17     | 18     |
| 34     | 19     | 20     | 21     | 22     | 23     | 24     | 25     |
| 35     | 26     | 27     | 28     | 29     | 30     | 31     |        |

| September | September | September | September | September | September | September | September |
| Kw        | Mo        | Di        | Mi        | Do        | Fr        | Sa        | So        |
| --------- | --------- | --------- | --------- | --------- | --------- | --------- | --------- |
| 35        |           |           |           |           |           |           | 1         |
| 36        | 2         | 3         | 4         | 5         | 6         | 7         | 8         |
| 37        | 9         | 10        | 11        | 12        | 13        | 14        | 15        |
| 38        | 16        | 17        | 18        | 19        | 20        | 21        | 22        |
| 39        | 23        | 24        | 25        | 26        | 27        | 28        | 29        |
| 40        | 30        |           |           |           |           |           |           |

| Oktober | Oktober | Oktober | Oktober | Oktober | Oktober | Oktober | Oktober |
| Kw      | Mo      | Di      | Mi      | Do      | Fr      | Sa      | So      |
| ------- | ------- | ------- | ------- | ------- | ------- | ------- | ------- |
| 40      |         | 1       | 2       | 3       | 4       | 5       | 6       |
| 41      | 7       | 8       | 9       | 10      | 11      | 12      | 13      |
| 42      | 14      | 15      | 16      | 17      | 18      | 19      | 20      |
| 43      | 21      | 22      | 23      | 24      | 25      | 26      | 27      |
| 44      | 28      | 29      | 30      | 31      |         |         |         |

| November | November | November | November | November | November | November | November |
| Kw       | Mo       | Di       | Mi       | Do       | Fr       | Sa       | So       |
| -------- | -------- | -------- | -------- | -------- | -------- | -------- | -------- |
| 44       |          |          |          |          | 1        | 2        | 3        |
| 45       | 4        | 5        | 6        | 7        | 8        | 9        | 10       |
| 46       | 11       | 12       | 13       | 14       | 15       | 16       | 17       |
| 47       | 18       | 19       | 20       | 21       | 22       | 23       | 24       |
| 48       | 25       | 26       | 27       | 28       | 29       | 30       |          |

| Dezember | Dezember | Dezember | Dezember | Dezember | Dezember | Dezember | Dezember |
| Kw       | Mo       | Di       | Mi       | Do       | Fr       | Sa       | So       |
| -------- | -------- | -------- | -------- | -------- | -------- | -------- | -------- |
| 48       |          |          |          |          |          |          | 1        |
| 49       | 2        | 3        | 4        | 5        | 6        | 7        | 8        |
| 50       | 9        | 10       | 11       | 12       | 13       | 14       | 15       |
| 51       | 16       | 17       | 18       | 19       | 20       | 21       | 22       |
| 52       | 23       | 24       | 25       | 26       | 27       | 28       | 29       |
| 1        | 30       | 31       |          |          |          |          |          |

## Jahreswidmungen
- Die Hainbuche (Carpinus betulus) ist Baum des Jahres (Kuratorium Baum des Jahres/Deutschland).
- Der Habichtspilz (Sarcodon imbricatus) ist Pilz des Jahres (Deutsche Gesellschaft für Mykologie).
- Der Kiebitz (Vanellus vanellus) ist Vogel des Jahres (NABU/Deutschland).
- Der Frauenschuh (Cypripedium calceolus) ist Orchidee des Jahres (Arbeitskreis Heimische Orchideen/Deutschland).
- Der Feldhamster (Cricetus cricetus) ist Tier des Jahres (Schutzgemeinschaft Deutsches Wild).
- Die Meerforelle (Salmo trutta trutta) ist der Fisch des Jahres (Verband Deutscher Sportfischer e. V.).
- Die Gewöhnliche Kuhschelle (Pulsatilla vulgaris) ist die Blume des Jahres (Stiftung Naturschutz Hamburg und Stiftung Loki Schmidt).

## Ereignisse

### Politik und Weltgeschehen

#### Januar
- 01. Januar: Jean-Pascal Delamuraz wird erneut Bundespräsident der Schweiz.
- 01. Januar: Schweiz: Herabsetzung des Alters der Mündigkeit bzw. Volljährigkeit von 20 auf 18 Jahre gemäß Art. 14 ZGB
- 01. Januar: Slowenien wird Mitglied in der CEFTA (Mitteleuropäisches Freihandelsabkommen).
- 01. Januar: Die Türkei tritt der EU-Zollunion bei.
- 01. Januar: In Deutschland tritt die Regionalisierung des Schienenpersonennahverkehrs in Kraft.
- 11. Januar: Das japanische Parlament wählt den Liberaldemokraten Ryūtarō Hashimoto zum neuen Premierminister. Er löst den Sozialdemokraten Murayama Tomiichi ab.
- 18. Januar: Neue Verfassung in Kamerun.
- 18. Januar: Beim Lübecker Brandanschlag auf eine Asylbewerberunterkunft sterben zehn Menschen.
- 26. Januar: letzter der 210 Atombombentests Frankreichs auf dem Mururoa-Atoll
- 27. Januar: Militärputsch des Generalstabschefs Oberst Ibrahim Baré Maïnassara in der Republik Niger
- 29. Januar: Der französische Staatspräsident Jacques Chirac gibt das Einstellen weiterer französischer Kernwaffentests bekannt.
- 31. Januar: Selbstmordattentate der Liberation Tigers of Tamil Eelam mit einem Lkw voller Sprengstoff auf die Zentralbank Sri Lankas sowie auf ein Hochhaus in Colombo verursachen zusammen 88 Tote und etwa 1.000 Verletzte.

#### Februar
- 07. Februar: Lesotho. Letsie III. wird als Staatspräsident vereidigt.
- 22. Februar: Papst Johannes Paul II. erlässt das Dekret Universi Dominici Gregis über das Konklave.
- 24. Februar: Abschuss von zwei kleinen Verkehrsflugzeugen über internationalen Gewässern durch Kuba
- 25. Februar: Äquatorialguinea: Vorgezogene Präsidentschaftswahlen
- 28. Februar: Russland wird Mitglied im Europarat.

#### März
- 02. März: Parlamentswahl in Australien
- 03. März: Parlamentswahlen in Spanien
- 09. März: Jorge Sampaio wird Staatspräsident in Portugal.
- 11. März: John Howard wird Regierungschef in Australien.
- 12. März: Treffen von 30 Staats- und Regierungschefs in Scharm asch-Schaich, Beratung über Frieden im Nahen Osten
- 13. März: Im schottischen Dunblane tötet Thomas Hamilton bei einem Amoklauf 16 Grundschüler und ihre Lehrerin mit einem Revolver; danach erschießt er sich selbst.
- 15. März: Die Duma erklärt die Auflösung der Sowjetunion für nichtig.
- 16. März: Komoren. Wahl von Staatspräsident Mohammed Taki Abdoulkarim
- 18. März: In Benin wird Mathieu Kérékou Staatspräsident.
- 23. März: Bei der ersten Direktwahl des Präsidenten der Republik China wird auf Taiwan Amtsinhaber Lee Teng-hui mit 54 Prozent der Wählerstimmen bestätigt. Die gleichzeitig abgehaltene Wahl zur Nationalversammlung gewinnt die Kuomintang.
- 24. März: Jan Philipp Reemtsma wird für 33 Tage entführt.
- 29. März: Ahmad Tejan Kabbah wird Staatspräsident in Sierra Leone.

#### April
- 10. April: Die – abgesehen von Tornados – höchste je auf der Erde gemessene Windgeschwindigkeit wird mit 408 km/h auf Barrow Island, 50 km nordwestlich von Australien, registriert.
- 15. April: Die Politikerin und frühere Ministerin Mona Sahlin verzichtet als Folge der Toblerone-Affäre auf ihr Mandat im schwedischen Reichstag.
- 17. April: Bei Eldorado do Carajás im Bundesstaat Pará räumt brasilianische Militärpolizei mit Waffengewalt eine Straße, die von Mitgliedern der Bewegung der Landarbeiter ohne Boden (MST) blockiert wird. Bei der Aktion werden 21 MST-Aktivisten getötet. Eine Säule der Schande erinnert später an das Ereignis.
- 18. April: Das Bundesverfassungsgericht entscheidet, dass die in den Jahren 1945 bis 1949 in der Sowjetischen Besatzungszone durchgeführten Enteignungen von Grundbesitz im Sinne des Einigungsvertrages von 1990 nicht rückgängig zu machen sind.
- 21. April: Armenien unterzeichnet das Abkommen über Partnerschaft und Zusammenarbeit mit der EU in Luxemburg.
- 21. April: Parlamentswahlen in Italien
- 22. April: Aserbaidschan unterzeichnet in Brüssel das Partnerschafts- und Kooperationsabkommen mit der EU.
- 22. April: Umsturzversuch in Paraguay durch General Lino Oviedo
- 24. April: Andorra wird Mitglied in der Organisation für Sicherheit und Zusammenarbeit in Europa (OSZE).
- 29. April: Bei einem Amoklauf im australischen Port Arthur tötet Martin Bryant 35 Menschen und verletzt 21. Der geistig beeinträchtigte Täter wird später zu 35-mal lebenslänglich verurteilt.

#### Mai
- 05. Mai: Spanien. José María Aznar wird Ministerpräsident.
- 25. Mai: Der ehemalige bulgarische Zar Simeon II. besucht Bulgarien.
- 27. Mai: Beginn der Parlamentswahl in Indien
- 28. Mai: Die kanadische Polizei stürmt das taiwanische Frachtschiff Maersk Dubai aufgrund von Mordvorwürfen gegen den Kapitän. Dieser soll Schiffbrüchige über Bord geworfen haben, wird jedoch 2003 in Taiwan freigesprochen.
- 29. Mai: Mazedonien unterzeichnet die Schlussakte von Helsinki.

#### Juni
- 12. Juni: freie Parlamentswahlen in Bangladesch
- 16. Juni: Präsidentschaftswahl in Russland: Da keiner der Kandidaten die absolute Mehrheit erreicht, kommt es zur Stichwahl zwischen Amtsinhaber Boris Jelzin und Gennadi Sjuganow.
- 17. Juni: In Bonn protestieren rund 350.000 Menschen gegen die Finanz- und Sozialpolitik der Regierung von Helmut Kohl. Es ist die größte Gewerkschaftdemonstration in Deutschland seit 1945.
- 20. Juni: Handels- und Kooperationsabkommen zwischen Mazedonien und der EU.
- 22. Juni: Ägypten. Der Arabische Gipfel in Kairo bestätigt den arabischen Willen zum Frieden und erteilt Ägypten das Mandat, gegenüber Israel auf Fortsetzung des Friedensprozesses zu drängen.
- 28. Juni: Werchowna Rada hat die Verfassung der Ukraine angenommen.
- 29. Juni: Präsidentschaftswahl in Island 1996: Ólafur Ragnar Grímsson wird zum fünften Staatspräsidenten Islands bestimmt.
- 28. Juni: Anschlag auf die Quebec Barracks der britischen Streitkräfte in Osnabrück durch die Provisional Irish Republican Army.
- 30. Juni: Parlamentswahlen in der Mongolei 1996.

#### Juli
- 03. Juli: Konkordat zwischen dem Heiligen Stuhl und Sachsen.
- 03. Juli: Zweiter Wahlgang der russischen Präsidentschaftswahl: Boris Jelzin wird im Amt bestätigt.
- 07. Juli: Präsidentschaftswahlen in Niger.
- 25. Juli: Militärputsch durch Major Pierre Buyoya in Burundi.
- 31. Juli: Wirtschaftssanktionen gegen Burundi als Folge des Militärputsches.

#### August
- 12. August: Änderung des Namens der Hauptstadt des indischen Bundesstaates Maharashtra von 'Bombay' in Mumbai durch die „Corporation Resolution No.512“ sowie den „Maharashtra Act, XXV of 1996“.
- 16. August: Dominikanische Republik. Leonel Fernández Reyna wird Staatspräsident.
- 31. August: Russland. In Chassawjurt unterzeichnen der russische Tschetschenienbeauftragte Alexander Lebed und der Generalstabschef der tschetschenischen Unabhängigkeitskämpfer, Aslan Maschadow, ein Friedensabkommen. Der Vertrag erklärt die militärischen Auseinandersetzungen für beendet, schiebt aber die Entscheidung über den politischen Status Tschetscheniens bis Ende 2001 auf.

#### September
- 04. September: Madagaskar. Per Gericht wird Präsident Albert Zafy die Amtsausübung untersagt.
- 13. September: Rapper Tupac Shakur (2pac) wird in Las Vegas von einem oder mehreren Unbekannten getötet.

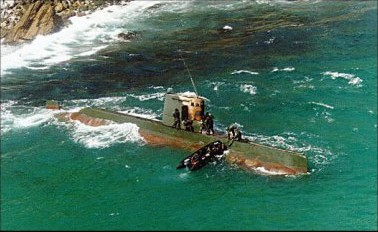
Vor Südkorea gestrandetes nordkoreanisches U-Boot

- 18. September: Am frühen Morgen wird an der Ostküste Südkoreas ein auf Felsen aufgelaufenes U-Boot der Sang-o-Klasse der Marine Nordkoreas entdeckt und das südkoreanische Militär alarmiert.
- 27. September: Der frühere afghanische Staatschef Mohammed Nadschibullah wird von Taliban-Kämpfern in Kabul hingerichtet.

#### Oktober
- 02. Oktober: Bulgarien. Ermordung des ehemaligen Ministerpräsidenten Andrei Lukanow
- 12. Oktober: Parlamentswahlen in Neuseeland
- 17. Oktober: Nauru wird Mitglied in der UNESCO.
- 20. Oktober: Nach einer Mordserie an sexuell missbrauchten Kindern und der Aufdeckung einer Kinderschänderbande in der Affäre um Marc Dutroux gehen 250.000 Belgier in Brüssel auf die Straße, um mangelhaftes Handeln der Exekutive anzuprangern.
- 20. Oktober: Bei der Unterhauswahl in Japan verteidigt die Koalition von Premierminister Ryūtarō Hashimoto ihre Mehrheit.
- 24. Oktober: Das Übereinkommen über nukleare Sicherheit tritt in Kraft.
- 27. Oktober: Petar Stojanow wird Präsident Bulgariens.

#### November
- 05. November: Bill Clinton wird als Präsident der Vereinigten Staaten wiedergewählt.
- 06. November: Kroatien wird in den Europarat aufgenommen.
- 12. November: Mena-Konferenz in Kairo (Ägypten)
- 17. November: Der deutsche Agent Werner Mauss wird in Medellín verhaftet.
- 22. November: Polen tritt der OWZE bei.

#### Dezember
- 01. Dezember: Bulgarien wird Mitglied in der Welthandelsorganisation WTO.
- 01. Dezember: Komoren. Parlamentswahlen
- 02. Dezember: OSZE-Gipfeltreffen in Lissabon (Portugal)
- 21. Dezember: Bulgarien. Rücktritt des Ministerpräsidenten Schan Widenow
- 24. Dezember: Bei einem rechtsextremen Sprengstoffanschlag in einem Einkaufszentrum in Worcester (Südafrika) sterben vier Personen und 67 weitere werden verletzt.
- 29. Dezember: Die Regierung Guatemalas schließt mit den Rebellen der Unidad Revolucionaria Nacional Guatemalteca (URNG) ein Friedensabkommen. Der Guatemaltekische Bürgerkrieg geht damit nach 36 Jahren zu Ende.
- 31. Dezember: Bayern. Das Sicherheitswachtgesetz tritt in Kraft.
- Gründung des International Policy Institute for Counter-Terrorism

### Wirtschaft
- 22. Februar: Der Immobilienspekulant Jürgen Schneider wird von den USA an Deutschland ausgeliefert.
- 10. Februar: Edelweiss Air macht ihren Erstflug.
- 15. März: Der niederländische Flugzeughersteller Fokker meldet Insolvenz an. Das deutsche Mutterunternehmen Daimler-Benz hatte sich im Januar vom Unternehmen getrennt.
- 29. Mai: Doppelbesteuerungsabkommen zwischen Deutschland und Russland
- 28. Juli: Der Pay-TV-Sender DF1 der Kirch-Gruppe beginnt in Deutschland mit der Ausstrahlung von Digitalfernsehen, zunächst lokal im Bereich um München.
- 02. Oktober: Nach über 113 Jahren Unternehmensgeschichte – zeitweilig als einer der größten Elektrokonzerne der Welt – wird die Firma AEG im Handelsregister von Frankfurt am Main gelöscht.
- 15. Oktober: In Japan geht das Geldinstitut Nichei Finance in Konkurs. Es ist der bisher größte Firmenbankrott in der Geschichte des Landes.
- 01. November: Nach dem Gesetz über Europäische Betriebsräte können nunmehr in EU-weit tätigen Unternehmen mit mindestens tausend Beschäftigten länderübergreifend Arbeitnehmervertretungen gebildet werden.
- 01. November: Der neue arabische Nachrichtensender Al Jazeera beginnt mit den Sendungen aus Doha in Katar über Satellit.
- 14. November: Doppelbesteuerungsabkommen zwischen Deutschland und Belarus
- 18. November: Die Deutsche Telekom geht an die Börse.
- 29. November: Doppelbesteuerungsabkommen zwischen Deutschland und Estland
- Gründung des Supply-Chain Councils
- Die beiden Basler Chemiekonzerne Ciba-Geigy & Sandoz fusionieren zur Novartis. Es ist die damals größte Firmenfusion der Welt.

### Wissenschaft und Technik
- 30. Januar: Der Komet Hyakutake wird entdeckt.
- 09. Februar: Forscher der Gesellschaft für Schwerionenforschung in Darmstadt geben die Entdeckung des später auf den Namen Copernicium getauften Elements bekannt.

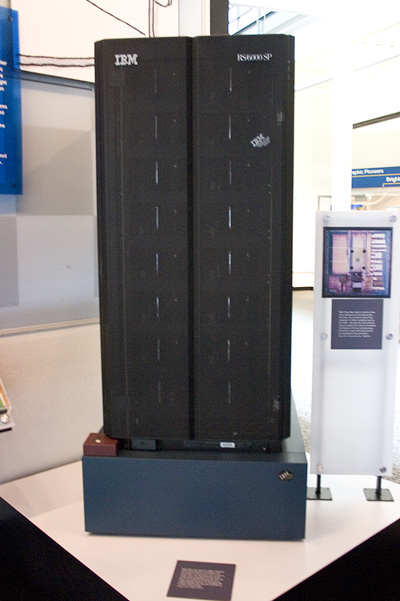
Deep Blue

- 10. Februar: Mit Deep Blue bezwingt erstmals ein Schachcomputer einen Schachweltmeister, den Russen Garry Kasparow, in einer Partie unter Turnierbedingungen.
- 20. März: Britische Wissenschaftler vermuten einen Zusammenhang zwischen BSE und Creutzfeldt-Jakob-Krankheit.
- Ab April: Die Veröffentlichung des Buches Hitlers willige Vollstrecker (orig. Hitler's Willing Executioners) des US-Amerikaners Daniel Goldhagen löst eine internationale Geschichtsdebatte über die Täter des Holocaust aus.
- 03. Mai: Der Be 4/4 8 der Meiringen-Innertkirchen-Bahn wird in Dienst gestellt.
- 23. Juni: Der japanische Videospiel- und Konsolenhersteller Nintendo veröffentlicht in Japan das Nintendo 64.
- 30. Juni: Der amerikanische Unterhaltungselektronik-Hersteller Atari Corporation fusioniert mit dem Festplatten-Hersteller JTS, einem Tochterunternehmen der Tandon Corporation.
- 05. Juli: Das Schaf Dolly, erstes geklontes Säugetier der Welt, wird geboren.
- 28. Juli: Am Ufer des Columbia River werden im US-Bundesstaat Washington die Überreste des Kennewick-Mannes gefunden.
- 17. August: Mit der Mission Sojus TM-24 startet die erste französische Raumfahrerin Claudie André-Deshays zur russischen Raumstation Mir.
- 22. September: Der Fernsehsender h1 geht als Offener Kanal Hannover erstmals auf Sendung.
- 10. Oktober: In Deutschland geht der Nachrichtendienst Skyper über Funkmeldeempfänger in Betrieb.
- 19. Oktober: Greenpeace stellt das erste Dreiliterauto vor: Einen umgebauten Serienwagen, den Twingo Smile.
- 19. November: Das Space Shuttle Columbia startet zur Mission STS-80, bei der zwei Satelliten ausgesetzt und später wieder eingefangen werden sollen. Wegen schlechter Wetterbedingungen gegen Ende der Mission entsteht der bislang längste Flug in der Shuttle-Geschichte.
- BMW bringt den Z3-Roadster auf den Markt
- VBA löst das alte WordBasic als Office-Makrosprache ab.
- Start des Ansari X-Prize
- Der österreichische Wissenschaftspreis START-Preis wird ins Leben gerufen.

### Kultur

#### Kunst
- 08. Februar: 24 Hours in Cyberspace, die erste weltweite Online-Veranstaltung findet statt.
- 16. April: Der Schatz des Priamos wird erstmals nach 51 Jahren wieder der Öffentlichkeit im Puschkin-Museum in Moskau gezeigt.

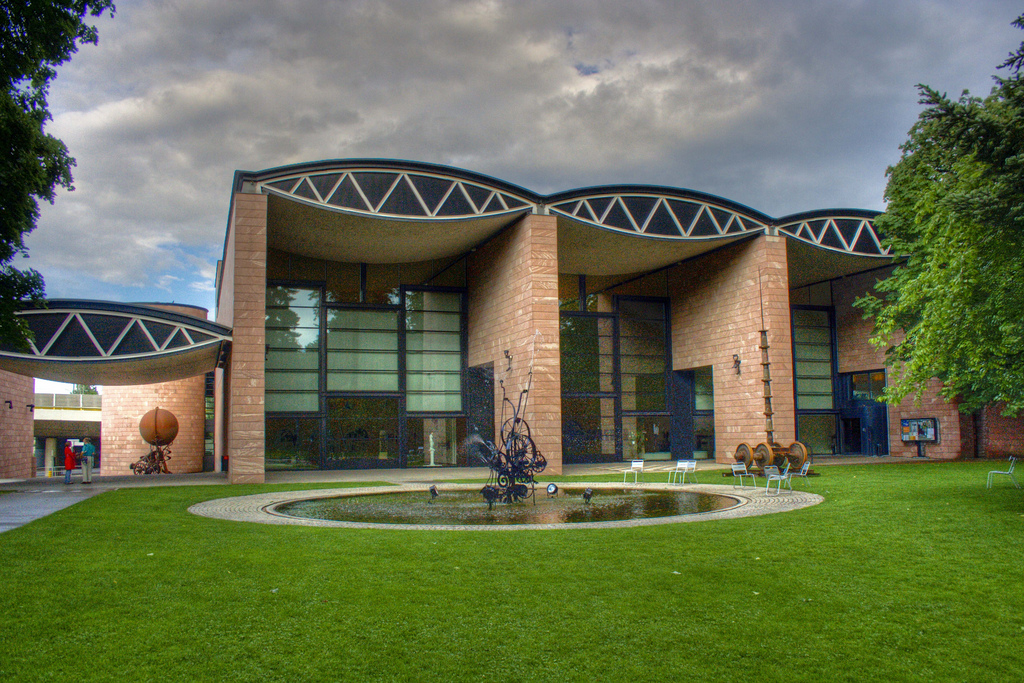
Museum Tinguely, Westseite

- 04. Mai: Gründung des Migros Museum für Gegenwartskunst in Zürich
- 03. Oktober: In Basel eröffnet das Museum Tinguely. Das Werk Jean Tinguelys gilt als repräsentativ für kinetische Kunst.
- 04. Dezember: Das Nürnberger Kulturzentrum K4 wird eröffnet.
- 07. Dezember: Die gotische Lonja de la Seda in Valencia wird von der UNESCO zum Weltkulturerbe erklärt.
- 07. Dezember: Das Bauhaus und seine Stätten in Weimar, Dessau und Bernau werden von der UNESCO zum Weltkulturerbe erklärt.
- Erstausgabe der Kunstzeitung
- Das Kunsthaus Kaufbeuren wird gebaut.
- Erstmalige Vergabe des Central-Kunstpreises
- Erstmaliges Stattfinden der Kunstausstellung Manifesta

#### Musik
- 13. Februar: Die britische Pop-Gruppe Take That gibt ihre Trennung bekannt, nachdem bereits im Vorjahr Robbie Williams die Band verlassen hatte.
- 18. Mai: Eimear Quinn gewinnt in Oslo mit dem Lied The Voice für Irland die 41. Auflage des Eurovision Song Contest, der deutsche Kandidat Leon scheitert in der Vorrunde.
- 11. August: Die britische Rockband Oasis bricht in Knebworth, England, mit 250.000 Besuchern an zwei Tagen einen Rekord für die meisten Zuschauer in Konzerten mit freier Stehplatzwahl.
- 07. September: Der US-amerikanische Musiker Tupac Shakur wird angeschossen und erliegt seinen Verletzungen sechs Tage später.
- Die Toten Hosen veröffentlichen Opium fürs Volk.
- Evil Empire erscheint, das zweite Album der Band Rage Against the Machine.
- Gründung der Band Xero, später Linkin Park.
- Gründung der Band Sportfreunde Stiller.
- Gründung der Band Sunnyglade, später Juli.
- Gründung der Band Nightwish.
- Gründung der Band Freundeskreis.
- Gründung der Band Within Temptation.
- Gründung der Band Coldplay.

Siehe auch: Nummer-eins-Hits 1996 in  Australien, Belgien, Dänemark, Deutschland, Finnland, Frankreich, Irland, Italien, Japan, Kanada, Neuseeland, den Niederlanden, Norwegen, Österreich, Schweden, der Schweiz, Spanien, Ungarn, den Vereinigten Staaten und im Vereinigten Königreich.
Siehe auch: Kategorie:Musik 1996

#### Sonstiges
- 07. Februar: Die gemischte Kulturkommission tritt in Luxemburg zusammen.
- 27. Februar: In Japan erscheinen die Spiele Pokémon Grün und Rot.
- 19. März: Kulturabkommen zwischen Deutschland und Bulgarien. In Kraft seit dem 13. August 1997
- 22. Juni: In Nordamerika wird der Ego-Shooter Quake veröffentlicht.
- 01. Juli: Mit der Wiener Absichtserklärung zur Neuregelung der deutschen Rechtschreibung wird die Reform der deutschen Rechtschreibung von 1996 in Gang gesetzt.
- Eröffnung des Ciutat de les Arts i les Ciències in Valencia
- Der Verein Schulen ans Netz entsteht.
- Gründung des Virginia Holocaust Museum
- Der Freizeitpark Plohn wird eröffnet.
- Samuel P. Huntingtons Buch Kampf der Kulturen: Die Neugestaltung der Weltpolitik im 21. Jahrhundert erscheint in den Vereinigten Staaten sowie in deutscher Übersetzung.
- Erstmalige Vergabe der Leo-von-Klenze-Medaille
- Gründung des amerikanischen Spielenetzwerks IGN

### Gesellschaft
- 13. August: Der Belgier Marc Dutroux und zwei Komplizen werden wegen Verdachts auf Entführung von Sabine Dardenne und Laetitia Delhez verhaftet. Bei den weiteren polizeilichen Ermittlungen werden mehrere Kindesentführungen zum Zweck sexuellen Missbrauchs der Opfer und Ermordungen aufgedeckt.
- 19. Oktober: Die Polizei findet mit Hilfe von Spürhunden im Taunus die Leiche eines vermögenden Frankfurter Bürgers. Nach der Entführung von Jakub Fiszman waren vier Millionen DM Lösegeld bezahlt worden. Tatverdächtige sitzen im polizeilichen Gewahrsam.

### Religion
- 27. Mai: In Konstanz weiht der alt-katholische Bischof Joachim Vobbe zwei Frauen zu den ersten Priesterinnen der Altkatholischen Kirche in Deutschland.
- 23. Oktober: Papst Johannes Paul II. akzeptiert die Vereinbarkeit zwischen Theistischer Evolution und Darwinscher Evolutionstheorie beim christlichen Glauben mit der Bemerkung, dass es sich bei ihr um mehr als nur eine Hypothese handle.

### Sport
Einträge von Leichtathletik-Weltrekorden siehe unter der jeweiligen Disziplin unter Leichtathletik.
- 02. März: Das Ernst-Lehner-Stadion in Augsburg wird eröffnet.
- 10. März bis 13. Oktober: Austragung der 47. Formel-1-Weltmeisterschaft
- 16. März: Mike Tyson gewinnt seinen Boxkampf um den Weltmeistertitel im Schwergewicht gegen Frank Bruno im MGM Grand, Las Vegas, durch technischen K. o.
- 17. März: Sri Lanka gewinnt den sechsten Cricket World Cup in Indien, Pakistan und Sri Lanka, indem sie im Finale Australien mit 7 Wickets besiegt.
- 31. März bis 20. Oktober: Austragung der 48. FIM-Motorrad-Straßenweltmeisterschaft
- 11. April: Panathinaikos Athen besiegt den FC Barcelona im Finale des Europapokals der Landesmeister im Basketball in Paris mit 67:66.
- 11. Mai: Durch die Niederlage des FC Bayern München sichert sich Borussia Dortmund vorzeitig die deutsche Meisterschaft.
- 15. Mai: FC Bayern München wird UEFA-Cup-Sieger nach einem 3:1-Sieg im Rückspiel (Hinspiel 2:0) gegen Girondins Bordeaux.
- 25. Mai: Nach dem Abstieg aus der ersten Bundesliga bezwingt der 1. FC Kaiserslautern den Karlsruher SC mit einem 1:0 im DFB-Pokalfinale in Berlin und holt sich den zweiten Pokalsieger-Titel.
- 01. Juni: Durch die Fusion von TuS und BW-Ahlen wird der Sport- und Fußballvereins LR Ahlen gegründet.
- 01. Juni: Der SK Rapid Wien wird zum 30. Mal österreichischer Fußballmeister.
- 08. Juni: Mit dem Eröffnungsspiel England−Schweiz beginnt die zehnte Fußball-Europameisterschaft in England.
- 10. Juni: Uwe Krupp schießt die Colorado Avalanche zum ersten Stanley-Cup-Sieg ihrer Geschichte.
- 30. Juni: Deutschland wird im Wembley-Stadion von London durch das erste Golden Goal in der Geschichte, erzielt von Oliver Bierhoff, zum dritten Mal Europameister.
- 29. Juni bis 21. Juli: Die 83. Tour de France wird von Bjarne Riis als erstem Skandinavier gewonnen.
- 19. Juli bis 4. August: XXVI. Olympische Sommerspiele in Atlanta/USA.
- 13. Oktober: Damon Hill wird Formel-1-Weltmeister, damit holt erstmals in der Formel 1 der Sohn eines früheren Weltmeisters (Graham Hill) den Titel.
- 23. November: Henry Maske verliert im letzten Kampf seiner Profi-Karriere gegen Virgil Hill nach Punkten.
- Erstmaliges Stattfinden der Spezialradmesse.
- Michael Schumacher wechselt von Benetton zu Ferrari.

### Katastrophen
- 08. Januar: Kinshasa, Demokratische Republik Kongo. Eine Antonow An-32 der African Air verursacht die Flugzeugkatastrophe von Kinshasa, bei der mindestens 297 Menschen sterben.
- 03. Februar: In Yunnan Sheng, nahe Lijiang, Volksrepublik China ereignet sich ein Erdbeben der Stärke 7,0, etwa 300 Tote.
- 06. Februar: Eine Chartermaschine der türkischen Birgenair, eine Boeing 757 mit der Flugnummer 301, stürzt kurz vor Mitternacht Ortszeit nach dem Start vom Flughafen Puerto Plata in der Dominikanischen Republik in den Atlantik. 189 Menschen sterben, darunter 164 deutsche Touristen. Ursache des Absturzes ist technisches Versagen, gefolgt von menschlichem Versagen.
- 15. Februar: Der Tanker Sea Empress läuft nach einem Lotsenfehler auf einem Felsen bei Milford Haven auf. 71.800 Tonnen auslaufendes Rohöl verursachen eine schwere Ölverschmutzung an der walisischen Küste.
- 17. Februar: ein Erdbeben der Stärke 8,2 in der Region Irian Jaya, Indonesien. 166 Tote
- 29. Februar: Arequipa, Peru. Eine aus Lima kommende Boeing 737 auf Faucett-Perú-Flug 251 prallt beim Landeanflug gegen einen Berg, wobei alle 123 Passagiere umkommen.
- 18. März: In Manila sterben bei einem Brand in einer Diskothek wegen verschlossener Notausgänge 150 Menschen.
- 11. April: Bei der Brandkatastrophe im Düsseldorfer Flughafen, ausgelöst durch Schweißarbeiten, starben 17 Menschen und 88 weitere wurden verletzt.
- 11. Mai: Everglades, Florida, USA: Nach einem Feuer im Frachtraum stürzt auf ValuJet-Flug 592 von Miami nach Atlanta eine Douglas DC-9 ab. Alle 110 Insassen sterben.
- 13. Mai: Bangladesch. Ein Tornado tötet über 500 und verletzt fast 33000 Personen.
- 21. Mai: Die Fähre MV Bukoba kentert und sinkt auf dem Victoriasee. Über 700 Menschen ertrinken.[1]
- 17. Juli: Kurz nach dem Start von New York City explodiert die Boeing 747-131 des Trans-World-Airlines-Fluges 800 in circa vier Kilometern Höhe. Alle 230 Menschen an Bord kommen ums Leben.
- 07. August: Biescas, Spanien. Der Murgang von Biescas tötet 87 Menschen und verletzt 187 weitere.
- 29. August: Spitzbergen, Norwegen. Eine russische Tupolew Tu-154 prallt gegen einen Berg. Alle 141 Menschen an Bord sterben.
- 07. November: Lagos, Nigeria. Absturz einer Boeing 727 auf ADC-Airlines-Flug 86. Alle 143 Menschen sterben.
- 12. November: Bei der Flugzeugkollision von Charkhi Dadri zwischen einer Boeing 747 der Saudi Arabian Airlines und einer Iljuschin Il-76 der Kazak Airlines sterben alle 349 Personen in beiden Flugzeugen.
- 23. November: Komoren. Der entführte Ethiopian-Airlines-Flug 961 zerbricht bei der Notwasserung und sinkt. 125 der 175 Insassen kommen dabei um.
- 25. Dezember: Beim Umstieg von Migranten vom Frachter Yiohan kentert das maltesische Boot F174 und es ertrinken in der Nacht vom 25. auf den 26. Dezember mindestens 283 Menschen vor Sizilien.[2]

### Natur und Umwelt

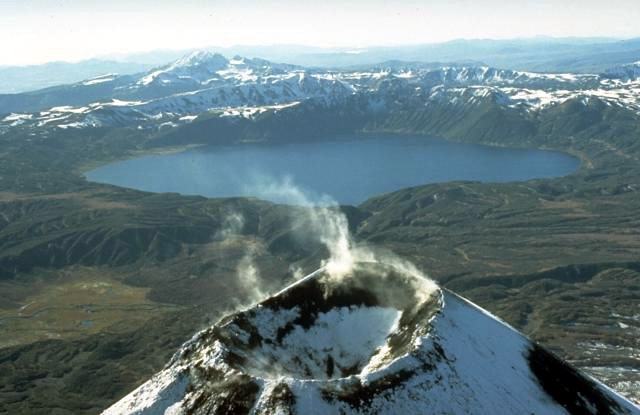
Der Vulkan Karymski

- 02. Januar: Auf der Halbinsel Kamtschatka kommt es zur einzigen historisch bekannten Eruption des Stratovulkans Akademija Nauk.
- 10. April: Auf der westaustralischen Insel Barrow Island wird – abgesehen von Tornados – mit 408 km/h die höchste Windgeschwindigkeit gemessen.
- 11. September: Bei Teutschenthal in Sachsen-Anhalt ereignet sich ein Gebirgsschlag. Seismographen auf der ganzen Welt zeichnen das ausgelöste Erdbeben der Stärke 5,5 auf der Richterskala auf.

## Geboren

### Januar
- 01. Januar: Adem Furkan Avcı, türkischer Boxer
- 01. Januar: Mahmoud Dahoud, syrisch-deutscher Fußballspieler
- 01. Januar: Pan Dandan, chinesische Ruderin
- 01. Januar: Andreas Pereira, brasilianisch-belgischer Fußballspieler
- 02. Januar: Maurice Litka, deutscher Fußballspieler
- 02. Januar: Laila Youssifou, niederländische Ruderin
- 03. Januar: Ernst Boutkan, niederländischer Politiker
- 03. Januar: Naomi Van Den Broeck, belgische Sprinterin
- 03. Januar: Florence Pugh, britische Schauspielerin
- 03. Januar: Matthias Weger, österreichischer Kanute
- 04. Januar: Valerie Huber, österreichische Schauspielerin und Model
- 05. Januar: Nicol Delago, italienische Skirennläuferin
- 05. Januar: Joschka Ferner, deutscher Basketballspieler
- 06. Januar: Sebastian Arnold, deutscher Handballspieler
- 06. Januar: Mitsuru Maruoka, japanischer Fußballspieler
- 07. Januar: Lionel Enguene, kamerunischer Fußballspieler
- 07. Januar: Carina Mair, österreichische Skeletonpilotin
- 07. Januar: Alex Nedeljkovic, US-amerikanischer Eishockeytorwart
- 08. Januar: Emma Heesters, niederländische Popsängerin
- 08. Januar: Kevin Brandstätter, österreichischer Fußballspieler
- 09. Januar: Oana Gregory, rumänische Schauspielerin
- 09. Januar: Sebastian Kolbe, deutsch-spanischer Fußballtorhüter
- 10. Januar: Larissa Crummer, australische Fußballspielerin
- 10. Januar: Andrea Migno, italienischer Motorradrennfahrer

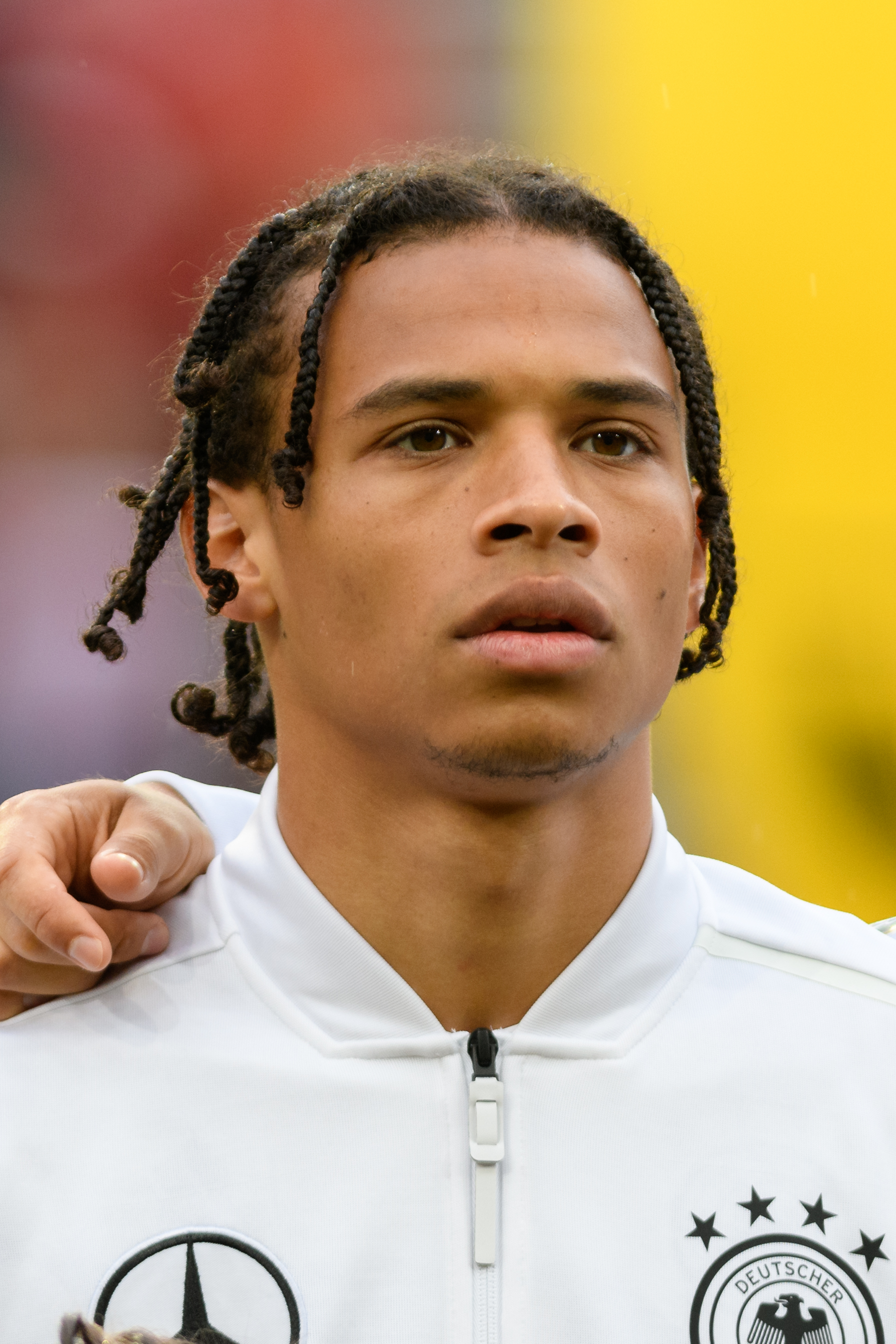
Leroy Sané (2018)

- 11. Januar: Kamer Krasniqi, kosovarischer Fußballspieler
- 11. Januar: Leroy Sané, deutsch-französischer Fußballspieler
- 11. Januar: Diadie Samassékou, malischer Fußballspieler
- 12. Januar: Liviu Dubălari, moldauischer Biathlet und Skilangläufer
- 12. Januar: Ella Henderson, englische Singer-Songwriterin
- 13. Januar: Christian Heinrich, deutscher Fußballspieler
- 13. Januar: Aníta Hinriksdóttir, isländische Leichtathletin
- 13. Januar: Maximilian Werner, deutscher Schauspieler
- 14. Januar: Victor Edvardsen, schwedischer Fußballspieler
- 14. Januar: Jon Gorenc Stankovič, slowenischer Fußballspieler
- 15. Januar: Dove Cameron, US-amerikanische Schauspielerin und Sängerin
- 15. Januar: Romano Fenati, italienischer Motorradrennfahrer
- 15. Januar: Huang Kaixiang, chinesischer Badmintonspieler
- 15. Januar: Katharina Truppe, österreichische Skirennläuferin
- 16. Januar: Cameron Carolissen, südafrikanischer Dartspieler
- 16. Januar: Jennie Kim, südkoreanische Sängerin
- 17. Januar: Victor Lafay, französischer Radrennfahrer
- 17. Januar: Caitlin Sanchez, US-amerikanische Schauspielerin
- 18. Januar: Sarah Gilman, US-amerikanische Schauspielerin
- 18. Januar: Elisabeth Mayr, deutsch-österreichische Fußballspielerin
- 18. Januar: Marek Szotkowski, tschechischer Fußballspieler
- 19. Januar: Mathias Graf, österreichischer Skirennläufer und Freestyle-Skier
- 19. Januar: Marcel Hartel, deutscher Fußballspieler
- 19. Januar: Breezy Johnson, US-amerikanische Skirennläuferin

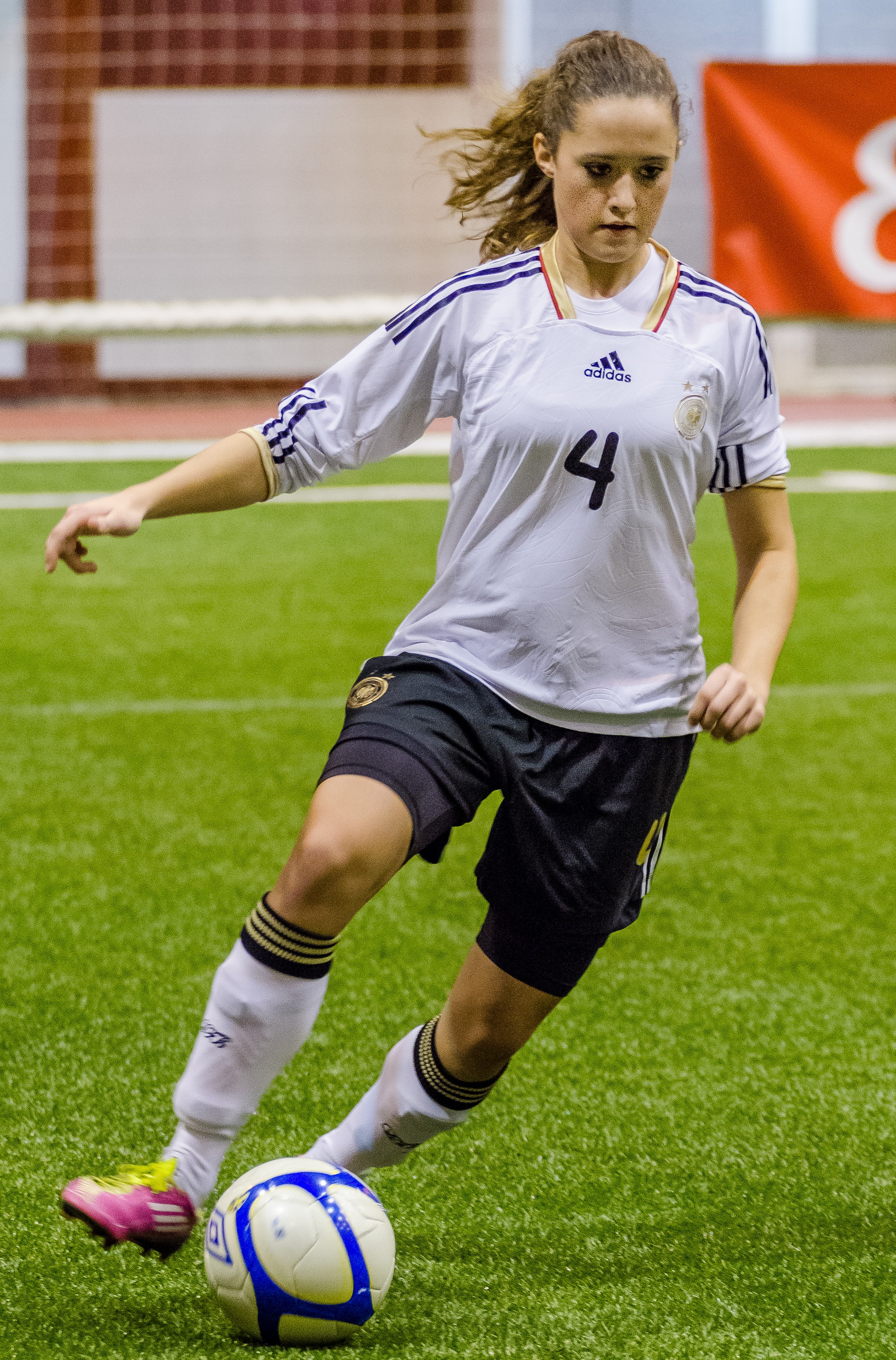
Franziska Jaser (2012)

- 20. Januar: Franziska Jaser, deutsche Fußballspielerin
- 20. Januar: Jovana Preković, serbische Karateka
- 20. Januar: Michelle Uhrig, deutsche Eisschnellläuferin
- 21. Januar: Marc Jurczyk, deutscher Radsportler
- 21. Januar: Jorge Lendeborg Jr., US-amerikanischer Schauspieler
- 21. Januar: Marco Asensio, spanischer Fußballspieler
- 21. Januar: Julia Leitinger, österreichische Biathletin
- 21. Januar: Florian Wilmsmann, deutscher Freestyle-Skier
- 23. Januar: Julia Albrecht, deutsche Schauspielerin
- 23. Januar: Liam Kelly, schottischer Fußballspieler
- 23. Januar: Ruben Loftus-Cheek, englischer Fußballspieler
- 23. Januar: Felix Schröter, deutscher Fußballspieler
- 24. Januar: Iyayi Believe Atiemwen, nigerianischer Fußballspieler
- 24. Januar: Bianca Blöchl, deutsche Fußballspielerin
- 24. Januar: Patrik Schick, tschechischer Fußballspieler
- 25. Januar: Carissa Christensen, US-amerikanisch-philippinische Fußballspielerin
- 25. Januar: Adama Traoré, spanischer Fußballspieler
- 26. Januar: Zakaria Bakkali, belgischer Fußballspieler
- 26. Januar: Igor Decraene, belgischer Radrennfahrer († 2014)
- 26. Januar: Jankey Sowe, gambische Leichtathletin
- 27. Januar: Adur Etxezarreta, spanischer Skifahrer
- 27. Januar: Istok Rodeš, kroatischer Skirennläufer
- 27. Januar: Esmee Visser, niederländische Eisschnellläuferin
- 28. Januar: Jacqueline Cabaj Awad,  schwedische Tennisspielerin
- 28. Januar: Darija Blaschko, ukrainische Biathletin
- 28. Januar: Samed Kılıç, türkisch-französischer Fußballspieler
- 29. Januar: Elena Møller Rigas, dänische Eisschnellläuferin
- 29. Januar: Jekaterina Noskowa, russische Biathletin
- 29. Januar: Max van Splunteren, niederländischer Autorennfahrer
- 30. Januar: Eero Hirvonen, finnischer Nordischer Kombinierer
- 30. Januar: Sinje Irslinger, deutsche Schauspielerin
- 30. Januar: Camilla Kemp, deutsche Surferin
- 30. Januar: Daniel Florin Vizitiu, rumänischer Gewichtheber
- 30. Januar: Xiao Ruoteng, chinesischer Turner
- 31. Januar: Joel Courtney, US-amerikanischer Schauspieler
- 31. Januar: Ana Golja, kanadische Schauspielerin und Sängerin

### Februar
- 01. Februar: Dionne Bromfield, britische Soulsängerin
- 01. Februar: Valmir Sulejmani, deutsch-albanischer Fußballspieler
- 02. Februar: Dylan Authors, kanadischer Schauspieler
- 03. Februar: Jorge Navarro, spanischer Motorradrennfahrer
- 04. Februar: Michela Cambiaghi, italienische Fußballspielerin
- 04. Februar: Jonathan Elias Weiske, deutscher Schauspieler

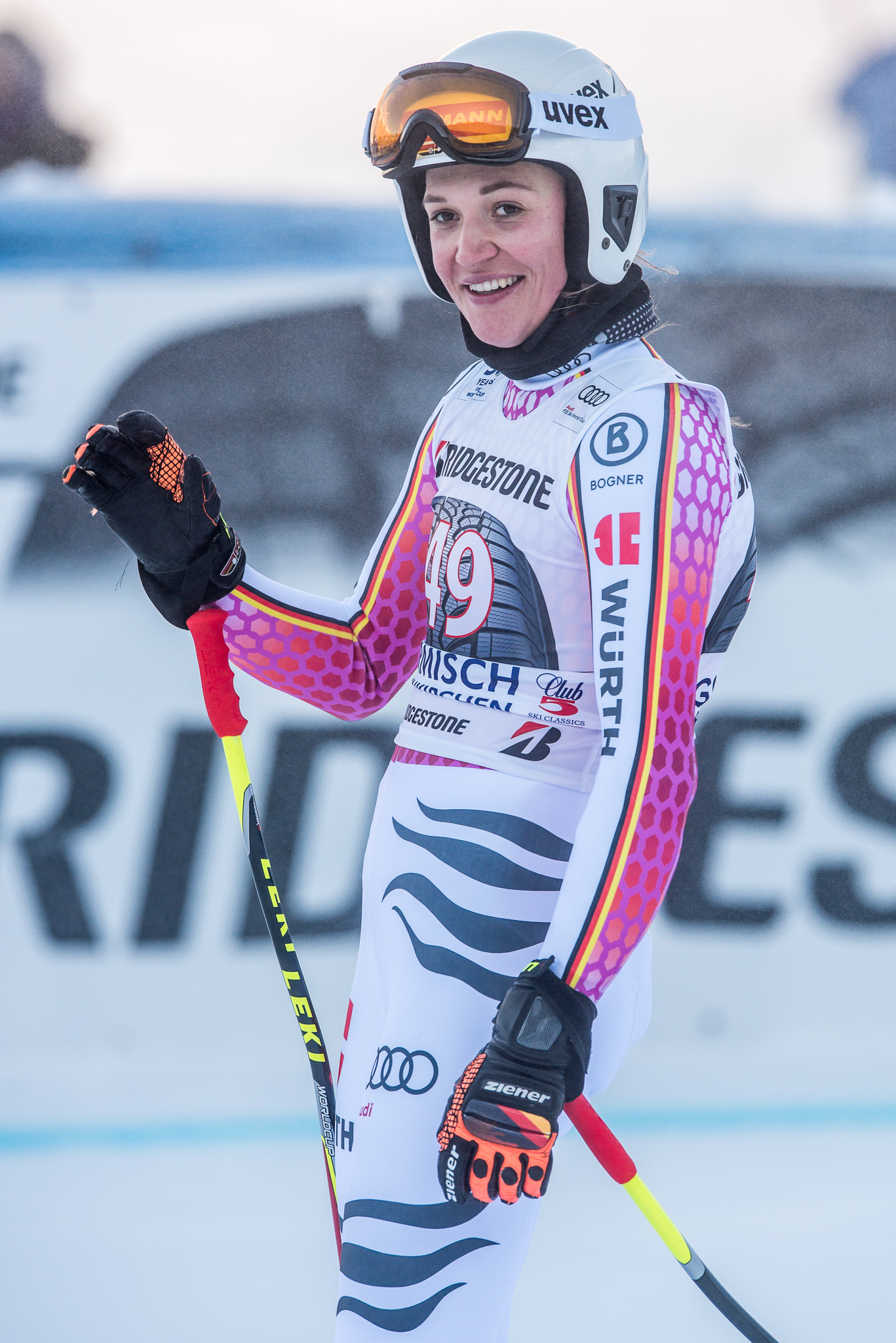
Meike Pfister (2017)

- 06. Februar: Meike Pfister, deutsche Skirennläuferin
- 07. Februar: Aaron Ekblad, kanadischer Eishockeyspieler
- 07. Februar: Ruby O. Fee, deutsche Schauspielerin
- 07. Februar: Pierre Gasly, französischer Automobilrennfahrer
- 07. Februar: Piera Hudson, neuseeländische Skirennläuferin
- 08. Februar: Kenedy, brasilianischer Fußballspieler
- 09. Februar: Jimmy Bennett, US-amerikanischer Schauspieler
- 09. Februar: Kelli Berglund, US-amerikanische Schauspielerin und Sängerin
- 09. Februar: Chungha, südkoreanische Sängerin
- 09. Februar: Alec Potts, australischer Bogenschütze
- 10. Februar: Valentin Ponkratz, deutscher Schlagersänger
- 10. Februar: Anica Röhlinger, deutsche Schauspielerin
- 10. Februar: Robert Vişoiu, rumänischer Automobilrennfahrer
- 11. Februar: Daniil Medwedew, russischer Tennisspieler
- 11. Februar: Felix Platte, deutscher Fußballspieler
- 11. Februar: Jonathan Tah, deutscher Fußballspieler
- 12. Februar: Brooke Austin, US-amerikanische Tennisspielerin
- 13. Februar: Sindre Fjellheim Jorde, norwegischer Biathlet
- 14. Februar: Wiktor Kowalenko, ukrainischer Fußballspieler
- 14. Februar: Roni Remme, kanadische Skirennläuferin
- 15. Februar: Lukas Zumbrock, deutscher Schauspieler
- 17. Februar: Louis Held, deutscher Schauspieler und Sänger
- 17. Februar: Sasha Pieterse, US-amerikanische Schauspielerin
- 19. Februar: Jelisaweta Belezkaja, kasachische Biathletin
- 20. Februar: Lennart Betzgen, deutscher Schauspieler
- 20. Februar: Bicho, spanischer Fußballspieler
- 20. Februar: Dennis Lippert, deutscher Fußballspieler
- 20. Februar: Mabel, britisch-schwedische R&B-Sängerin und Songwriterin
- 21. Februar: Søren Bjerg, dänischer League-Of-Legends-Spieler
- 21. Februar: Laserluca, deutscher Webvideoproduzent
- 21. Februar: Sophie Turner, britische Schauspielerin
- 23. Februar: Niccolò Antonelli, italienischer Motorradrennfahrer
- 23. Februar: Osisang Chilton, palauische Schwimmerin
- 23. Februar: Chris Herndon, US-amerikanischer American-Football-Spieler
- 24. Februar: Kira Weidle-Winkelmann, deutsche Skirennläuferin
- 26. Februar: Yan Xingyuan, chinesischer Biathlet
- 27. Februar: Ahmet Bahçıvan, türkischer Fußballspieler
- 27. Februar: Valentin Hasse-Clot, französischer Autorennfahrer
- 27. Februar: Aurélien Paret-Peintre, französischer Radrennfahrer
- 27. Februar: Kirill Strelzow, russischer Biathlet
- 28. Februar: Lucas Boyé, argentinischer Fußballspieler
- 28. Februar: Shi Yuqi, chinesischer Badmintonspieler
- 28. Februar: Karsten Warholm, norwegischer Leichtathlet

### März
- 01. März: Alexei Gassilin, russischer Fußballspieler

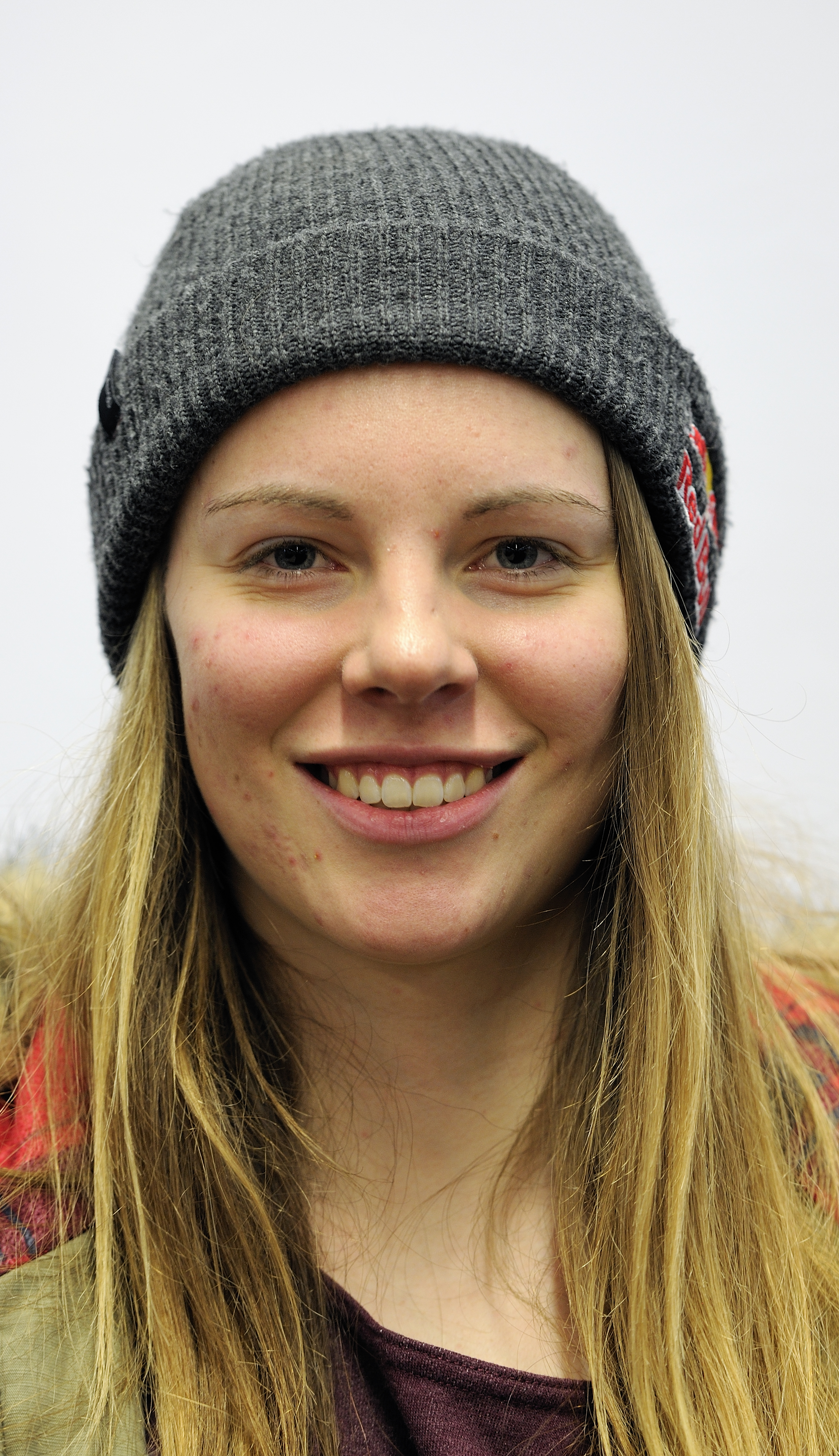
Lisa Zimmermann (2014)

- 02. März: Alessandro Fedeli, italienischer Radrennfahrer
- 02. März: Lisa Zimmermann, deutsche Freestyle-Skierin
- 03. März: Julia Wiedemann, deutsche Schauspielerin
- 04. März: Timo Baumgartl, deutscher Fußballspieler
- 05. März: Franco Acosta, uruguayischer Fußballspieler († 2021)
- 06. März: Lisa Hörnblad, schwedische Skirennläuferin
- 06. März: Petar Mamić, kroatischer Fußballspieler
- 06. März: Timo Werner, deutscher Fußballspieler
- 06. März: Sabrina Wollweber, deutsche Schauspielerin
- 07. März: Johannes Kreidl, österreichischer Fußballtorwart
- 07. März: Bart Nieuwkoop, niederländischer Fußballspieler
- 10. März: Aylin Bok, deutsche Handballspielerin
- 11. März: Elio Capradossi, ugandisch-italienischer Fußballspieler
- 12. März: Tom Booth-Amos, britischer Motorradrennfahrer
- 12. März: Philo Paz Armand, indonesischer Automobilrennfahrer
- 12. März: Serhou Guirassy, guineisch-französischer Fußballspieler
- 12. März: Cene Prevc, slowenischer Skispringer
- 15. März: Matias Lassen, dänischer Eishockeyspieler
- 15. März: Levin Öztunali, deutscher Fußballspieler
- 16. März: Ajiona Alexus, US-amerikanische Schauspielerin
- 16. März: Ruben Reisig, deutsch-ghanaischer Fußballspieler
- 18. März: Madeline Carroll, US-amerikanische Schauspielerin
- 19. März: Christian Borgnaes, österreichischer Skirennläufer
- 19. März: Barbara Haas, österreichische Tennisspielerin
- 19. März: Marija Pudowkina, ukrainische Billardspielerin
- 20. März: Pascal Stenzel, deutscher Fußballspieler
- 21. März: Dennis Barthel, deutscher Volleyballspieler
- 22. März: Lea Freund, deutsche Schauspielerin
- 22. März: Callum Goffin, walisischer Dartspieler
- 22. März: Lxandra, Sängerin, die in Berlin lebt
- 23. März: Alexander Albon, britisch-thailändischer Automobilrennfahrer
- 24. März: Marlon Frey, deutscher Fußballspieler
- 25. März: Jenny Enodd, norwegische Biathletin
- 25. März: Gabrielė Leščinskaitė, litauische Biathletin
- 25. März: Richárd Rapport, ungarischer Schachgroßmeister
- 28. März: Benjamin Pavard, französischer Fußballspieler
- 31. März: Lennart König, deutscher Schauspieler

### April
- 01. April: Dennis Lippert, deutscher Motorradrennfahrer († 2019)
- 02. April: Stefan Babinsky, österreichischer Skirennläufer
- 02. April: Jonas Müller, deutscher Handballspieler
- 02. April: Martin Rump, estnischer Autorennfahrer
- 03. April: Youri Duplessis Kergomard, französischer Freestyle-Skier
- 03. April: Sarah Jeffery, kanadische Schauspielerin
- 03. April: Fabián, spanischer Fußballspieler
- 04. April: Jeanne Goursaud, deutsch-französische Schauspielerin
- 04. April: Gustav Schmidt, deutscher Schauspieler
- 04. April: Jannik Steimle, deutscher Radrennfahrer
- 06. April: Tomáš Portyk, tschechischer Nordischer Kombinierer
- 08. April: Ann-Marie Hepler, marshallische Schwimmerin
- 09. April: Ida Šimunčić, kroatische Leichtathletin
- 10. April: Andreas Christensen, dänischer Fußballspieler
- 10. April: Loïc Nottet, belgischer Sänger
- 11. April: Eric Cornel, kanadischer Eishockeyspieler
- 12. April: Matteo Berrettini, italienischer Tennisspieler
- 12. April: Alina Grijseels, deutsche Handballspielerin
- 12. April: Ylber Ramadani, albanisch-kosovarischer Fußballspieler
- 12. April: Anton Salétros, schwedischer Fußballspieler
- 13. April: Marko Grujić, serbischer Fußballspieler
- 14. April: Abigail Breslin, US-amerikanische Schauspielerin
- 14. April: Dennis Olsen, norwegischer Automobilrennfahrer
- 15. April: Boubacar Barry, deutsch-guineischer Fußballspieler
- 16. April: Alberto Cerri, italienischer Fußballspieler
- 16. April: Anya Taylor-Joy, argentinisch-britisch-amerikanische Schauspielerin
- 18. April: Ski Mask the Slump God, US-amerikanischer Rapper
- 20. April: Cecilia Asoro, deutsche Reality-TV-Darstellerin und Model
- 20. April: Anže Lanišek, slowenischer Skispringer
- 20. April: Elias, deutscher Rapper
- 20. April: Emelie Kundrun, deutsche Schauspielerin
- 20. April: Bastian Meisen, deutscher Skirennläufer
- 20. April: Lucca Mesinas, peruanischer Surfer
- 21. April: Janine Berger, deutsche Kunstturnerin
- 21. April: Luisa Neubauer, deutsche Klimaschutzaktivistin
- 22. April: Mala Emde, deutsche Schauspielerin
- 22. April: Adrian Pertl, österreichischer Skirennläufer
- 23. April: Matthieu Bailet, französischer Skirennläufer
- 23. April: Giuliana Farfalla (geboren als Pascal Radermacher), deutsches Model und Reality-TV-Teilnehmerin
- 23. April: Álex Márquez, spanischer Motorradrennfahrer
- 23. April: Charlie Rowe, britischer Schauspieler
- 23. April: Alexander Anatoljewitsch Wlassow, russischer Radrennfahrer
- 24. April: Ashleigh Barty, australische Tennisspielerin
- 25. April: Allisyn Ashley Arm, US-amerikanische Schauspielerin
- 25. April: Liam Henderson, schottischer Fußballspieler
- 25. April: Miguel Herrán, spanischer Schauspieler
- 25. April: Daniel Felipe Martínez, kolumbianischer Radrennfahrer
- 26. April: Raiven (bürgerl. Sara Briški Cirman), slowenische Sängerin
- 26. April: Jordan Siebatcheu, US-amerikanischer Fußballspieler
- 26. April: Alexander Ursenbacher, Schweizer Snookerspieler
- 29. April: Katherine Langford, australische Schauspielerin
- 29. April: Michael Augustin, österreichischer Fußballspieler
- 30. April: Florian Alt, deutscher Motorradrennfahrer

### Mai

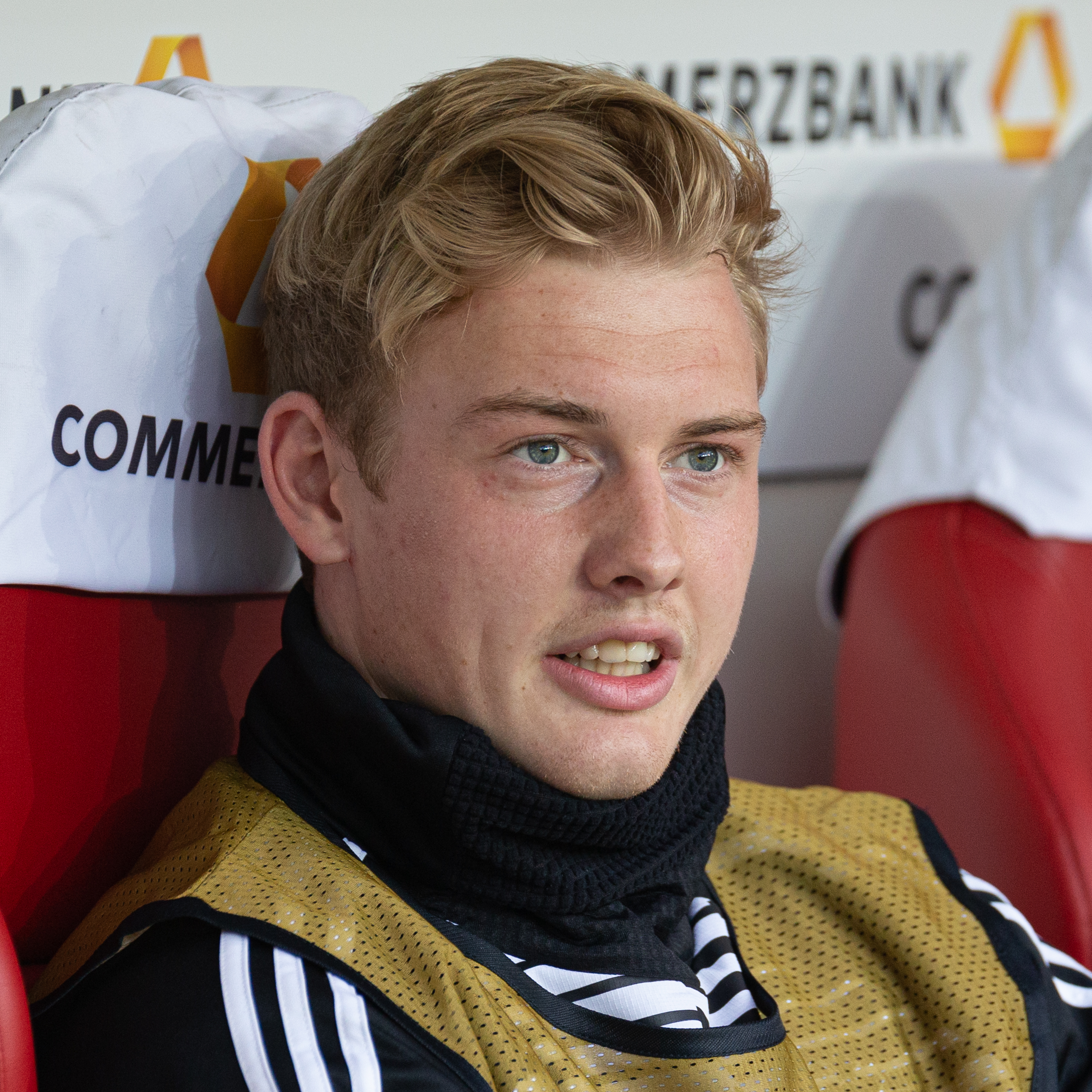
Julian Brandt (2019)

- 02. Mai: Julian Brandt, deutscher Fußballspieler
- 03. Mai: Alex Iwobi, nigerianischer Fußballspieler
- 03. Mai: Noah Munck, US-amerikanischer Schauspieler
- 03. Mai: Philipp Öttl, deutscher Motorradrennfahrer
- 03. Mai: Domantas Sabonis, litauischer Basketballspieler
- 03. Mai: Annina Walt, Schweizer Schauspielerin
- 04. Mai: Peter Clark, britischer Automobilrennfahrer (* 1948)
- 04. Mai: Maximilian Steiner, österreichischer Skispringer
- 05. Mai: Jai Hindley, australischer Radrennfahrer
- 07. Mai: Robin Fluß, deutscher Fußballspieler
- 07. Mai: Khari Willis, US-amerikanischer American-Football-Spieler
- 08. Mai: Tim Suton, deutsch-kroatischer Handballspieler
- 09. Mai: Eva Bühnen, deutsche Schauspielerin
- 09. Mai: Noah Centineo, US-amerikanischer Schauspieler
- 09. Mai: Lorenzo Fortunato, italienischer Radrennfahrer
- 09. Mai: Diana Mironowa, russische Billardspielerin
- 09. Mai: Tatiana Weston-Webb, brasilianische Surferin
- 12. Mai: Raoul Hyman, südafrikanischer Automobilrennfahrer
- 12. Mai: Sebastian Ofner, österreichischer Tennisspieler
- 13. Mai: Max Häfner, deutscher Handballspieler
- 14. Mai: Martin Garrix, niederländischer DJ
- 14. Mai: McKaley Miller, US-amerikanische Schauspielerin
- 14. Mai: Leyla Lahouar, deutsche Reality-TV-Teilnehmerin
- 15. Mai: Shannon-Ogbani Abeda, eritreisch-kanadischer Skirennläufer
- 15. Mai: Birdy, britische Popsängerin
- 15. Mai: Patrick Kujala, finnischer Automobilrennfahrer
- 16. Mai: Louisa Chirico, US-amerikanische Tennisspielerin
- 16. Mai: José Mauri, italienisch-argentinischer Fußballspieler
- 18. Mai: Dsmitryj Assanau, belarussischer Boxer
- 18. Mai: Lukas Kleckers, deutscher Snookerspieler
- 19. Mai: Pelle Clement, niederländischer Fußballspieler
- 19. Mai: Luca Waldschmidt, deutscher Fußballspieler
- 20. Mai: Antonio Fuoco, italienischer Automobilrennfahrer
- 20. Mai: Robert Skov, dänischer Fußballspieler
- 23. Mai: Katharina Althaus, deutsche Skispringerin
- 23. Mai: Ryan Fulton, schottischer Fußballtorwart
- 23. Mai: Elias Kolega, kroatischer Skirennläufer
- 25. Mai: Dorian Godon, französischer Radrennfahrer
- 25. Mai: Dominic Schmuck, deutscher Biathlet
- 26. Mai: Lukas Klünter, deutscher Fußballspieler
- 27. Mai: Minjee Lee, australische Profigolferin
- 27. Mai: Sam Morse, US-amerikanischer Skirennläufer
- 27. Mai: Elena Stoffel, Schweizer Skirennläuferin
- 28. Mai: José Gutiérrez, mexikanischer Autorennfahrer
- 28. Mai: Ben Thomas, kanadischer Eishockeyspieler
- 29. Mai: Halvor Egner Granerud, norwegischer Skispringer
- 30. Mai: Cristian Garín, chilenischer Tennisspieler
- 30. Mai: Erik Jones, US-amerikanischer Automobilrennfahrer

### Juni

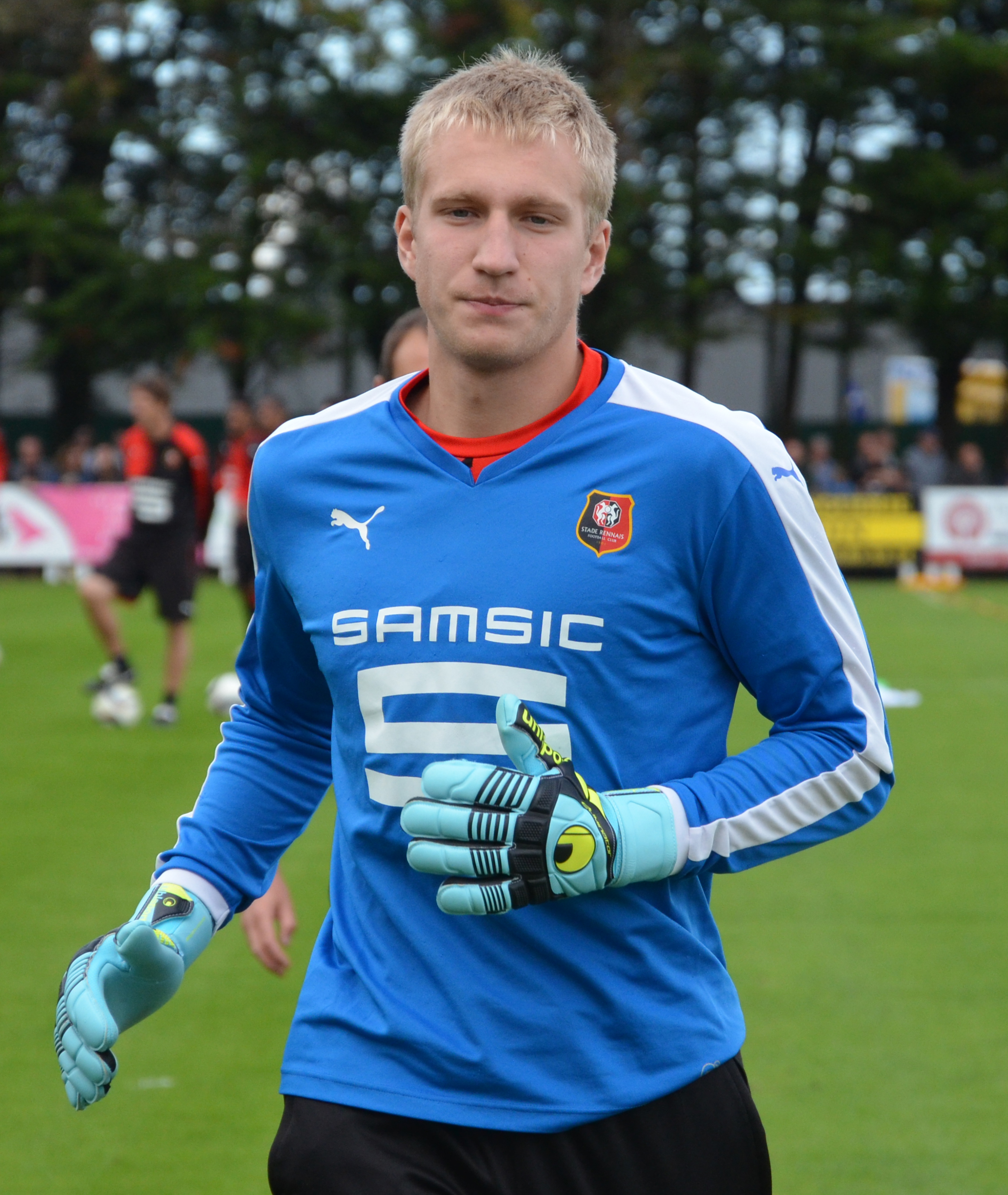
Edvinas Gertmonas (2015)

- 01. Juni: Burhan Arman, türkischer Fußballspieler
- 01. Juni: Matteo Cairoli, italienischer Automobilrennfahrer
- 01. Juni: Edvinas Gertmonas, litauischer Fußballtorwart
- 01. Juni: Tom Holland, britischer Tänzer und Schauspieler
- 03. Juni: Felix van Deventer, deutscher Schauspieler
- 03. Juni: Han Tianyu, chinesischer Shorttracker
- 03. Juni: Lukas Klostermann, deutscher Fußballspieler
- 04. Juni: Jesper Verlaat, niederländischer Fußballspieler
- 05. Juni: Ko Eun-jung, südkoreanische Biathletin
- 07. Juni: Jasper Harris, britischer Schauspieler
- 07. Juni: Christian McCaffrey, US-amerikanischer American-Football-Spieler
- 07. Juni: Pargew Wardanjan, armenischer Sänger
- 08. Juni: Iwan Andrejewitsch Kusnezow, russischer Skirennläufer
- 09. Juni: Gervane Kastaneer, niederländischer Fußballspieler
- 09. Juni: Stephen Williams, walisischer Radrennfahrer
- 10. Juni: Eric Granado, brasilianischer Motorradrennfahrer
- 11. Juni: Saman Soltani, iranische Kanutin
- 12. Juni: Anna Margaret Collins, US-amerikanische Sängerin, Songschreiberin und Schauspielerin

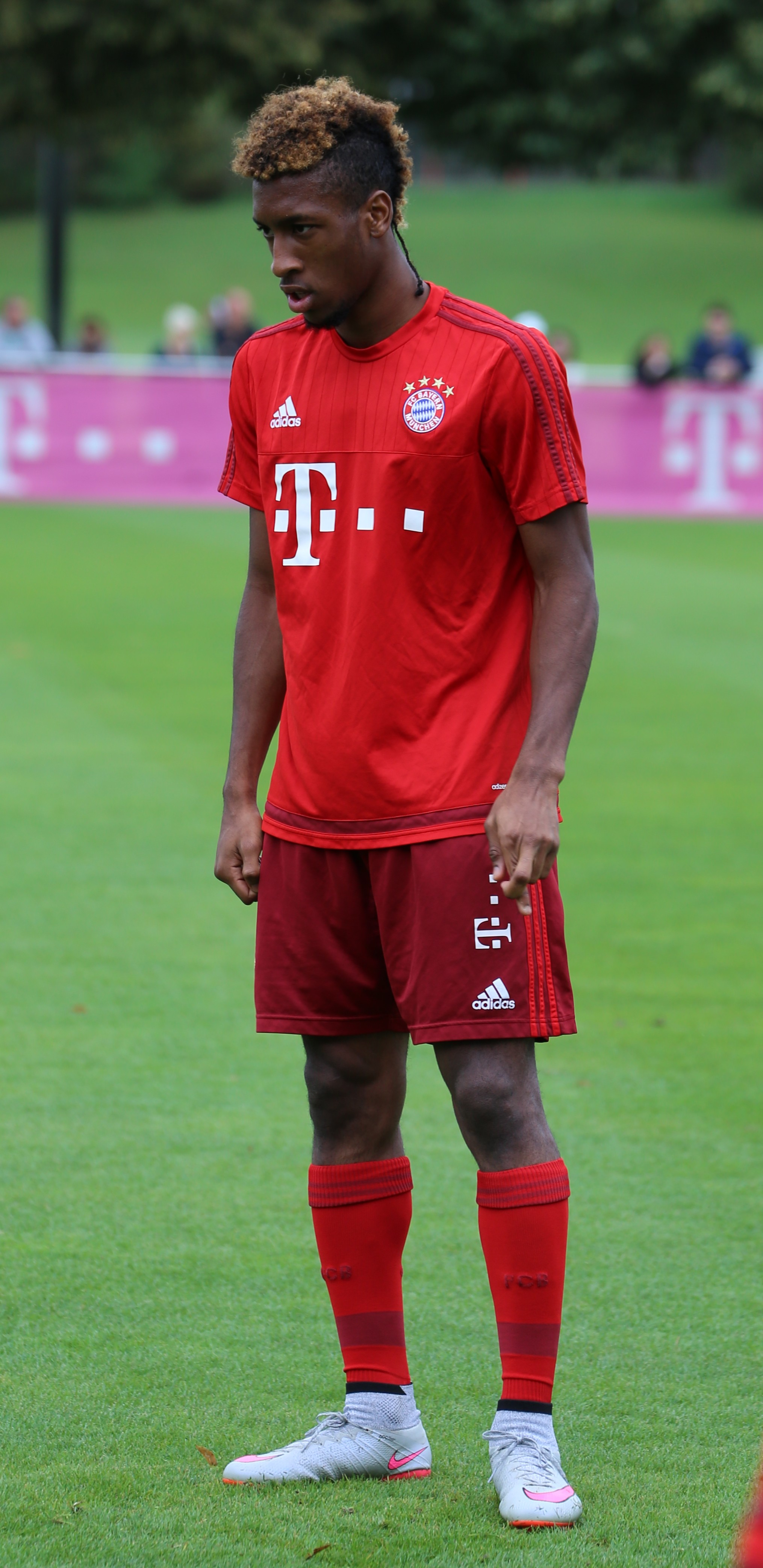
Kingsley Coman (2015)

- 13. Juni: Kingsley Coman, französischer Fußballspieler
- 14. Juni: Katharina Hennig, deutsche Skilangläuferin
- 15. Juni: Alessandro Casillo, italienischer Popsänger
- 15. Juni: Aurora Aksnes, norwegische Sängerin
- 16. Juni: Janina Hettich-Walz, deutsche Biathletin
- 17. Juni: Sophie Imelmann, deutsche Schauspielerin
- 18. Juni: Alen Halilović, kroatischer Fußballspieler
- 19. Juni: Lorenzo Pellegrini, italienischer Fußballspieler
- 20. Juni: Sigtryggur Daði Rúnarsson, isländischer Handballspieler
- 22. Juni: Rodri, spanischer Fußballspieler
- 24. Juni: Edoardo Affini, italienischer Radrennfahrer
- 25. Juni: Pietro Fittipaldi, brasilianischer Automobilrennfahrer
- 26. Juni: Laura Lindemann, deutsche Triathletin
- 28. Juni: Marie-Therese Sporer, österreichische Skirennläuferin
- 30. Juni: Matilda Merkel, deutsche Schauspielerin

### Juli
- 01. Juli: Eliana Bandeira, portugiesisch-brasilianische Leichtathletin
- 03. Juli: Salim Samatou, marokkanisch-indischer Stand-Up-Komiker
- 04. Juli: James Allen, australischer Autorennfahrer
- 05. Juli: Ajdin Hrustić, australisch-bosnischer Fußballspieler
- 05. Juli: Iuliana Popa, rumänische Ruderin
- 06. Juli: Mark Padun, ukrainischer Radrennfahrer
- 07. Juli: Zekeria Ebrahimi, afghanischer Schauspieler
- 07. Juli: Serghei Krîjanovski, moldauischer Billardspieler
- 09. Juli: Katarina Beton, slowenische Badmintonspielerin
- 09. Juli: Alec Ingold, US-amerikanischer American-Football-Spieler
- 09. Juli: Scott McMann, schottischer Fußballspieler
- 09. Juli: Rafael Miguel, brasilianischer Schauspieler († 2019)
- 10. Juli: Robin Jünger, deutscher Politiker
- 10. Juli: Mun Ka-Young, südkoreanische Schauspielerin
- 10. Juli: Ozan Papaker, türkischer Fußballspieler
- 11. Juli: Andrija Živković, serbischer Fußballspieler
- 12. Juli: Martin Bruneß, deutscher Jurist und Bundeswehrdisziplinaranwalt
- 12. Juli: Moussa Dembélé, französischer Fußballspieler
- 12. Juli: Valentin Madouas, französischer Radrennfahrer

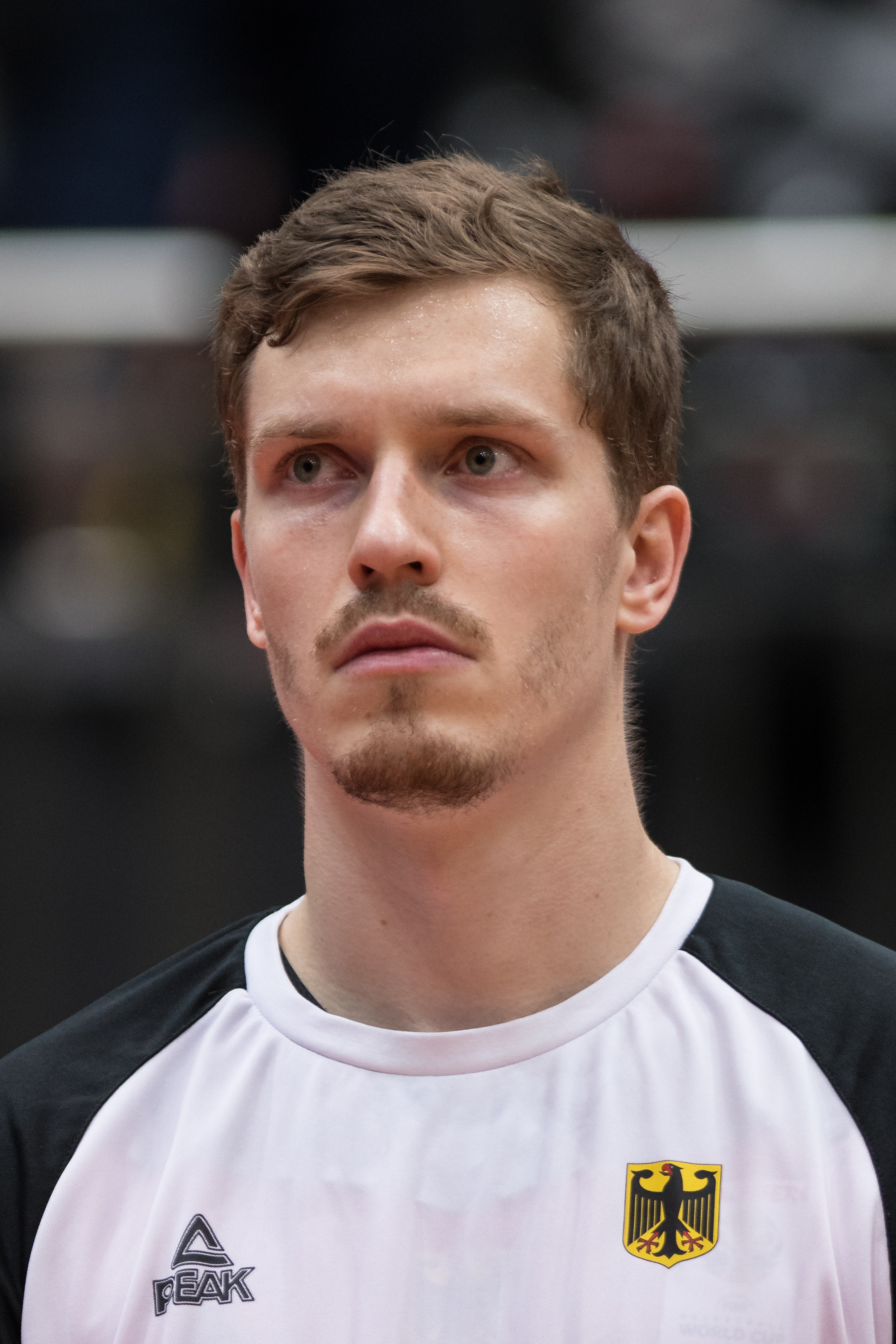
Andreas Obst (2017)

- 13. Juli: Andreas Obst, deutscher Basketballspieler
- 14. Juli: Edin Bahtic, österreichischer Fußballspieler
- 15. Juli: Carole Bissig, Schweizer Skirennläuferin
- 15. Juli: Lisa Klein, deutsche Radrennfahrerin
- 16. Juli: Nathaël Julan, französischer Fußballspieler († 2020)
- 16. Juli: Kevin Abstract, US-amerikanischer Rapper, Sänger und Musikproduzent
- 19. Juli: Deniz Undav, deutsch-türkischer Fußballspieler
- 20. Juli: Waldemar Anton, deutscher Fußballspieler
- 20. Juli: Robby Foley, US-amerikanischer Autorennfahrer
- 23. Juli: Danielle Bradbery, US-amerikanische Countrysängerin
- 24. Juli: Davide Plebani, italienischer Radrennfahrer
- 25. Juli: Filippo Ganna, italienischer Radrennfahrer
- 25. Juli: Jacob Tuioti-Mariner, US-amerikanischer American-Football-Spieler
- 26. Juli: Jenny Rautionaho, finnische Skispringerin
- 26. Juli: Carla Sénéchal, französische Bobfahrerin
- 27. Juli: Lisa Arnholdt, deutsche Volleyballspielerin
- 27. Juli: Ashlyn Sanchez, US-amerikanische Schauspielerin
- 29. Juli: Juri Michailowitsch Jelissejew, russischer Schachgroßmeister († 2016)
- 29. Juli: Julian Lautenschlager, deutscher Eishockeyspieler
- 31. Juli: Lorenz Hochhuth, deutscher Schauspieler

### August
- 02. August: Pomme, französische Sängerin und Musikerin
- 02. August: Elisabeth Reisinger, österreichische Skirennläuferin
- 03. August: Luca Tribondeau, österreichischer Freestyle-Skier
- 05. August: Daichi Kamada, japanischer Fußballspieler
- 07. August: Aaron Boupendza, gabunischer Fußballspieler († 2025)
- 10. August: Laura Aarts, niederländische Wasserballspielerin
- 11. August: Thomas Gradinger, österreichischer Motorradrennfahrer
- 12. August: Arthur, brasilianischer Fußballspieler
- 12. August: Amelie Herres, deutsche Schauspielerin
- 12. August: Torri Webster, US-amerikanische Schauspielerin
- 13. August: Susan Külm, estnische Biathletin
- 13. August: Ryan Meikle, englischer Dartspieler
- 14. August: Joelinton, brasilianischer Fußballspieler
- 14. August: Matteo Moschetti, italienischer Radrennfahrer
- 14. August: Neal Maupay, französischer Fußballspieler
- 15. August: Lumor, ghanaischer Fußballspieler
- 15. August: Alihan Öztürk, türkischer Fußballspieler
- 15. August: Samuel Röthlisberger, Schweizer Handballspieler
- 15. August: Stefan Salger, deutscher Handballspieler
- 15. August: Milan Tučić, slowenischer Fußballspieler
- 16. August: Maximilian Lahnsteiner, österreichischer Skirennläufer
- 17. August: Illja Mychaltschyk, ukrainischer Motorradrennfahrer
- 20. August: Max Hopp, deutscher Dartspieler
- 20. August: Luca Pfeiffer, deutscher Fußballspieler
- 21. August: Taras Lessjuk, ukrainischer Biathlet
- 22. August: Doğan Erdoğan, türkischer Fußballspieler
- 22. August: Jenny Gaugigl, deutsche Fußballspielerin
- 22. August: Sascha Horvath, österreichischer Fußballspieler
- 23. August: Vincent Gross, Schweizer Schlagersänger
- 23. August: Berry van Peer, niederländischer Dartspieler
- 24. August: Luca Amato, deutscher Motorradrennfahrer
- 25. August: Donis Avdijaj, deutscher Fußballspieler
- 25. August: Henrik Törnqvist, schwedischer Eishockeyspieler

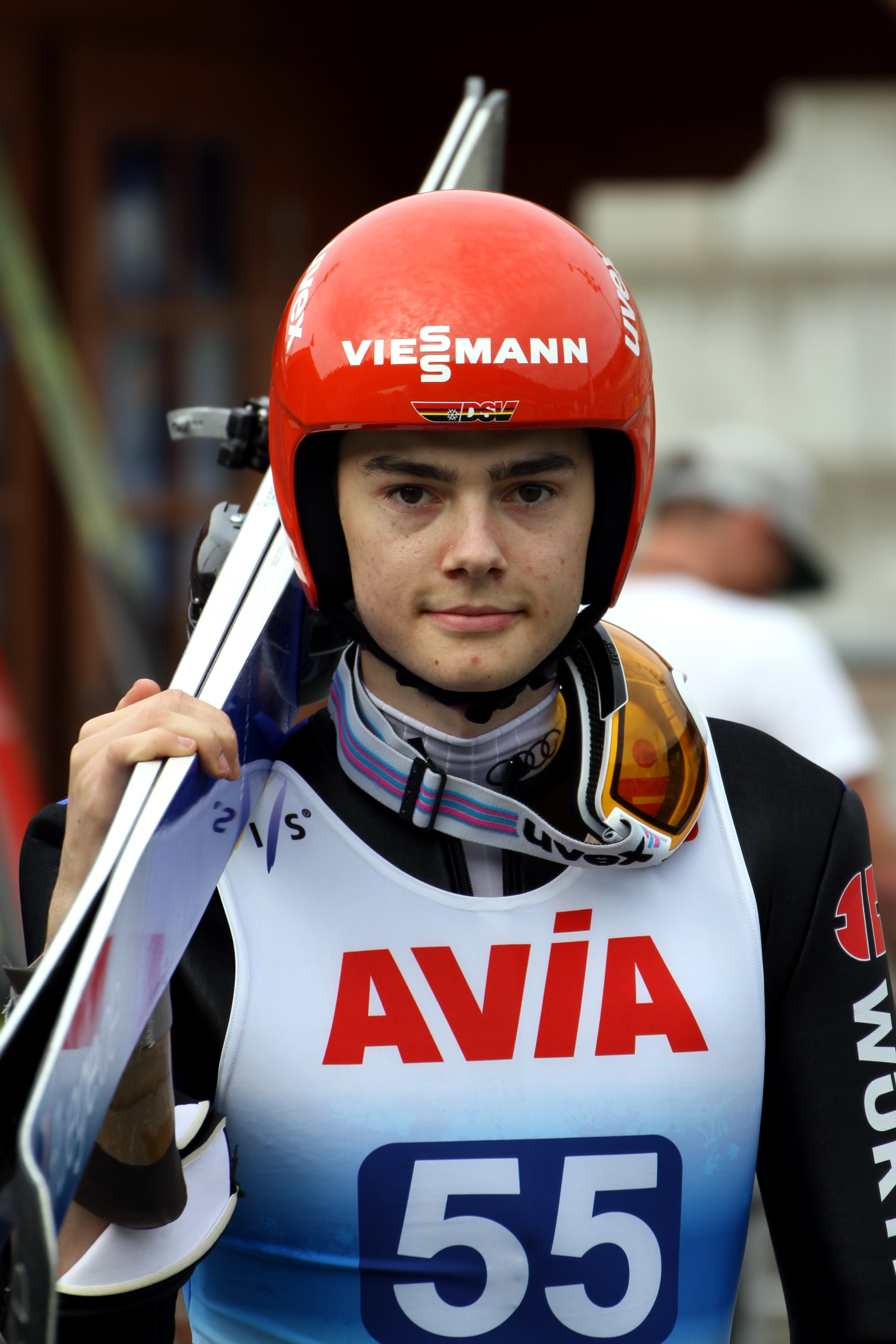
David Siegel (2017)

- 28. August: David Siegel, deutscher Skispringer
- 29. August: Joseph Efford, US-amerikanischer Fußballspieler
- 29. August: Chris Mueller, US-amerikanischer Fußballspieler
- 29. August: Pvlace, deutscher Musikproduzent
- 31. August: Fabio Jakobsen, niederländischer Radrennfahrer
- 31. August: Chiara Mair, österreichische Skirennläuferin
- 00. August: Lea Zoë Voss, deutsche Schauspielerin

### September
- 01. September: Zendaya Coleman, US-amerikanische Schauspielerin
- 01. September: Edward Dunbar, irischer Radrennfahrer
- 02. September: Julio Mayora, venezolanischer Gewichtheber
- 03. September: Erik Arvidsson, US-amerikanischer Skirennläufer
- 03. September: Linus Mathes, deutscher Handballtorwart
- 03. September: Park Soo-young, südkoreanische Sängerin und Schauspielerin
- 03. September: Aljaksej Mschatschyk, belarussischer Gewichtheber († 2021)
- 03. September: Neilson Powless, US-amerikanischer Radrennfahrer
- 05. September: Raquel Galdes, maltesische Sängerin
- 05. September: Ivo Oliveira, portugiesischer Radrennfahrer
- 05. September: Rui Oliveira, portugiesischer Radrennfahrer
- 05. September: Richairo Živković, niederländischer Fußballspieler
- 06. September: Lil Xan, US-amerikanischer Rapper und Songwriter mit mexikanischem Hintergrund
- 07. September: Tomoya Gotō, japanischer Dartspieler
- 07. September: Natalja Uschkina, russisch-rumänische Biathletin
- 08. September: Qadree Ollison, US-amerikanischer American-Football-Spieler
- 09. September: Bersant Celina, norwegischer Fußballspieler
- 09. September: Lennard Kämna, deutscher Radrennfahrer
- 09. September: Jaïro Riedewald, niederländischer Fußballspieler
- 11. September: Travis Cooper, US-amerikanischer Biathlet
- 12. September: Tyler Boland, kanadischer Eishockeyspieler
- 12. September: Colin Ford, US-amerikanischer Schauspieler und Synchronsprecher

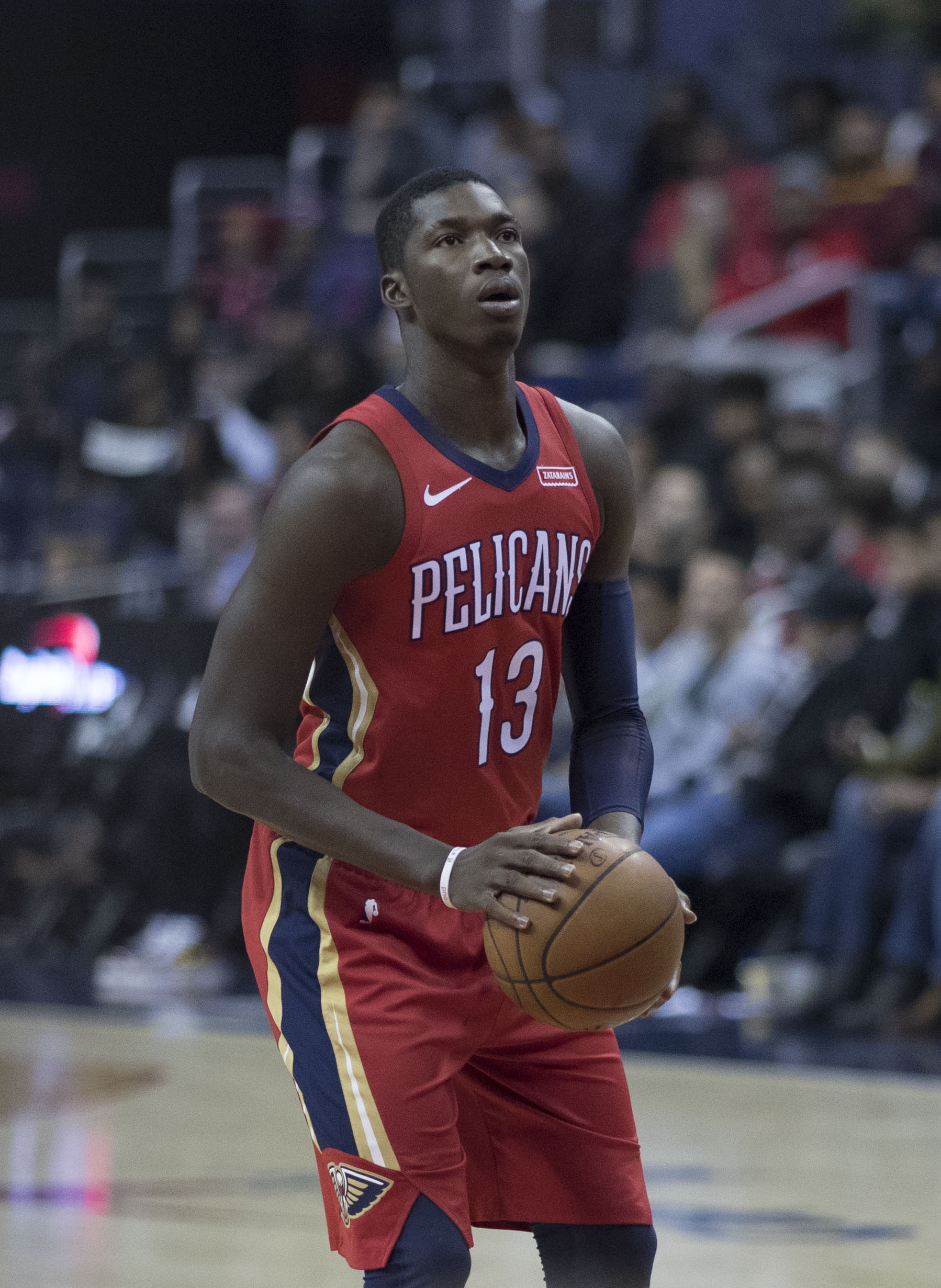
Cheick Diallo (2017)

- 13. September: Cheick Diallo, malischer Basketballspieler
- 13. September: Lili Reinhart, US-amerikanische Schauspielerin
- 14. September: Felix J. Mohr, deutscher Dramatiker, Dramaturg und Theaterregisseur
- 14. September: Bilal Nichols, US-amerikanischer American-Football-Spieler
- 16. September: Álvaro Hodeg, kolumbianischer Radrennfahrer
- 17. September: Justin Holborow, australischer Schauspieler
- 17. September: Esteban Ocon, französischer Automobilrennfahrer
- 17. September: Anton Plesnoi, georgischer Gewichtheber ukrainischer Abstammung
- 17. September: Slayyyter, US-amerikanische Singer-Songwriterin
- 19. September: Jaxon Evans, neuseeländischer Autorennfahrer
- 20. September: Lisa Lösch, deutsche Fußballspielerin
- 20. September: Marlos Moreno, kolumbianischer Fußballspieler
- 21. September: Thilo Kehrer, deutscher Fußballspieler
- 22. September: Anthoine Hubert, französischer Automobilrennfahrer († 2019)
- 22. September: Michail Ussow, russisch-moldawischer Biathlet
- 23. September: Kevin Bickner, US-amerikanischer Skispringer
- 23. September: Sierra Kidd, deutscher Rapper
- 25. September: Lina Arndt, deutsche Popsängerin
- 25. September: Max Christiansen, deutscher Fußballspieler

- 26. September: Joy Sunday, US-amerikanische Schauspielerin
- 30. September: Nico Elvedi, Schweizer Fußballspieler
- 30. September: Alexander Nübel, deutscher Fußballtorhüter
- 30. September: Isaiah Oliver, US-amerikanischer American-Football-Spieler

### Oktober
- 02. Oktober: Guilherme Samaia, brasilianischer Automobilrennfahrer
- 02. Oktober: Larry ten Voorde, niederländischer Autorennfahrer
- 03. Oktober: Lena Arnaud, französische Biathletin
- 03. Oktober: Patrik Kovács, ungarischer Dartspieler
- 03. Oktober: Kelechi Iheanacho, nigerianischer Fußballspieler
- 04. Oktober: Ryan Lee, US-amerikanischer Schauspieler
- 05. Oktober: David Bates, schottischer Fußballspieler
- 05. Oktober: Imaan Hammam, niederländisches Model
- 06. Oktober: Lachlan Frear, neuseeländischer Eishockeyspieler
- 07. Oktober: Lewis Capaldi, schottischer Sänger und Songtexter
- 07. Oktober: Hamidou Traoré, malischer Fußballspieler
- 08. Oktober: Sara Takanashi, japanische Skispringerin

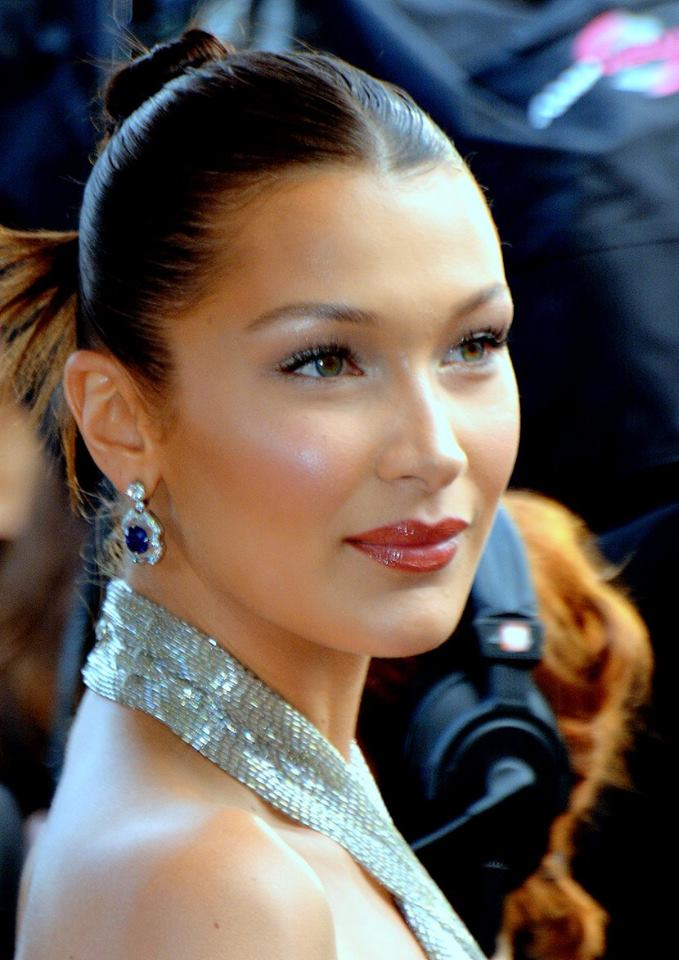
Bella Hadid (2018)

- 09. Oktober: Bella Hadid, US-amerikanisches Model
- 09. Oktober: Sondre Ringen, norwegischer Skispringer
- 10. Oktober: David Gaudu, französischer Radrennfahrer
- 10. Oktober: Jong Su-hyon, nordkoreanische Eishockeyspielerin
- 10. Oktober: Jack Main, englischer Dartspieler
- 10. Oktober: Oscar Zia, schwedischer Sänger
- 11. Oktober: Fynn Henkel, deutscher Schauspieler († 2015)
- 11. Oktober: Miriam Schiweck, deutsche Schauspielerin
- 12. Oktober: Riechedly Bazoer, niederländischer Fußballspieler
- 12. Oktober: Verena Gasslitter, italienische Skirennläuferin
- 13. Oktober: Atakan Karazor, türkisch-deutscher Fußballspieler
- 13. Oktober: Joshua Wong, chinesischer Dissident aus Hongkong
- 15. Oktober: Jerome Müller, deutscher Handballspieler
- 16. Oktober: Toprak Razgatlıoğlu, türkischer Motorradrennfahrer
- 17. Oktober: Patrick Jakob, österreichischer Biathlet
- 17. Oktober: Benjamin Szőllős, ungarisch-israelischer Skirennläufer
- 18. Oktober: Olivia Burkhart, deutsche Schauspielerin
- 18. Oktober: Bradford Jamieson IV, US-amerikanischer Fußballspieler
- 18. Oktober: Christoph Seifriedsberger, österreichischer Ruderer († 2023)
- 19. Oktober: Chance Perdomo, britischer Schauspieler († 2024)
- 21. Oktober: Lovelyn Enebechi, deutsches Model
- 21. Oktober: Paola Piazzolla, italienische Ruderin
- 23. Oktober: Ronaldo, brasilianischer Fußballspieler
- 23. Oktober: Sam Berns, Progerieleidender († 2014)
- 25. Oktober: Lara Casanova, Schweizer Snowboarderin
- 28. Oktober: Jasmine Jessica Anthony, US-amerikanische Schauspielerin
- 29. Oktober: Richard Neudecker, deutscher Fußballspieler
- 30. Oktober: Ryquell Armstead, US-amerikanischer American-Football-Spieler
- 30. Oktober: Mohammed Baghdadi, deutsch-libanesischer Fußballspieler
- 30. Oktober: Selina Hocke, deutsche Schwimmerin

### November
- 01. November: Sean Gelael, indonesischer Automobilrennfahrer
- 01. November: Lil Peep, US-amerikanischer Rapper († 2017)
- 01. November: Daniela Melchior, portugiesische Schauspielerin
- 03. November: Aria Wallace, US-amerikanische Schauspielerin
- 04. November: Mercedes Müller, deutsche Schauspielerin und ehemalige Kickboxerin
- 05. November: Sebastian Dahlström, finnischer Fußballspieler
- 06. November: Lorenzo Baldassarri, italienischer Motorradrennfahrer
- 07. November: Lorde, neuseeländische Sängerin
- 08. November: William Borland, schottischer Dartspieler
- 09. November: Giovanni Lonardi, italienischer Radrennfahrer
- 10. November: Sina Hinteregger, österreichische Triathletin

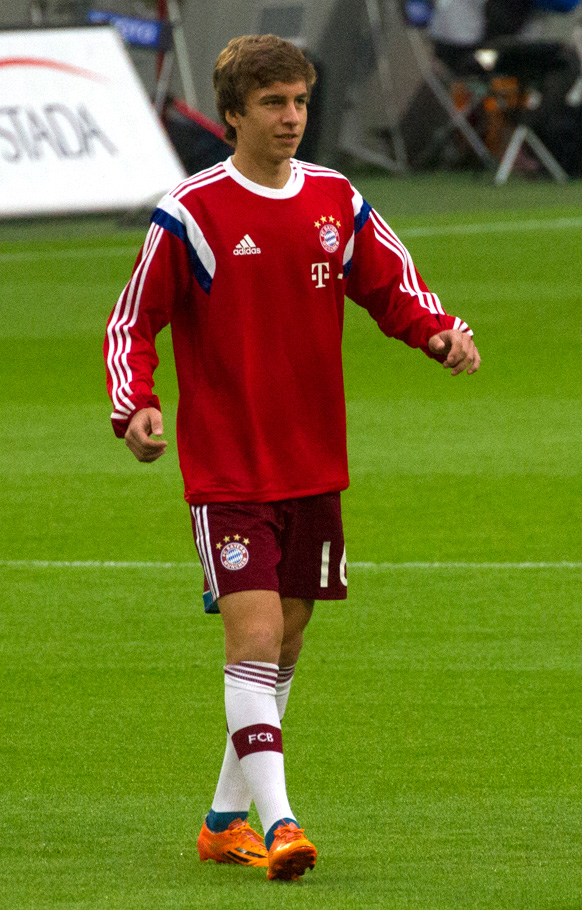
Gianluca Gaudino (2014)

- 11. November: Gianluca Gaudino, deutscher Fußballspieler
- 11. November: Nicklas Kappe, deutscher Politiker (CDU), Mitglied des Bundestages
- 11. November: Dan Olaru, moldauischer Bogenschütze
- 12. November: Vincenzo Albanese, italienischer Radrennfahrer
- 12. November: Nyheim Hines, US-amerikanischer American-Football-Spieler
- 13. November: Luisa Hornung, deutsche Skeletonpilotin
- 15. November: Vanessa Nakate, ugandische Klimaschutzaktivistin
- 15. November: Taulant Seferi, albanisch-nordmazedonischer Fußballspieler
- 15. November: Demi Vollering, niederländische Radsportlerin
- 16. November: Pirmin Hacker, österreichischer Skirennläufer
- 19. November: Diego Elías, peruanischer Squashspieler
- 19. November: Kazuma Kaya, japanischer Turner
- 19. November: Tanguy Nef, Schweizer Skirennfahrer
- 19. November: Yannik Oettl, deutscher Fußballspieler
- 20. November: Denis Zakaria, Schweizer Fußballspieler
- 21. November: Gina Lückenkemper, deutsche Leichtathletin
- 21. November: Billy Major, britischer Skirennläufer
- 21. November: Maximilian Rolka, polnisch-deutscher Handballspieler
- 22. November: Madison Davenport, US-amerikanische Schauspielerin
- 22. November: Jamule, deutscher Rapper
- 22. November: Leon Seidel, deutscher Schauspieler und Hörspielsprecher
- 23. November: Helene Luise Doppler, deutsche Schauspielerin
- 23. November: Anna Fernstädt, deutsch-tschechische Skeletonpilotin
- 26. November: Louane Emera, französische Sängerin und Schauspielerin
- 29. November: Nicolas Abdat, deutscher Fußballspieler
- 29. November: Lawrence Ati Zigi, ghanaischer Fußballtorwart
- 29. November: Alain Valente, Schweizer Automobilrennfahrer
- 30. November: Patrick Pflücke, deutscher Fußballspieler

### Dezember
- 01. Dezember: Nico Dannowski, deutscher Badmintonspieler
- 01. Dezember: Patrick Feurstein, österreichischer Skirennläufer
- 03. Dezember: Tigist Assefa, äthiopische Mittelstreckenläuferin
- 03. Dezember: Dajana Dengscherz, österreichische Skirennläuferin
- 04. Dezember: Diogo Jota, portugiesischer Fußballspieler († 2025)
- 04. Dezember: Linus Scherz, deutscher Schauspieler
- 04. Dezember: Urška Žigart, slowenische Radrennfahrerin
- 05. Dezember: Sterling Hofrichter, US-amerikanischer American-Football-Spieler
- 05. Dezember: Phan Khắc Khoan, vietnamesischer Hürdenläufer
- 06. Dezember: Davide Calabria, italienischer Fußballspieler
- 06. Dezember: Stefanie Scott, US-amerikanische Schauspielerin
- 09. Dezember: Pol Moya, andorranischer Leichtathlet
- 10. Dezember: Jonas Vingegaard, dänischer Radrennfahrer
- 11. Dezember: Hailee Steinfeld, US-amerikanische Schauspielerin
- 12. Dezember: Miguel Bernardeau, spanischer Schauspieler
- 12. Dezember: Martine Veldhuis, niederländische Ruderin
- 12. Dezember: Mathéo Tuscher, Schweizer Automobilrennfahrer
- 13. Dezember: Asja Zenere, italienische Skirennläuferin
- 14. Dezember: Myles Amine, san-marinesischer Ringer
- 15. Dezember: Julia Windischbauer,  österreichische Schauspielerin
- 16. Dezember: Anton Smolski, belarussischer Biathlet
- 17. Dezember: Anton Dudtschenko, ukrainischer Biathlet
- 17. Dezember: Paul Falk, deutscher Musiker, Schauspieler, Musicaldarsteller und Synchronsprecher
- 17. Dezember: Naffie Janha, deutsche Schauspielerin
- 17. Dezember: Kungs, französischer DJ
- 18. Dezember: Connor Wilson, südafrikanischer Skirennläufer
- 19. Dezember: Felix Auböck, österreichischer Schwimmer
- 19. Dezember: Diede de Groot, niederländische Rollstuhltennisspielerin
- 20. Dezember: Ben Barnicoat, britischer Automobilrennfahrer

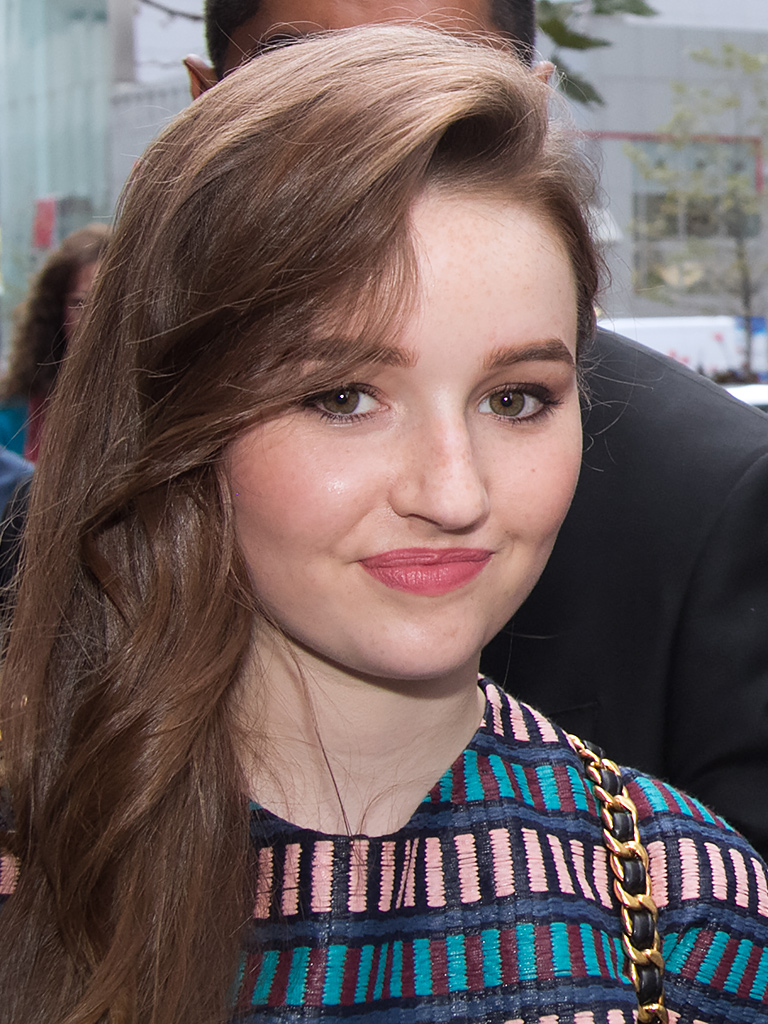
Kaitlyn Dever (2014)

- 21. Dezember: Kaitlyn Dever, US-amerikanische Schauspielerin
- 21. Dezember: Cosima Henman, deutsche Schauspielerin
- 23. Dezember: Melvin Twellaar, niederländischer Ruderer
- 25. Dezember: David Atanga, ghanaischer Fußballspieler
- 25. Dezember: Mathlynn Sasser, marshallische Gewichtheberin
- 26. Dezember: Mexify, deutscher Webvideoproduzent und Bestsellerautor
- 26. Dezember: Frederik Schandorff, dänischer Autorennfahrer
- 27. Dezember: Timon Haugan, norwegischer Skirennläufer
- 29. Dezember: Dylan Minnette, US-amerikanischer Schauspieler und Musiker
- 30. Dezember: Moussa Koné, senegalesischer Fußballspieler
- 31. Dezember: Felix Leitner, österreichischer Biathlet

### Datum unbekannt
- Leon Blaschke, deutscher Schauspieler
- Alida Bohnen, deutsche Schauspielerin
- Antonia Breidenbach, deutsche Schauspielerin
- Eric Cordes, deutscher Schauspieler
- Jakob D’Aprile, deutscher Schauspieler
- Tillmann Eckardt, deutscher Schauspieler
- Sofie Eifertinger, deutsche Schauspielerin
- Runa Greiner, deutsche Schauspielerin
- Alicia Joe, deutsche Webvideoproduzentin
- Hauke Petersen, deutscher Schauspieler
- Aylin Öcal, deutsche Schauspielerin
- Linda Belinda Podszus, deutsche Schauspielerin und Sprecherin
- Matti Schmidt-Schaller, deutscher Schauspieler
- Silvana Synovia, schweizerische Schauspielerin
- Anna-Lena Schwing, deutsche Schauspielerin
- Younes Tissinte, deutscher Schauspieler
- Pauline Werner, deutsche Schauspielerin
- Luisa Wöllisch, deutsche Schauspielerin

## Gestorben
Dies ist eine Liste der bedeutendsten Persönlichkeiten, die 1996 verstorben sind. Für eine ausführlichere Liste siehe Nekrolog 1996.

### Januar
- 02. Januar: Émile Fouchard, französischer Politiker und Résistant (* 1902)
- 02. Januar: Theodor Joedicke, deutscher Generalstabsarzt (* 1899)
- 03. Januar: Reinhard Goerdeler, deutscher Rechtsanwalt und Wirtschaftsprüfer (* 1922)
- 04. Januar: Bob Flanagan, US-amerikanischer Schriftsteller und Künstler (* 1952)
- 05. Januar: Thomas Ruf, deutscher Politiker (* 1911)
- 06. Januar: Willy Czernik, deutscher Operetten- und Filmkomponist (* 1901)

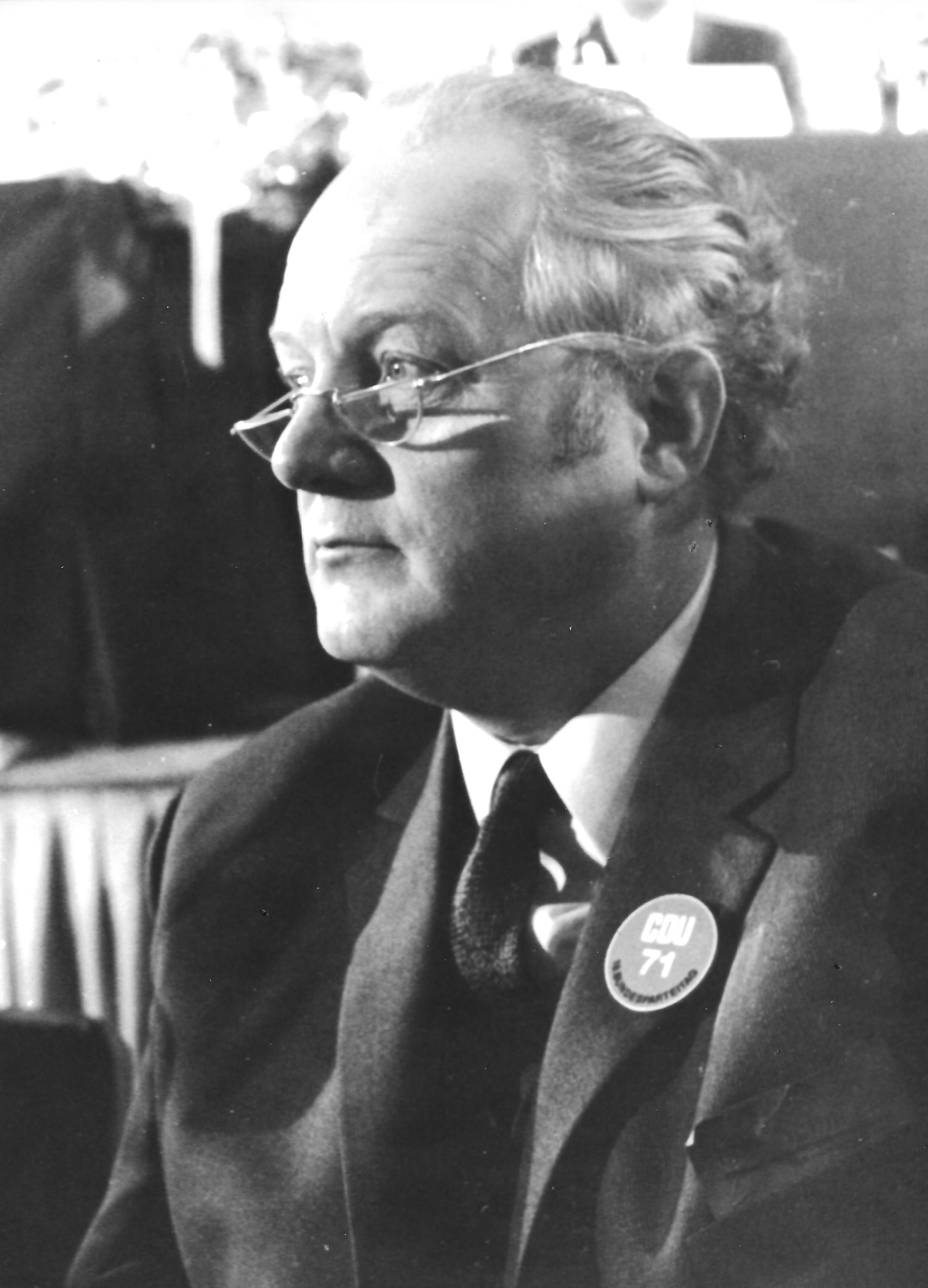
Kurt Schmücker, 1971

- 06. Januar: Kurt Schmücker, deutscher Politiker (* 1919)
- 07. Januar: William H. Clothier, US-amerikanischer Kameramann (* 1903)
- 07. Januar: John A. Gronouski, US-amerikanischer Politiker (* 1919)
- 07. Januar: Max Wiener, österreichischer Motorradrennfahrer (* 1947)
- 08. Januar: Teobaldo Depetrini, italienischer Fußballspieler und -trainer (* 1913)
- 08. Januar: John William Hargreaves, australischer Schauspieler (* 1945)

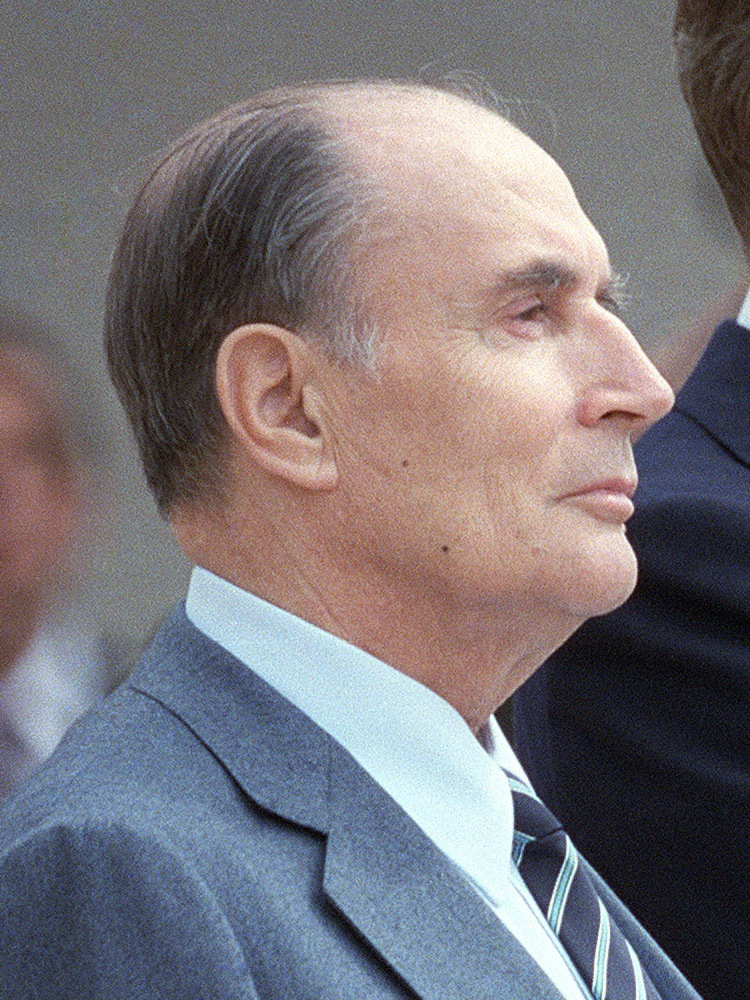
François Mitterrand

- 08. Januar: François Mitterrand, französischer Politiker, 1981–1995 Staatspräsident von Frankreich (* 1916)
- 10. Januar: Ingeborg Alix von Oldenburg, deutsche Adelige und Mitglied des SS-Helferinnenkorps (* 1901)
- 11. Januar: Walter M. Miller, US-amerikanischer Schriftsteller (* 1923)
- 12. Januar: Bartel Leendert van der Waerden, niederländischer Mathematiker (* 1903)
- 14. Januar: Onno Tunç, türkischer Musiker, Komponist und Arrangeur (* 1948)
- 15. Januar: Jack Barkin, kanadischer Sänger (* 1914)
- 15. Januar: Les Baxter, US-amerikanischer Orchesterleiter und Arrangeur (* 1922)
- 15. Januar: Moshoeshoe II., König von Lesotho (* 1938)
- 18. Januar: Leonor Fini, argentinische Malerin des Surrealismus (* 1907)
- 18. Januar: Endel Puusepp, sowjetischer Kampfpilot estnischer Abstammung im Zweiten Weltkrieg (* 1909)
- 19. Januar: Upendranath Ashk, indischer Schriftsteller, Journalist und Verleger (* 1910)
- 19. Januar: Ulrich Hausmann, deutscher Archäologe (* 1917)
- 20. Januar: Gerry Mulligan, US-amerikanischer Jazzmusiker und Komponist (* 1927)
- 22. Januar: Bill Cantrell, US-amerikanischer Automobilrennfahrer (* 1908)
- 23. Januar: Clifford Griffith, US-amerikanischer Automobilrennfahrer (* 1916)
- 23. Januar: Horst Wende, deutscher Orchesterleiter, Arrangeur und Akkordeonist (* 1919)
- 25. Januar: Ruth Berghaus, deutsche Regisseurin des Musiktheaters (* 1927)
- 25. Januar: Antonio Buenaventura, philippinischer Komponist (* 1904)
- 25. Januar: Siegfried Sommer, deutscher Chronist und Journalist (* 1914)
- 26. Januar: Peter Aust, deutscher Schauspieler und Synchronsprecher (* 1939)
- 26. Januar: Harold Brodkey, US-amerikanischer Schriftsteller (* 1930)
- 26. Januar: Saul Goodman, US-amerikanischer Paukist, Komponist und Musikpädagoge (* 1907)
- 28. Januar: Joseph Brodsky, russisch-US-amerikanischer Dichter und Literaturnobelpreisträger (* 1940)
- 28. Januar: Jerry Siegel, US-amerikanischer Autor und Mit-Erfinder des Comics Superman (* 1914)

### Februar
- 01. Februar: Willi Bäuerle, deutscher Politiker, MdB (* 1926)

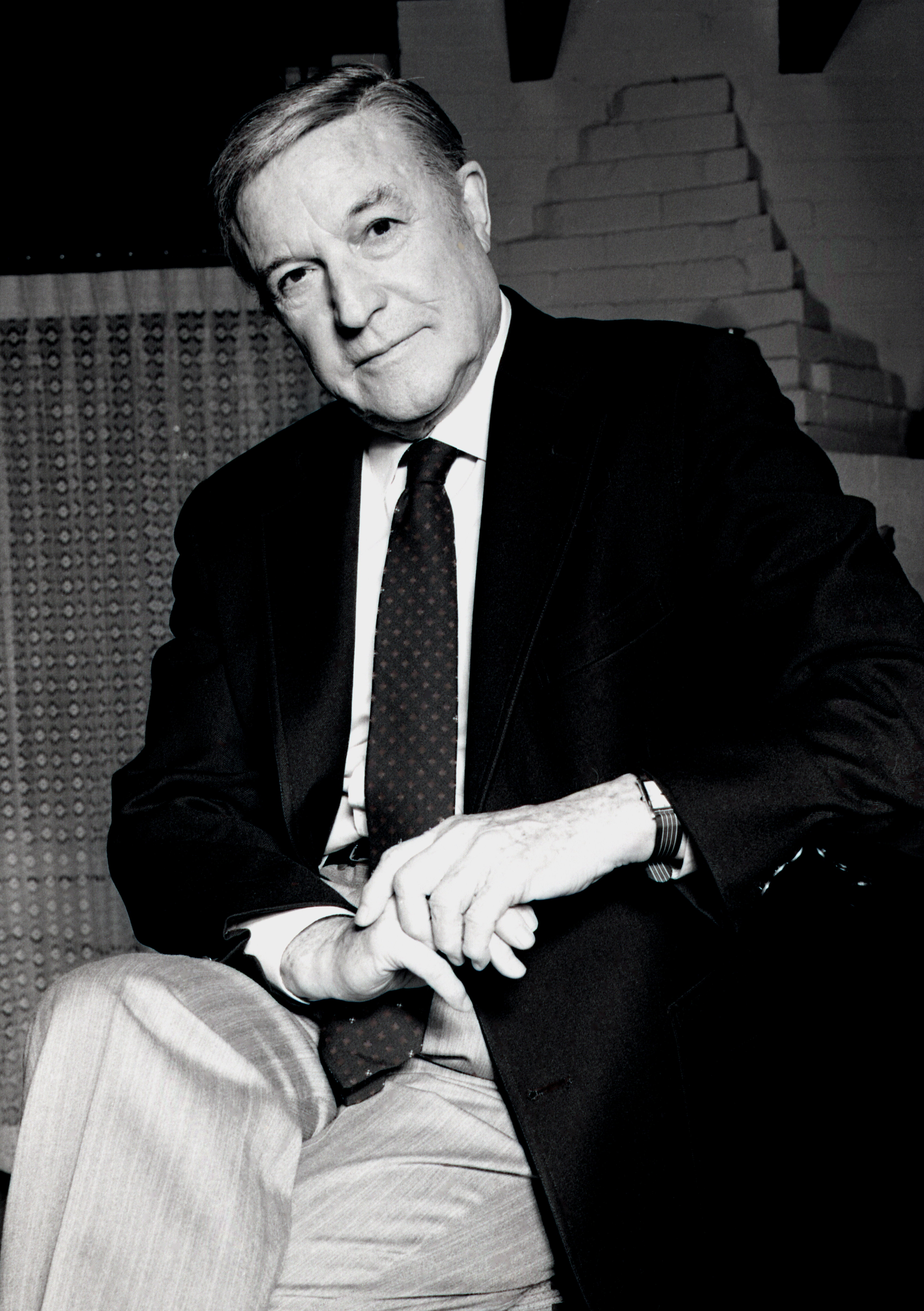
Gene Kelly, 1986

- 02. Februar: Gene Kelly, US-amerikanischer Schauspieler und Tänzer (* 1912)
- 03. Februar: Ibrahim Hélou, libanesischer Erzbischof (* 1925)
- 04. Februar: Sara C. Bisel, US-amerikanische Archäologin (* 1932)
- 04. Februar: Manolo Fábregas, mexikanischer Schauspieler, Regisseur und Filmproduzent spanischer Herkunft (* 1921)
- 05. Februar: Ludwig Ratzel, deutscher Politiker (* 1915)
- 07. Februar: Boris Alexandrowitsch Tschaikowski, russischer Komponist (* 1925)
- 07. Februar: Pat West, US-amerikanischer American-Football-Spieler (* 1923)
- 08. Februar: Heinz Aull, deutscher Politiker (* 1926)
- 09. Februar: Alistair Cameron Crombie, australischer Wissenschaftshistoriker (* 1915)
- 09. Februar: Logan R. Frazee, US-amerikanischer Specialeffectskünstler (* 1913)
- 09. Februar: Adolf Galland, deutscher Luftwaffenoffizier und Jagdflieger (* 1912)
- 09. Februar: August Kühn, deutscher Schriftsteller (* 1936)
- 09. Februar: Robin Stille, US-amerikanische Schauspielerin (* 1961)
- 11. Februar: Sten Olov Åhlund, schwedischer Fußballspieler und -trainer (* 1920)
- 11. Februar: Pierre Verger, Fotograf (* 1902)
- 12. Februar: Bob Shaw, britischer SF-Autor (* 1931)
- 12. Februar: Shiba Ryōtarō, japanischer Schriftsteller (* 1923)
- 13. Februar: Arthur William Hope Adkins, britischer Klassischer Philologe (* 1929)
- 13. Februar: Martin Balsam, US-amerikanischer Schauspieler (* 1919)
- 14. Februar: Cenek Kottnauer, tschechisch-britischer Schachspieler (* 1910)
- 14. Februar: Bob Paisley, englischer Fußballspieler und -trainer (* 1919)
- 15. Februar: Liselotte Dross, deutsche Malerin und Illustratorin (* 1887)
- 15. Februar: McLean Stevenson, US-amerikanischer Schauspieler (* 1927)
- 16. Februar: Edmund G. Brown sen., US-amerikanischer Politiker (* 1905)
- 16. Februar: Brownie McGhee, US-amerikanischer Blues-Sänger und Gitarrist (* 1915)
- 17. Februar: Hervé Bazin, französischer Schriftsteller (* 1911)
- 17. Februar: Michel Pablo, Trotzkist aus Griechenland (* 1911)
- 18. Februar: Andy Marefos, US-amerikanischer American-Football-Spieler (* 1917)
- 18. Februar: Josef Meinrad, österreichischer Kammerschauspieler (* 1913)
- 19. Februar: Antonio Creus, spanischer Automobilrennfahrer (* 1924)
- 19. Februar: Ernest Manning, kanadischer Politiker (* 1908)
- 19. Februar: Dorothy Maynor, US-amerikanische Sängerin (* 1910)
- 20. Februar: Solomon Asch, polnisch-US-amerikanischer Gestaltpsychologe (* 1907)
- 20. Februar: Sven Beuter, deutscher Dachdecker (* 1972)
- 20. Februar: Toru Takemitsu, japanischer Komponist (* 1930)
- 21. Februar: Rudolf Braunburg, deutscher Schriftsteller (* 1924)
- 21. Februar: Morton Gould, US-amerikanischer Komponist, Dirigent und Pianist (* 1913)
- 23. Februar: William Bonin, Serienmörder (* 1947)
- 23. Februar: Alan Dawson, US-amerikanischer Jazz-Schlagzeuger (* 1929)
- 23. Februar: Willy Hüttenrauch, deutscher Politiker in der DDR (* 1909)

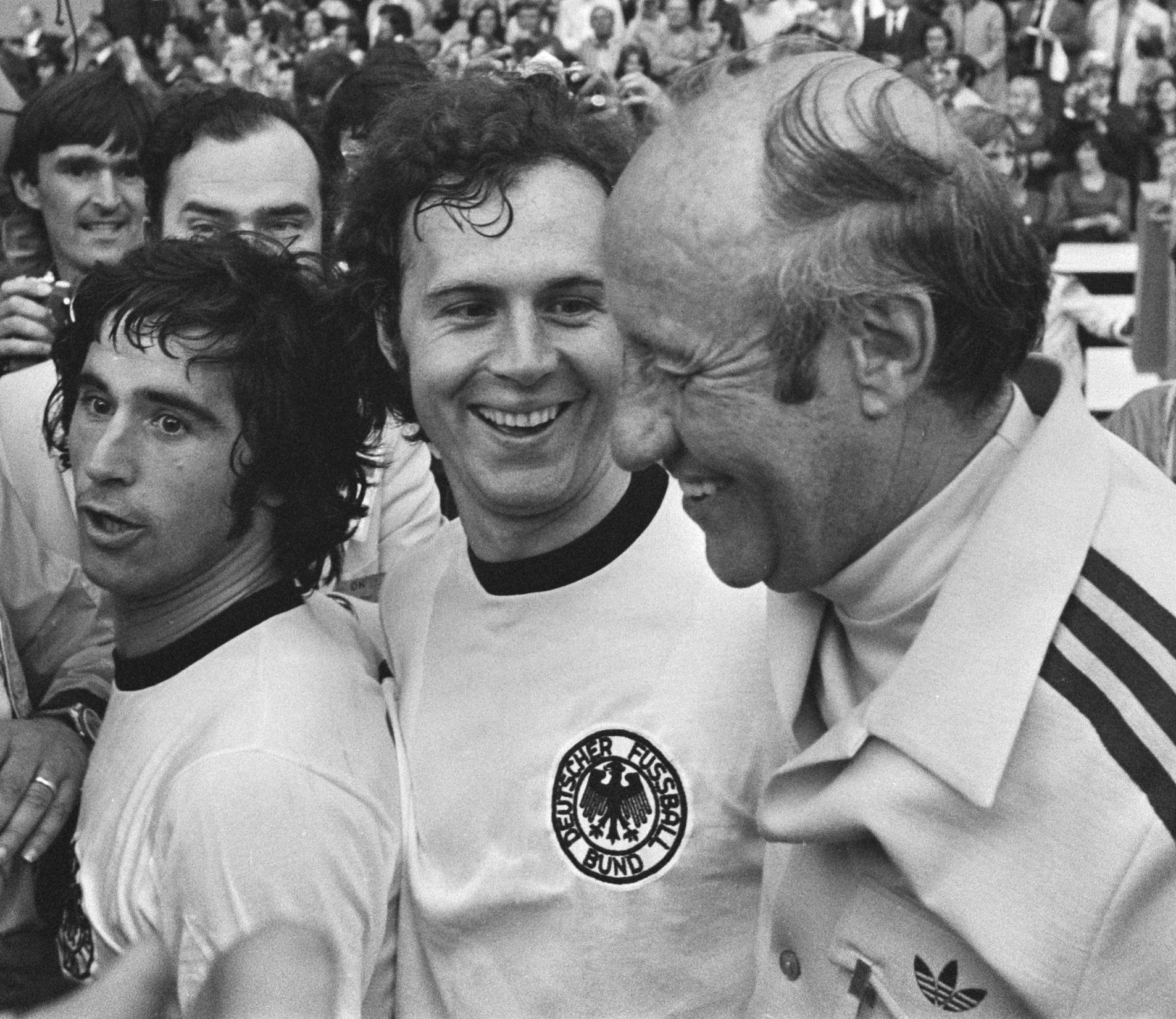
Helmut Schön (rechts), 1974

- 23. Februar: Helmut Schön, deutscher Fußballtrainer und -spieler (* 1915)
- 24. Februar: Akram al-Haurani, syrischer Politiker (* 1915)
- 24. Februar: Wolfgang Schieren, deutscher Manager und Vorstandsvorsitzender der Allianz AG (* 1927)
- 26. Februar: Mieczysław Weinberg, russischer Komponist polnischer Abstammung (* 1919)
- 27. Februar: Sarah Palfrey Cooke, US-amerikanische Tennisspielerin (* 1912)
- 29. Februar: Øystein Gaukstad, norwegischer Musikwissenschaftler und Bibliothekar (* 1912)

### März
- 02. März: Walter Kaaden, deutscher Ingenieur (* 1919)
- 03. März: Marguerite Duras, französische Schriftstellerin, Drehbuchautorin und Filmregisseurin (* 1914)
- 03. März: John Joseph Krol, Erzbischof von Philadelphia und Kardinal (* 1910)
- 04. März: Gerhard Schaffran, Bischof von Dresden-Meißen (* 1912)
- 05. März: Fritz Huschke von Hanstein, deutscher Motorsportler (* 1911)
- 09. März: George Burns, US-amerikanischer Schauspieler (* 1896)
- 09. März: Alfredo Vicente Scherer, Erzbischof von Porto Alegre und Kardinal (* 1903)
- 10. März: Joseph Braunstein, Musiker, Schriftsteller, Bergsteiger (* 1892)
- 11. März: Biljana Jovanović, serbische Schriftstellerin, Bürgerrechtlerin und Friedensaktivistin (* 1953)
- 12. März: Paul Scherman, kanadischer Geiger und Dirigent (* 1907)
- 13. März: Lucio Fulci, italienischer Filmregisseur und Produzent (* 1927)
- 13. März: Krzysztof Kieślowski, polnischer Filmregisseur und Drehbuchautor (* 1941)
- 15. März: Wolfgang Koeppen, deutscher Schriftsteller (* 1906)

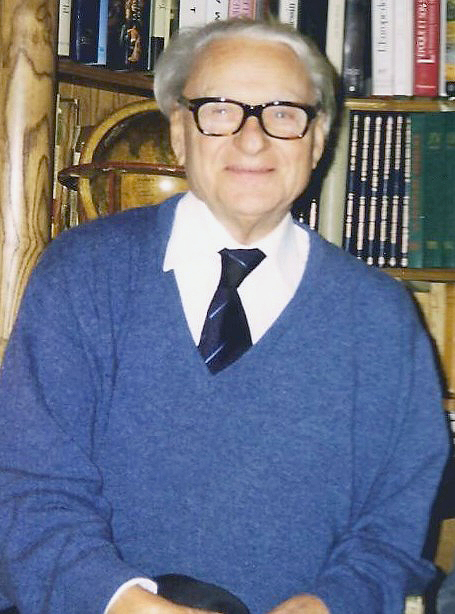
René Clément, 1995

- 17. März: René Clément, französischer Filmregisseur (* 1913)
- 17. März: Christa Wehling, deutsche Schauspielerin (* 1928)
- 18. März: Odysseas Elytis, griechischer Dichter, Maler und Literaturnobelpreisträger (* 1911)
- 18. März: Maxl Graf, deutscher Schauspieler und Sänger der volkstümlichen Musik (* 1933)
- 19. März: Colin Pittendrigh, US-amerikanischer Biologe und Mitbegründer der Chronobiologie (* 1918)
- 21. März: Inés Puyó, chilenische Malerin (* 1906)
- 23. März: C. C. Bergius, deutscher Schriftsteller (* 1910)
- 26. März: Edmund Muskie, US-amerikanischer Politiker (* 1914)
- 26. März: David Packard, Mitbegründer des US-amerikanischen Technologiekonzern Hewlett-Packard (* 1912)
- 26. März: Käte Strobel, deutsche Politikerin (* 1907)
- 27. März: Alfred Hirschmeier, deutscher Filmarchitekt (* 1931)
- 28. März: Hans Blumenberg, deutscher Philosoph (* 1920)
- 28. März: Barbara McLean, US-amerikanische Filmeditorin, Oscar-Preisträgerin (* 1903)

### April
- 02. April: Karl Gößwald, deutscher Zoologe (* 1907)

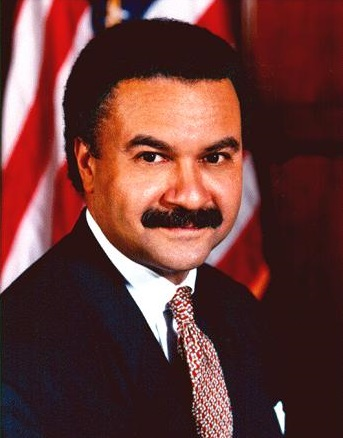
Ron Brown

- 02. April: Pierre Lelong, französischer Autorennfahrer (* 1919)
- 03. April: Ron Brown, US-amerikanischer Politiker (* 1941)
- 04. April: Barney Ewell, US-amerikanischer Leichtathlet und Olympiasieger (* 1918)
- 05. April: Monika Dannemann, deutsche Freundin des Musikers Jimi Hendrix (* 1945)
- 06. April: Greer Garson, britische Filmschauspielerin (* 1904)
- 07. April: Michael Holzinger, Schriftsteller in Banater Mundart (* 1920)
- 08. April: Ben Johnson, US-amerikanischer Schauspieler (* 1918)
- 08. April: León Klimovsky, argentinischer Regisseur und Drehbuchautor (* 1906)
- 16. April: George Gordon Abel, kanadischer Eishockeyspieler (* 1916)
- 16. April: Stavros Niarchos, griechischer Reeder (* 1909)
- 17. April: Johanne Autenrieth, deutsche Paläografin und Mittellateinische Philologin (* 1923)
- 17. April: Paul Bleiß, deutscher Politiker (* 1904)
- 17. April: Madeleine Bourdouxhe, belgische Schriftstellerin (* 1906)
- 17. April: José Luis López-Aranguren, Philosoph und Essayist (* 1909)
- 18. April: Piet Hein, dänischer Wissenschaftler, Mathematiker, Erfinder und Literat (* 1905)
- 21. April: Dschochar Mussajewitsch Dudajew, erster tschetschenische Präsident (* 1944)
- 21. April: Zora Arkus-Duntov, US-amerikanischer Ingenieur (* 1909)
- 21. April: Adolf Windorfer, deutscher Kinderarzt (* 1909)

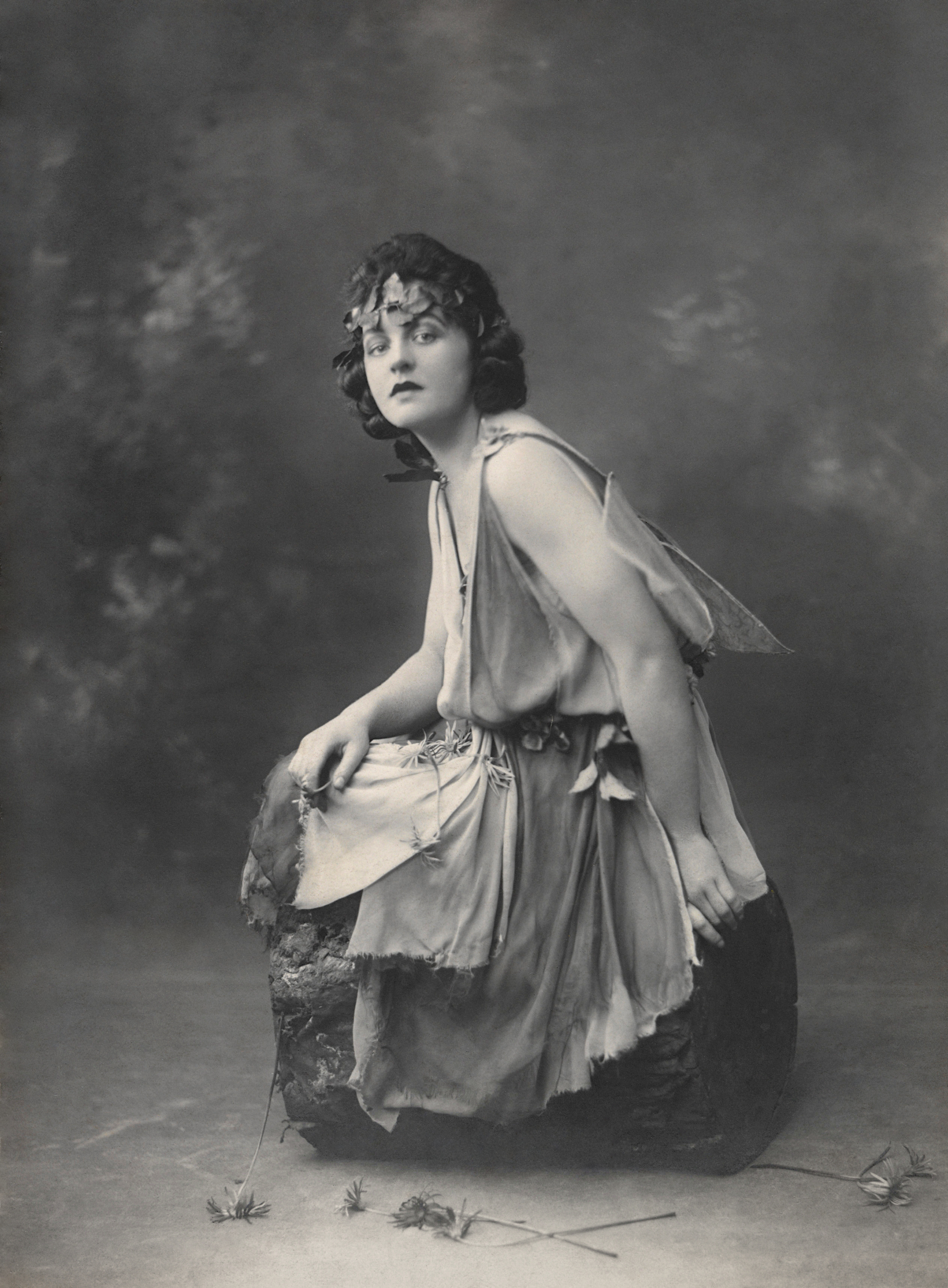
P. L. Travers, ca. 1924

- 23. April: P. L. Travers, australische Schriftstellerin (Mary Poppins) (* 1899)
- 23. April: Adolf Wicht, deutscher Brigadegeneral der Reserve (* 1910)
- 24. April: Walter Dreizner, deutscher Fotograf (* 1908)
- 25. April: Gerhard Stauf, deutscher Graphiker, Illustrator und Kupferstecher (* 1924)
- 26. April: Rolf Berndt, deutscher Philologe, Anglist und Hochschullehrer (* 1927)
- 26. April: Wolfgang Franz, deutscher Mathematiker (* 1905)
- 27. April: Rudolf Schulten: Nukleartechnologe, Entwickler des Kugelhaufenreaktors (* 1923)
- 28. April: Jürgen Kienle, deutsch-US-amerikanischer Geophysiker und Hochschullehrer (* 1938)
- 28. April: Lester Sumrall: US-amerikanischer Heilungsevangelist, Pfingstprediger und Gründer von LeSEA (* 1913)
- 29. April: Peter Griese, deutscher Science-Fiction-Autor (* 1938)
- 29. April: François Picard, französischer Automobilrennfahrer (* 1921)
- 00.April: Bernard Morel, Schweizer evangelischer Geistlicher und Hochschullehrer (* 1921)

### Mai
- 01. Mai: Herbert Brownell junior, US-amerikanischer Politiker und Justizminister (* 1904)

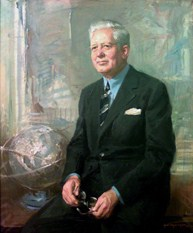
Porträt von David M. Kennedy

- 01. Mai: David M. Kennedy, US-amerikanischer Politiker (* 1905)
- 01. Mai: Irene Koss, deutsche Schauspielerin und Fernsehansagerin (* 1928)
- 02. Mai: Christopher Bird, US-amerikanischer Botaniker und Schriftsteller (* 1928)
- 02. Mai: Hubertus Großler, deutscher Generalmajor des Heeres der Bundeswehr, Abteilungsleiter des Bundesnachrichtendienstes (* 1919)
- 03. Mai: Dimitris Fampas, griechischer Gitarrist und Komponist (* 1921)
- 03. Mai: Maxim Hermaniuk, ukrainischer Erzbischof (* 1911)
- 03. Mai: Hermann Kesten, deutscher Schriftsteller (* 1900)
- 03. Mai: Gilberto Monroig, puerto-ricanischer Sänger (* 1930)
- 03. Mai: Patsy Montana, US-amerikanische Countrysängerin (* 1908)
- 05. Mai: Ai Qing, chinesischer Dichter und Maler (* 1910)
- 05. Mai: Salli Terri, US-amerikanische Sängerin und Gesangspädagogin (* 1922)
- 06. Mai: Heini Kaufeld, deutscher Schauspieler (* 1920)
- 06. Mai: Léon-Joseph Suenens, belgischer Theologe, Erzbischof von Mechelen und Kardinal (* 1904)
- 08. Mai: Ludwig Hoelscher, deutscher Cellist (* 1907)
- 10. Mai: Gerd Duwner, deutscher Schauspieler und Synchronsprecher (* 1925)
- 10. Mai: Ethel Smith, US-amerikanische Organistin (* 1902)
- 11. Mai: Ademir de Menezes, brasilianischer Fußballspieler (* 1922)
- 11. Mai: Nnamdi Azikiwe, nigerianischer Politiker (Staatspräsident) (* 1904)
- 11. Mai: Scott Fischer, US-amerikanischer Bergführer (* 1955)
- 11. Mai: Rob Hall, neuseeländischer Bergführer (* 1961)
- 11. Mai: Jerry Murad, US-amerikanischer Mundharmonikaspieler (* 1918)
- 12. Mai: Homer Keller, US-amerikanischer Komponist und Musikpädagoge (* 1915)
- 13. Mai: Hans Sauer, deutscher Erfinder (* 1923)
- 14. Mai: Maurice Montel, französischer Politiker (* 1900)
- 14. Mai: Ludwig Preiß, deutscher Politiker (* 1910)
- 14. Mai: Adolf Rambold, deutscher Ingenieur (* 1900)
- 17. Mai: Rudolf Angerer, österreichischer Illustrator und Karikaturist (* 1923)
- 17. Mai: Nikolaus Utermöhlen, deutscher Musiker und Künstler (* 1958)
- 17. Mai: Johnny „Guitar“ Watson, US-amerikanischer Blues-, Soul- und Funk-Musiker (* 1935)
- 19. Mai: Spiros Argiris, griechischer Dirigent (* 1948)
- 20. Mai: Rajmund Ambroziak, polnischer Pianist und Dirigent (* 1932)
- 20. Mai: Willi Daume, deutscher Sportfunktionär (* 1913)
- 21. Mai: Abu Ubaida al-Banschiri, ägyptischer Terrorist (* 1950)
- 21. Mai: Fritz Ligges, deutscher Vielseitigkeits- und Springreiter (* 1938)
- 23. Mai: Bernhard Klodt, deutscher Fußballspieler (* 1926)
- 23. Mai: Peter Pasetti, deutscher Schauspieler (* 1916)
- 24. Mai: John Abbott, britischer Schauspieler (* 1905)
- 24. Mai: Jacob Druckman, US-amerikanischer Komponist und Musikpädagoge (* 1928)
- 25. Mai: Keith Ballisat, britischer Automobilrennfahrer (* 1928)
- 25. Mai: Bradley Nowell, US-amerikanischer Sänger und Gitarrist (* 1968)
- 27. Mai: Wilhelm Mayrhofer, österreichischer Politiker (* 1923)
- 28. Mai: Jimmy Rowles, US-amerikanischer Jazzpianist (* 1918)
- 29. Mai: Antonín Mrkos, tschechischer Astronom (* 1918)
- 29. Mai: Isidro Maiztegui, argentinischer Komponist (* 1905)
- 30. Mai: Léon-Etienne Duval, Erzbischof von Algier und Kardinal (* 1903)
- 30. Mai: John Kahn, US-amerikanischer Bassist (* 1947)
- 31. Mai: Timothy Leary, US-amerikanischer Psychologe und Autor (* 1920)
- 31. Mai: Ton de Leeuw, niederländischer Komponist und Musikpädagoge (* 1926)
- 000Mai: Giorgio Agliani, italienischer Filmproduzent (* 1910)

### Juni

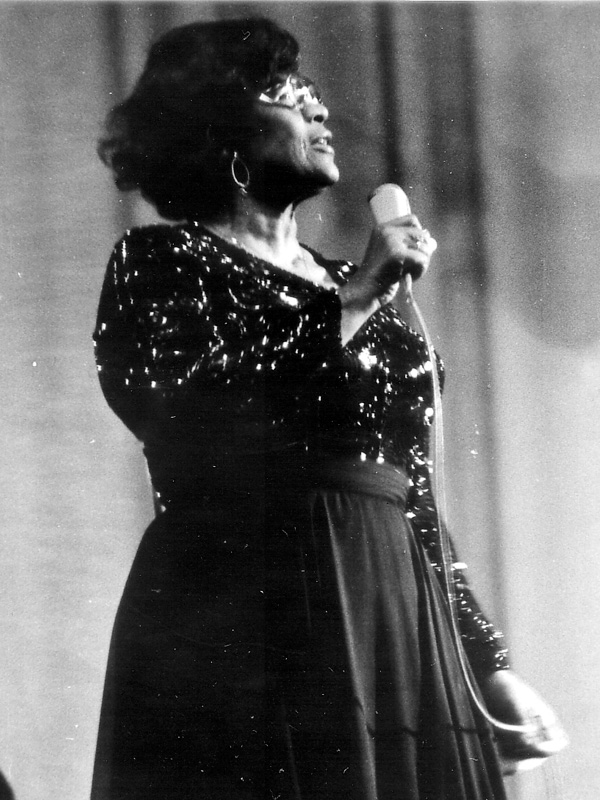
Ella Fitzgerald

- 01. Juni: Otto Meier, deutscher Künstler (Keramik) (* 1903)
- 02. Juni: John Alton, US-amerikanischer Kameramann, Oscar-Preisträger (* 1901)
- 02. Juni: Amos Tversky, israelischer Psychologe (* 1937)
- 03. Juni: Connie Brown, kanadischer Eishockeyspieler (* 1917)
- 03. Juni: Tito Okello, Staatsoberhaupt von Uganda 1985–1986 (* 1914)
- 05. Juni: Jan Kerouac, US-amerikanische Autorin (* 1952)
- 06. Juni: Harry Andersson, schwedischer Fußballspieler (* 1913)
- 06. Juni: George Davis Snell, US-amerikanischer Mediziner, Nobelpreisträger für Medizin (* 1903)
- 07. Juni: Ulrich Koch, deutscher Bratschist (* 1921)
- 07. Juni: Friedrich von Stülpnagel, deutscher Leichtathlet (* 1913)
- 08. Juni: Gustav Heckmann, deutscher Philosoph (* 1898)
- 10. Juni: Hugh Mitchell, US-amerikanischer Politiker (* 1907)
- 10. Juni: Marie-Louise von Motesiczky, österreichische Malerin des Expressionismus (* 1906)
- 11. Juni: Brigitte Helm, deutsche Filmschauspielerin (* 1908)
- 13. Juni: Glen Stewart Morley, kanadischer Dirigent, Komponist und Cellist (* 1912)
- 15. Juni: Ella Fitzgerald, US-amerikanische Jazz-Sängerin (* 1917)
- 15. Juni: Paul Schultz-Liebisch, deutscher Maler und Grafiker (* 1905)
- 17. Juni: Thomas S. Kuhn, US-amerikanischer Physiker, Wissenschaftstheoretiker und -historiker (* 1922)
- 17. Juni: Reinhard Lettau, deutsch-amerikanischer Schriftsteller (* 1929)
- 18. Juni: Branko Bošnjak, Professor für Philosophie in Zagreb (* 1923)
- 18. Juni: Glenmor, französisch-bretonischer Liedermacher (* 1931)
- 20. Juni: Karl Ackermann, deutscher Journalist und Verleger (* 1908)
- 20. Juni: Herbert Gerigk, deutscher Musikwissenschaftler und Nationalsozialist (* 1905)
- 21. Juni: Gerhard Wendland, deutscher Schlagersänger (* 1916)
- 22. Juni: Terrel Bell, US-amerikanischer Politiker (* 1921)
- 23. Juni: Andreas Papandreou, griechischer Politiker; Ministerpräsident (* 1919)
- 26. Juni: Veronica Guerin, irische Journalistin (* 1958)
- 26. Juni: Max Klankermeier, deutscher Motorrad- und Automobilrennfahrer (* 1909)
- 26. Juni: Vicentico Valdés, kubanischer Sänger (* 1919)
- 27. Juni: Khachatur Avetisyan, armenischer Komponist (* 1926)
- 27. Juni: Albert R. Broccoli, US-amerikanischer Filmproduzent (* 1909)
- 28. Juni: Friedrich Adler, deutscher Ingenieur (* 1916)
- 28. Juni: Julio Bolbochán, argentinischer Schachspieler (* 1920)

### Juli

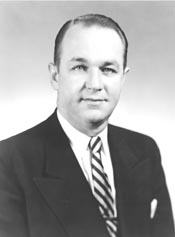
William T. Cahill

- 01. Juli: William T. Cahill, US-amerikanischer Politiker (* 1912)
- 01. Juli: Margaux Hemingway, US-amerikanische Schauspielerin und Model (* 1954)
- 01. Juli: Ota Janeček, tschechischer Illustrator, Maler, Graphiker (* 1919)
- 03. Juli: Barry Crump, neuseeländischer Schriftsteller (* 1935)
- 03. Juli: Luis Alfonzo Larrain, venezolanischer Komponist und Musiker (* 1911)
- 04. Juli: Arlie Duff, US-amerikanischer Country-Musiker (* 1924)
- 05. Juli: Predrag Ostojić, jugoslawischer Schachspieler (* 1938)
- 05. Juli: Clyde E. Wiegand, US-amerikanischer Physiker (* 1915)
- 07. Juli: J. Hermann Siemer, deutscher Politiker (* 1902)
- 08. Juli: Albrecht von Bayern, Chef des Hauses Wittelsbach (* 1933)
- 08. Juli: Mario Camorani, italienischer Schachproblemkomponist (* 1912)
- 08. Juli: Adelheid Duvanel, Schweizer Schriftstellerin (* 1936)
- 08. Juli: Richard Groschopp, Regisseur und Kameramann (* 1906)
- 12. Juli: Gottfried von Einem, österreichischer Komponist (* 1918)
- 13. Juli: Käte van Tricht, deutsche Organistin, Pianistin, Cembalistin und Musikpädagogin (* 1909)
- 14. Juli: Volker Georg Ludwig Aschoff, deutscher Professor (* 1907)
- 14. Juli: Jeff Krosnoff, US-amerikanischer Automobilrennfahrer (* 1964)
- 14. Juli: Jean Rudolf von Salis, Schweizer Historiker, Schriftsteller und Publizist (* 1901)
- 15. Juli: Erwin Fischer, deutscher Jurist (* 1904)
- 15. Juli: Rabe Perplexum, deutsche Malerin und Performance-Künstlerin (* 1956)
- 16. Juli: Adolf von Thadden, deutscher Politiker (* 1921)
- 17. Juli: Chas Chandler, britischer Musiker, Musikproduzent und Manager (* 1938)
- 18. Juli: Donny the Punk, US-amerikanischer Aktivist für Gefangenenrechte (* 1946)
- 18. Juli: Hans Katzer, deutscher Politiker (* 1919)
- 19. Juli: Alfred Kunze, Dozent für Fußball an der deutschen Hochschule für Körperkultur und Sport (* 1909)
- 20. Juli: František Plánička, tschechischer Fußballspieler (* 1904)
- 21. Juli: Waluliso, Friedensaktivist und stadtbekanntes Original in Wien (* 1914)
- 22. Juli: Tamara Danz, Sängerin (* 1952)
- 22. Juli: Franco Lini, italienischer Journalist und 1967 Teamchef der Scuderia Ferrari (* 1924)
- 22. Juli: Peter Ludwig, deutscher Industrieller und Kunst-Mäzen (* 1925)
- 23. Juli: Milagros Beras Dalmasí, dominikanischer Pianist und Musikpädagoge (* 1945)
- 26. Juli: Heriberto Herrera, paraguayisch-spanischer Fußballspieler und -trainer (* 1926)
- 30. Juli: Claudette Colbert, französisch-US-amerikanische Schauspielerin (* 1903)
- 30. Juli: Magda Schneider, deutsche Schauspielerin (* 1909)
- 31. Juli: Hans Schwier, deutscher Politiker (* 1926)

### August
- 01. August: Mohammed Farah Aidid, Führer des somalischen Habr Gidr-Klans (* 1934)
- 01. August: Pierre Ailleret, französischer Elektroingenieur (* 1900)
- 01. August: Frida Boccara, französische Sängerin (* 1940)

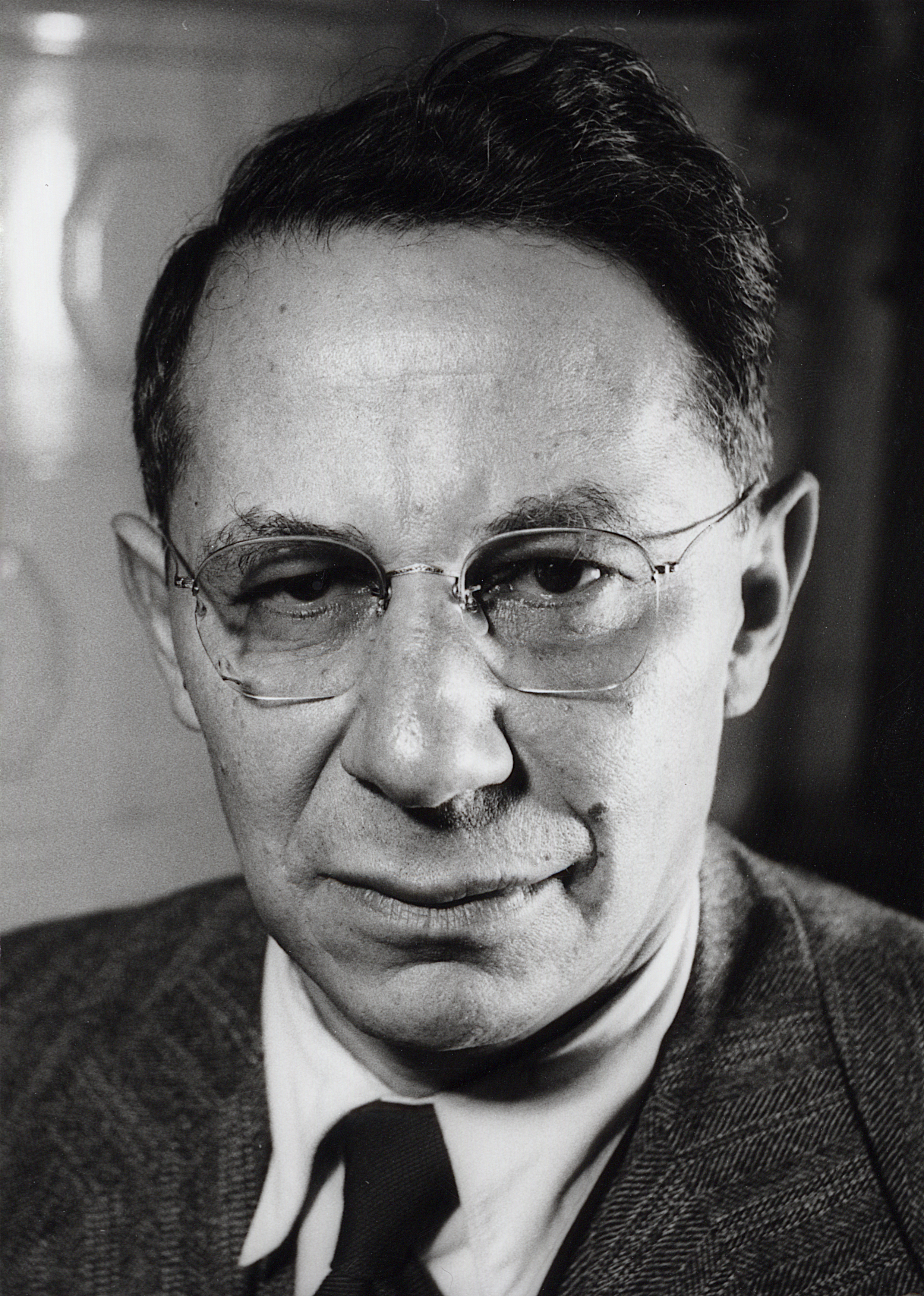
Tadeus Reichstein.

- 01. August: Tadeus Reichstein, Schweizer Chemiker und Nobelpreisträger (* 1897)
- 02. August: Anthony Rayappa Arulappa, Erzbischof von Madras-Mylapore (* 1912)
- 02. August: Vera Auer, österreichische Akkordeonistin und Vibraphonistin (* 1919)
- 02. August: Michel Debré, französischer Politiker (* 1912)
- 04. August: Kiyoshi Atsumi, japanischer Schauspieler (* 1928)
- 05. August: Roman Schnur, deutscher Staatsrechtler (* 1927)
- 06. August: Bud Svendsen, US-amerikanischer American-Football-Spieler (* 1915)
- 07. August: Danny Wolfe, US-amerikanischer Songschreiber und Rockabilly-Musiker (* 1928)
- 08. August: Joseph Asajirō Satowaki, Erzbischof von Nagasaki und Kardinal (* 1904)
- 08. August: Sir Nevill F. Mott, englischer Physiker und Nobelpreisträger (* 1905)

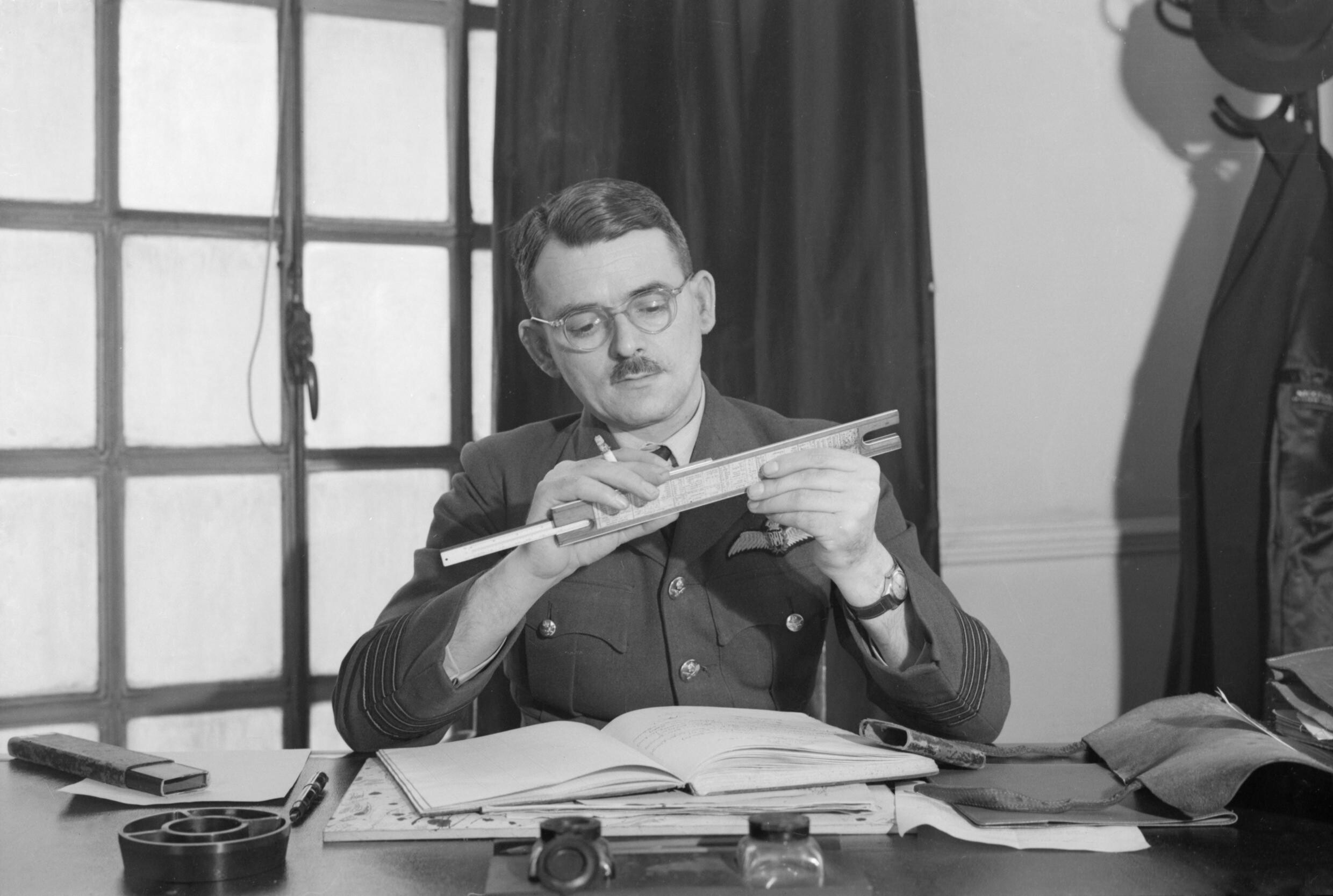
Frank Whittle.

- 09. August: Frank Whittle, englischer Pilot, Erfinder und Geschäftsmann (* 1907)
- 09. August: John W. King, US-amerikanischer Politiker (* 1916)
- 10. August: Walter MacNutt, kanadischer Organist, Komponist, Chorleiter und Musikpädagoge (* 1910)
- 11. August: Rafael Kubelík, Schweizer Dirigent und Komponist tschechischer Herkunft (* 1914)
- 12. August: Wiktor Hambardsumjan, sowjetischer und armenischer Astrophysiker (* 1908)
- 13. August: Willi Heeks, deutscher Automobilrennfahrer (* 1922)
- 13. August: António de Spínola, portugiesischer General und Politiker (* 1910)
- 13. August: David Tudor, US-amerikanischer Pianist und einer der Pioniere für elektronische und experimentelle Musik (* 1926)
- 14. August: Sergiu Celibidache, rumänischer Dirigent (* 1912)
- 14. August: Camilla Horn, deutsche Schauspielerin (* 1903)
- 15. August: Liesel Christ, Frankfurter Volksschauspielerin (* 1919)
- 15. August: Albert Osswald, Ministerpräsident des Landes Hessen (* 1919)
- 15. August: Max Thurian, Schweizer Theologe (* 1921)
- 16. August: Miles Goodman, US-amerikanischer Komponist (* 1949)
- 20. August: Rio Reiser, deutscher Rockmusiker (Ton Steine Scherben) (* 1950)
- 22. August: Wilhelm Angele, deutsch-US-amerikanischer Ingenieur für Raketensteuerungstechnik (* 1905)
- 22. August: Erwin Leiser, deutsch-schwedischer Publizist (* 1923)
- 23. August: Jurriaan Andriessen, niederländischer Komponist und Lehrer (* 1925)
- 24. August: Jean Aurel, französischer Drehbuchautor und Filmregisseur (* 1925)
- 24. August: James Saunders, US-amerikanischer Balletttänzer und Choreograph (* 1946)
- 25. August: Reinhard Libuda, deutscher Fußballspieler (* 1943)
- 26. August: Alejandro Agustín Lanusse Gelly, argentinischer Militär und Politiker (* 1918)
- 27. August: Wayne D. Overholser, US-amerikanischer Westernautor (* 1906)
- 30. August: Laura Adani, italienische Schauspielerin (* 1906)
- 30. August: Josef Müller-Brockmann, Grafikdesigner, Typograph, Autor und Lehrer (* 1914)
- 30. August: Edgar Gray, australischer Radrennfahrer (* 1906)
- 31. August: Milt Larkin, US-amerikanischer Jazztrompeter (* 1910)

### September
- 01. September: Vagn Holmboe, dänischer Komponist (* 1909)
- 02. September: Hans Peter Heinzl, österreichischer Kabarettist (* 1942)
- 02. September: Otto Luening, US-amerikanischer Komponist (* 1900)
- 02. September: Tullio Vinay, italienischer waldensischer Pfarrer, Gründer Diakoniewerke und Politiker (* 1909)
- 05. September: Anselm Strauss, US-amerikanischer Soziologe (* 1916)
- 05. September: Erhard Ueckermann, deutscher Jagd- und Forstwissenschaftler (* 1924)
- 06. September: Ginette Martenot, französische Pianistin, Ondes-Martenot-Spielerin und Musikpädagogin (* 1902)
- 06. September: Ester Soré, chilenische Sängerin (* 1915)
- 07. September: Arthur Flemming, US-amerikanischer Politiker (* 1905)
- 07. September: Gilda, argentinische Popsängerin (* 1961)
- 09. September: Manuel Marino Miniño, dominikanischer Komponist, Dirigent und Musikpädagoge (* 1930)
- 09. September: Bill Monroe, US-amerikanischer Musiker (* 1911)
- 10. September: Hans List, österreichischer Unternehmer (* 1896)
- 12. September: Eleazar de Carvalho, brasilianischer Komponist und Dirigent (* 1912)
- 12. September: Ernesto Geisel, Präsident von Brasilien während der Militärdiktatur der 1970er Jahre (* 1908)
- 12. September: Richard Maling Barrer, neuseeländischer Chemiker (* 1910)
- 13. September: Ricardo García Perdomo, kubanischer Gitarrist und Sänger (* 1920)
- 13. September: Tupac Shakur, US-amerikanischer Musiker (* 1971)
- 14. September: Bruno Menzel, deutscher Politiker (* 1932)
- 14. September: Rose Ouellette, kanadischer Komikerin, Schauspielerin und Sängerin (* 1903)
- 16. September: Gene Nelson, US-amerikanischer Filmregisseur, Drehbuchautor und Filmproduzent (* 1920)
- 17. September: Spiro Agnew, US-amerikanischer Politiker (* 1918)
- 17. September: Marianne Bachmeier, deutsche Mutter, die im Gerichtssaal den Mörder ihrer Tochter erschoss (* 1950)
- 17. September: Arnold Peters, kanadischer Politiker (CFF, NDP) (* 1922)
- 18. September: Annabella, französische Filmschauspielerin (* 1907)
- 19. September: Helmut Heißenbüttel, deutscher Schriftsteller (* 1921)
- 20. September: Franco Angrisano, italienischer Schauspieler (* 1926)
- 20. September: Cheb Aziz, algerischer Raï-Sänger (* 1968)
- 20. September: Paul Erdős, Mathematiker (* 1913)
- 20. September: Nelson Wesley Trout, US-amerikanischer lutherischer Bischof (* 1920)
- 21. September: Erika Cremer, deutsche Physikerin (* 1900)
- 21. September: Claus Holm, deutscher Schauspieler (* 1918)
- 22. September: Mohamed Ben Ahmed Abdelghani, algerischer Premierminister (* 1927)
- 22. September: Arthur Dom, niederländisch-deutscher Motorradrennfahrer und Ingenieur (* 1903)
- 22. September: József Sir, ungarischer Sprinter und Olympionike (* 1912)
- 23. September: František Rauch, tschechischer Pianist und Musikpädagoge (* 1910)
- 25. September: Heinz Engelmann, deutscher Schauspieler und Synchronsprecher (* 1911)
- 26. September: Sir Geoffrey Wilkinson, britischer Chemiker und Nobelpreisträger (* 1921)
- 27. September: Mohammed Nadschibullah, afghanischer Staatspräsident (* 1947)
- 28. September: Mennato Boffa, italienischer Automobilrennfahrer (* 1929)
- 28. September: Bob Gibson, US-amerikanischer Folkmusiker (* 1931)
- 29. September: Endō Shūsaku, japanischer Schriftsteller (* 1923)
- 30. September: Gerhard Trede, deutscher Komponist (* 1913)

### Oktober
- 01. Oktober: Alfred Vogel, Schweizer Heilpraktiker und Pharma-Unternehmer (* 1902)
- 02. Oktober: Joonas Kokkonen, finnischer Komponist (* 1921)
- 02. Oktober: Helmut Artzinger, deutscher Politiker (* 1912)
- 03. Oktober: Arturo Gatica, chilenischer Sänger (* 1921)
- 04. Oktober: Humphrey Edward Gregory Atkins, britischer Politiker (* 1922)
- 04. Oktober: Silvio Piola, italienischer Fußballspieler (* 1913)
- 05. Oktober: Seymour Cray, Informatiker (* 1925)
- 06. Oktober: Harry Glickman, russischer Geiger (* 1910)
- 08. Oktober: Mignon G. Eberhart, US-amerikanische Schriftstellerin (* 1899)
- 09. Oktober: Joachim Wohlgemuth, deutscher Schriftsteller (* 1932)
- 11. Oktober: Lars Valerian Ahlfors, finnisch-US-amerikanischer Mathematiker (* 1907)
- 11. Oktober: Pierre Grimal, französischer Altphilologe (* 1912)
- 11. Oktober: William Vickrey, US-amerikanischer Ökonom und Nobelpreisträger (* 1914)
- 12. Oktober: René Lacoste, Tennisspieler aus Frankreich (* 1904)
- 12. Oktober: Roger Lapébie, französischer Radrennfahrer (* 1911)
- 13. Oktober: Pawel Alexandrowitsch Solowjow, sowjetischer Triebwerkskonstrukteur (* 1917)
- 13. Oktober: Henri Nannen, deutscher Verleger und Publizist (* 1913)
- 13. Oktober: Elisabeth Pitz-Savelsberg, deutsche Politikerin (* 1906)
- 14. Oktober: Jean Grimaldi, kanadischer Schauspieler, Sänger und Autor (* 1898)
- 15. Oktober: Karl-Heinz Ahlheim, deutscher Schachkomponist (* 1933)
- 16. Oktober: Eric Malpass, englischer Schriftsteller (* 1910)
- 17. Oktober: Berthold Goldschmidt, deutscher Komponist (* 1903)
- 17. Oktober: Gerhard Holtz-Baumert, deutscher Schriftsteller (* 1927)
- 18. Oktober: Hans Drachsler, deutscher Politiker (* 1916)
- 18. Oktober: Otto Heinrich Kühner, deutscher Schriftsteller (* 1921)
- 19. Oktober: Josef Becker, deutscher Politiker (* 1905)
- 21. Oktober: Léon Yehouda Ashkénasi, französischer Rabbiner (* 1922)
- 23. Oktober: Harold Hughes, US-amerikanischer Politiker (* 1922)
- 23. Oktober: Alexander Kelly, schottischer Pianist und Musikpädagoge (* 1929)
- 24. Oktober: Arthur Axmann, Reichsjugendführer in der Zeit des Nationalsozialismus (* 1913)
- 24. Oktober: Edgar Augustin, deutscher Bildhauer und Zeichner (* 1936)
- 24. Oktober: Gladwyn Jebb, britischer Politiker, 1. Generalsekretär der Vereinten Nationen (* 1900)
- 26. Oktober: Miquel Asins Arbó, spanischer Komponist, Dirigent und Lehrer (* 1916)
- 26. Oktober: Angélica Ortiz, mexikanische Filmproduzentin und Drehbuchautorin (* 1924)
- 28. Oktober: Maria Grevesmühl, deutsche Violinistin und Hochschuldozentin (* 1936)
- 28. Oktober: Franca Magnani, italienische Journalistin (* 1925)
- 28. Oktober: Hans Otto, deutscher Organist und Kantor (* 1922)
- 31. Oktober: Marcel Carné, französischer Filmregisseur (* 1906)
- 31. Oktober: Grachan Moncur II., US-amerikanischer Jazzbassist (* 1915)

### November
- 01. November: Margot Rojas Mendoza, kubanische Pianistin und Musikpädagogin (* 1903)
- 02. November: Eva Cassidy, US-amerikanische Sängerin (* 1963)
- 02. November: Tobias Gruben, deutscher Underground-Musiker (* 1963)

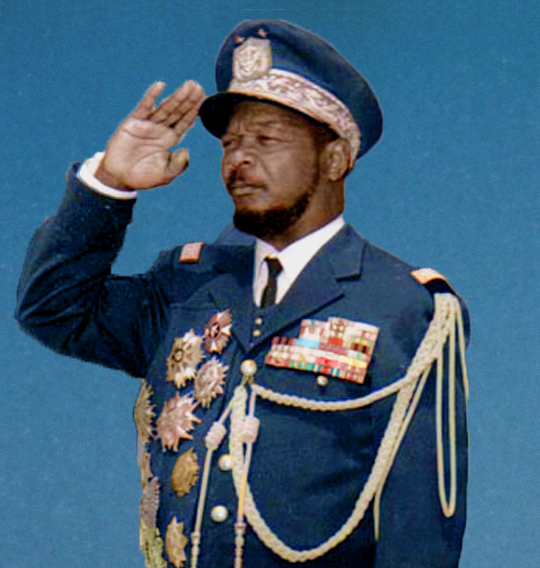
Jean-Bédel Bokassa

- 03. November: Jean-Bédel Bokassa, Präsident und Kaiser der Zentralafrikanischen Republik (* 1921)
- 03. November: Abdullah Çatlı, türkischer Krimineller (* 1956)
- 06. November: Mario Savio, US-amerikanischer Bürgerrechts-Aktivist (* 1942)
- 06. November: Toni Schmücker, deutscher Industriemanager, 1975–1981 VW-Vorstandsvorsitzender (* 1921)
- 07. November: Dietrich Andernacht, deutscher Historiker und Archivar (* 1921)
- 08. November: Georg Schreiber, deutscher Mediziner und Medizinjournalist (* 1921)
- 12. November: Ishigaki Ayako, japanische Autorin und Feministin (* 1903)
- 13. November: Eberhard Naujoks, deutscher Historiker und Hochschullehrer (* 1915)
- 14. November: Joseph Louis Bernardin, Erzbischof von Chicago und Kardinal (* 1928)
- 14. November: Meridel Le Sueur, US-amerikanische Schriftstellerin und Frauenrechtlerin (* 1900)
- 15. November: Alger Hiss, US-amerikanischer Rechtsanwalt (* 1904)
- 16. November: Holger Hagen, deutscher Schauspieler und Synchronsprecher (* 1915)
- 17. November: Michele Abbruzzo, italienischer Schauspieler (* 1904)
- 20. November: Bert Achong, trinidadischer Labormediziner (* 1928)
- 21. November: Elmo Langley, US-amerikanischer Automobilrennfahrer (* 1928)
- 21. November: Abdus Salam, pakistanischer Physiker und Nobelpreisträger (* 1926)
- 22. November: Garrett Birkhoff, US-amerikanischer Mathematiker (* 1911)
- 22. November: Maria Casarès, französische Schauspielerin (* 1922)
- 22. November: Erich Pizka, österreichischer Hornist und Professor (* 1914)
- 22. November: Ray Blanton, US-amerikanischer Politiker, Gouverneur von Tennessee (* 1930)
- 26. November: Hans Klein, deutscher Politiker (* 1931)
- 26. November: Paul Rand, US-amerikanischer Designer von Firmenlogos (* 1914)
- 26. November: Rudolph Schulze, Minister für Post- und Fernmeldewesen der DDR (* 1918)
- 26. November: Diedrich Wattenberg, deutscher Astronom und Publizist (* 1909)
- 28. November: Don McNeill, US-amerikanischer Tennisspieler (* 1918)
- 30. November: Tiny Tim, US-amerikanischer Sänger (* 1932)
- 30. November: Dainius Trinkūnas, litauischer Pianist und Politiker (* 1931)

### Dezember
- 01. Dezember: Babrak Karmal, afghanischer Politiker (* 1929)
- 02. Dezember: Jean Jérôme Hamer, Kardinal der römisch-katholischen Kirche (* 1916)
- 06. Dezember: Pete Rozelle, US-amerikanischer Sport-Funktionär (* 1926)
- 06. Dezember: Victor Bruns, deutscher Fagottist und Komponist (* 1904)
- 09. Dezember: Wilhelm Hahn, deutscher CDU-Politiker, 1964–1978 Kultusminister v. Baden-Württemberg (* 1909)

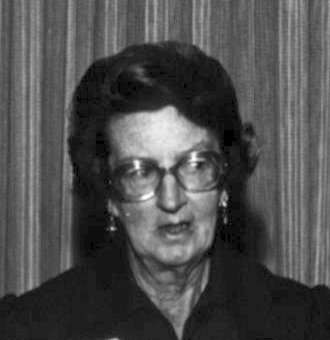
Mary Leakey, 1977

- 09. Dezember: Mary Leakey, britische Archäologin (* 1913)
- 09. Dezember: Heinrich Schmidt-Barrien, deutscher Schriftsteller (* 1902)
- 10. Dezember: Johannes Magerstädt, deutscher Brigadegeneral des Heeres und Unterabteilungsleiter im Bundesnachrichtendienst (* 1921)
- 10. Dezember: Faron Young, US-amerikanischer Country-Sänger (* 1932)
- 11. Dezember: Danuta Gleed, kanadische Schriftstellerin (* 1946)
- 11. Dezember: Erich Zöllner, österreichischer Historiker (* 1916)
- 12. Dezember: Vance Packard, US-amerikanischer Publizist (* 1914)
- 13. Dezember: Otto Kurth, deutscher Schauspieler und Regisseur (* 1912)
- 15. Dezember: Harry Kemelman, US-amerikanischer Schriftsteller (* 1908)
- 15. Dezember: Jean-Pierre Lévy, Résistance-Mitglied, Gründer der Gruppe Franc-Tireur (* 1911)
- 15. Dezember: Tristan Keuris, niederländischer Komponist und Musiker (* 1946)
- 16. Dezember: Laurens van der Post, südafrikanisch-britischer Schriftsteller (* 1906)
- 17. Dezember: Armando Luis Gallop, US-amerikanischer DJ und Musikproduzent (* 1970)
- 17. Dezember: Magda Rose-Weingardt, deutsche Malerin (* 1902)
- 19. Dezember: Marcello Mastroianni, italienischer Filmschauspieler (* 1924)

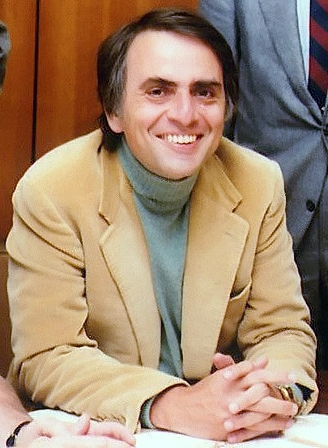
Carl Sagan, 1980

- 20. Dezember: Alan Graham Apley, englischer Orthopäde und Herausgeber (* 1914)
- 20. Dezember: Carl Sagan, US-amerikanischer Astronom (* 1934)
- 21. Dezember: Christine Brückner, deutsche Schriftstellerin (* 1921)
- 21. Dezember: Hans-Joachim Fränkel, deutscher evangelischer Bischof und Menschenrechtler (* 1909)
- 21. Dezember: Josef Landlinger, österreichischer Politiker  (* 1919)
- 23. Dezember: Clarisse Nicoïdski, französische Schriftstellerin (* 1938)
- 25. Dezember: Bill Osmanski, US-amerikanischer American-Football-Spieler (* 1915)
- 25. Dezember: August Wenzinger, Schweizer Cellist, Gambist, Musikpädagoge und Dirigent (* 1905)
- 26. Dezember: Narciso Jubany Arnau, Erzbischof von Barcelona und Kardinal (* 1913)
- 28. Dezember: Hans Baumgartner, Schweizer Fotograf (* 1911)
- 28. Dezember: Wassili Iwanowitsch Rakow, sowjetischer Pilot (* 1909)
- 29. Dezember: Dorothy Livesay, kanadische Lyrikerin (* 1909)
- 29. Dezember: Daniel Mayer, Résistancemitglied (* 1909)
- 30. Dezember: Eugen Kramár, slowakischer Architekt (* 1914)
- 30. Dezember: Karl Josef Partsch, deutscher Jurist und Professor (* 1914)
- 30. Dezember: Lew Ayres, US-amerikanischer Schauspieler und Regisseur (* 1908)
- 30. Dezember: Jack Nance, US-amerikanischer Schauspieler (* 1943)

### Tag unbekannt
- Karl Andres, deutscher Ministerialbeamter (* 1906)
- Lilly Kröhnert, deutsche Malerin und Bildhauerin (* 1912)
- Jerzy Zgodziński, polnischer Perkussionist und Musikpädagoge (* 1927)

## Wissenschaftspreise

### Nobelpreise

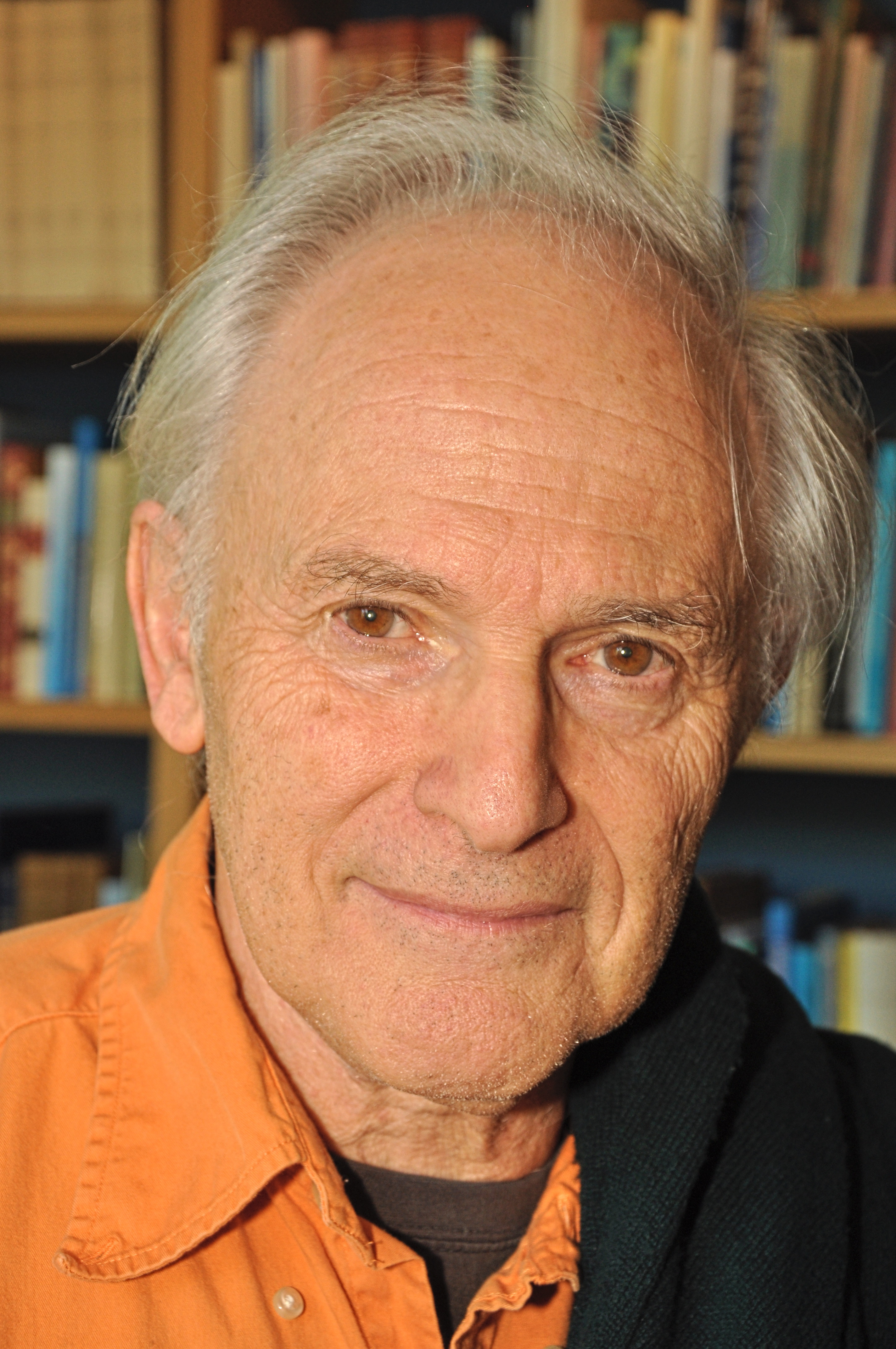
Harold Kroto

- Physik: David M. Lee, Douglas D. Osheroff und Robert C. Richardson
- Chemie: Robert F. Curl, Harold Kroto und Richard E. Smalley
- Medizin: Peter Doherty und Rolf Zinkernagel
- Literatur: Wisława Szymborska
- Friedensnobelpreis: Carlos Filipe Ximenes Belo und José Ramos-Horta
- Wirtschaftswissenschaft: James Mirrlees und William Vickrey

### Turing Award
- Amir Pnueli, für Temporale Logik; Programm- und Systemverifizierung, insbesondere bei nebenläufigen und reaktiven Systemen (mit dem Paper The Temporal Logic of Programs)

## Sonstiges
- 24. Dezember: Eine geistig verwirrte Frau richtet in einer Frankfurter Kirche mit zwei Handgranaten ein Blutbad an.